# Budapest
Pour les articles homonymes, voir Budapest (homonymie).
Ne doit pas être confondu avec la capitale roumaine Bucarest.
 (mars 2023).
Si vous disposez d'ouvrages ou d'articles de référence ou si vous connaissez des sites web de qualité traitant du thème abordé ici, merci de compléter l'article en donnant les références utiles à sa vérifiabilité et en les liant à la section « Notes et références ».
Budapest (prononcé [by.da.ˈpɛst], hongrois : Budapest [ˈbu.dɒ.pɛʃt]  ; allemand : Budapest ou anciennement Ofen-Pesth) est la plus grande ville et la capitale de la Hongrie. Elle se situe en aval du coude du Danube entre le massif de Transdanubie et l'Alföld. Ses habitants sont les Budapestois (en hongrois, budapesti, -ek).
La ville actuelle est créée le 17 novembre 1873 par la fusion de Buda — alors capitale de la Hongrie —, de Pest et d'Óbuda. Elle a pour origine le site d'Aquincum, un point de peuplement celte devenu capitale de la Pannonie inférieure pendant l'époque romaine. Les Magyars arrivent dans la région au IXe siècle. Leur premier point d'implantation est pillé par les Mongols en 1241-1242. La ville est reconstruite et devient l'un des centres de la culture humaniste de la Renaissance au XVe siècle. Après près de 150 ans de domination ottomane, elle poursuit son développement et connaît son apogée avec l'épanouissement de l'ère industrielle aux XVIIIe et XIXe siècles. Après la fusion de 1873 et l'accession de la ville au rang de seconde capitale de l'Autriche-Hongrie, Budapest atteint les proportions et les caractéristiques d'une ville mondiale. Marquée par les différentes traces léguées par l'histoire, Budapest a notamment été l'épicentre de la révolution hongroise de 1848, de la république des conseils de Hongrie de 1919, de l'opération Panzerfaust en 1944, de la bataille de Budapest de 1945 et de l'insurrection de 1956.
Considérée comme l'une des plus belles villes d'Europe et comme la « perle » du Danube,,, son panorama, le quartier du château de Buda, l'avenue Andrássy et le métropolitain du Millénaire figurent au patrimoine mondial de l'UNESCO,. Destination touristique importante, la ville attire plus de 4,3 millions de visiteurs par an.
Plus grande ville du pays, elle en est le principal centre politique, culturel, commercial et industriel. Elle abrite le Parlement hongrois, les bâtiments ministériels et les ambassades du pays ainsi que les sièges sociaux des entreprises installées en Hongrie. Son ancien statut de cocapitale de l'Autriche-Hongrie lui confère un rayonnement important dans la Mitteleuropa. La partition du royaume de Hongrie à la suite du traité de Trianon en 1920 en fait une ville démesurée pour la Hongrie dans ses frontières actuelles. La macrocéphalie dont est atteinte la ville se concrétise par la convergence de la plupart des réseaux routiers et ferroviaires du pays en son centre et des écarts démographiques et économiques disproportionnés entre la capitale et la province (près de 20 % de la population hongroise est budapestoise). Avec ses 1 702 297 habitants (l'aire urbaine en compte 2 524 697), Budapest est également la deuxième ville la plus peuplée d'Europe centrale, Berlin étant la première. Elle en est également considérée du point de vue des échanges économiques comme une importante plaque tournante. En effet, la capitale hongroise se trouve à vol d'oiseau à 161 km à l'est-sud-est de Bratislava, à 214 km à l'est-sud-est de Vienne, à 441 km au sud-est de Prague, à 545 km au sud-sud-ouest de Varsovie et à 688 km au sud-est de Berlin. Budapest est en outre située à 1 244 km à l'est de Paris. La ville abrite le siège de l'Institut européen d'innovation et de technologie (IET).

## Géographie

### Géologie et géomorphologie
Budapest est située entre plusieurs régions naturelles de Hongrie. À l'ouest s'étend le massif de Transdanubie avec d'une part les collines de Buda jusqu'à Zsámbék et d'autre part les monts du Pilis jusqu'à Esztergom et le coude du Danube. Avoisinant parfois les 500 m, ces massifs se sont formés au Trias et se composent principalement de calcaire et de dolomite dans lesquels l'eau a créé des grottes dont les plus célèbres sont la grotte de Pálvölgy et la grotte de Szemlőhegy. Le point culminant de la ville est le János-hegy, à 527 mètres d'altitude. Le point le plus bas est la surface du Danube qui se trouve à 96 mètres au-dessus du niveau de la mer. De l'autre côté du fleuve, dans la partie orientale de la ville, la plaine de Rákos est délimitée au nord par le massif du Cserhát et à l'est par le massif de Gödöllő. Elle rejoint par le sud la grande plaine sédimentaire de l'Alföld, qui s'étend le long du Danube et de la Tisza.
Pourvoyeuse de nombreuses sources d'eau thermale, Budapest débite 40 000 000 litres d'eau chaude et 30 000 000 litres d'eau tiède par jour. Ces sources sont à l'origine des établissements de bains et des thermes qui ont fait la réputation de la capitale. Le plus vaste ensemble de thermes souterrains au monde a été découvert à Budapest en 2008.

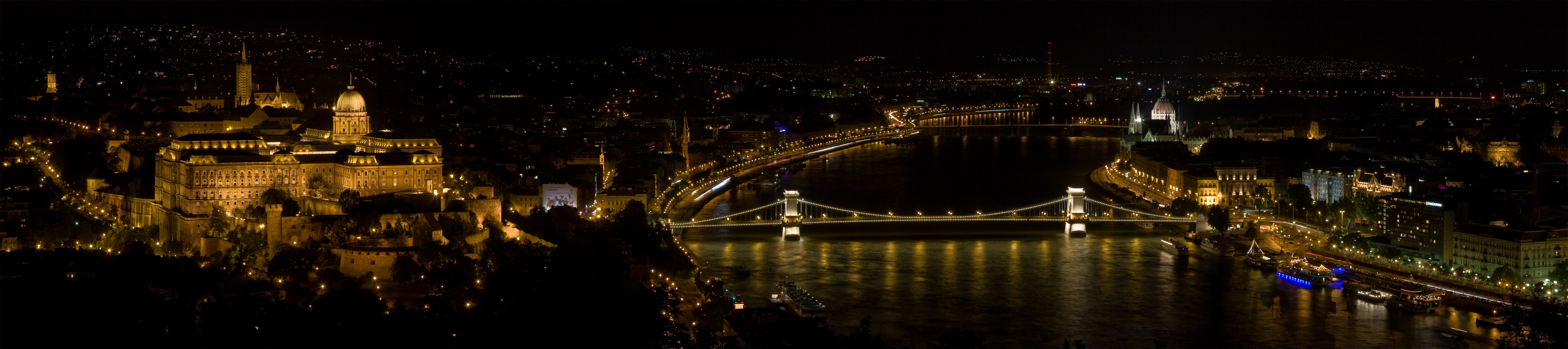
Panorama nocturne depuis Gellért-hegy.

Vue panoramique de la ville depuis le quartier du château.

### Topographie et hydrographie

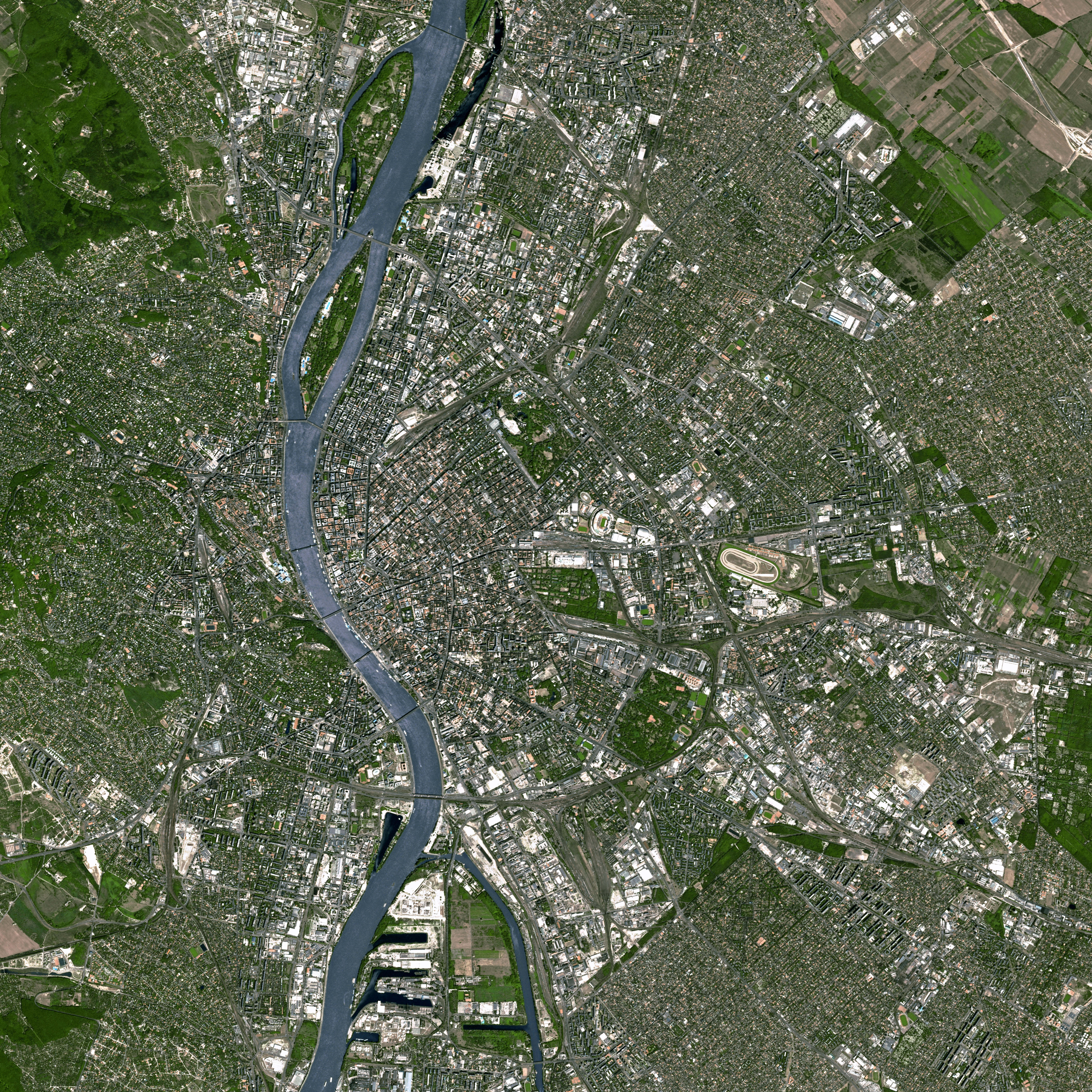
Budapest vu par le satellite Spot.

L'agglomération de Budapest s'étend sur une surface de 525 km2 au nord de la Hongrie. La ville est entourée par les localités du comitat de Pest. Elle s'étend sur 25 km du nord au sud, 29 d'est en ouest.
Axe médian de Budapest, le Danube s'écoule dans la ville sur une longueur de 28 km et une largeur variant de 230 à 380 m. Le milieu de son lit est occupé par les îles d'Óbuda au nord et Marguerite un peu plus au sud. Une troisième, l'île de Csepel, fait seulement partie de la ville par son extrémité nord.
Budapest joue les contrastes d'une rive à l'autre du fleuve. À l'ouest, la ville-haute de Buda située sur la colline du château s'étend jusqu'au pied du mont Gellért. Lors de l'Âge d'or de la ville et de son union avec Pest, les faubourgs de la ville-basse se structurent autour de grandes percées et boulevards. Durant le XXe siècle, les collines verdoyantes des monts du Pilis sont grignotées par une urbanisation diffuse, essentiellement constituée de maisons individuelles et de villas. Cet étalement est relativement contenu par les différents secteurs forestiers protégés à l'ouest de la ville. À l'est, Pest, plus centré sur les activités économiques, avec son centre administratif, politique avec le Parlement, son centre universitaire et son aéroport, s'étend sur la plaine de Rákos et au-delà sur les lisières de l'Alföld.

### Climat
Budapest connaît un climat continental marqué par de forts écarts entre des hivers rigoureux mais assez secs, et des étés chauds et humides.
| Mois                              | jan.  | fév.  | mars  | avril | mai  | juin | jui. | août | sep. | oct. | nov.  | déc.  | année |
| --------------------------------- | ----- | ----- | ----- | ----- | ---- | ---- | ---- | ---- | ---- | ---- | ----- | ----- | ----- |
| Température minimale moyenne (°C) | −1,6  | 0     | 3,5   | 7,6   | 12,1 | 15,1 | 16,8 | 16,5 | 12,8 | 7,85 | 2,9   | 0     | 7,2   |
| Température moyenne (°C)          | 0,4   | 2,3   | 6,1   | 12    | 16,6 | 19,7 | 21,5 | 21,2 | 16,9 | 11,8 | 5,4   | 1,8   | 11,2  |
| Température maximale moyenne (°C) | 2,9   | 5,5   | 10,6  | 16,4  | 21,9 | 24,6 | 26,7 | 26,6 | 21,6 | 15,4 | 7,7   | 4     | 15,6  |
| Record de froid (°C)              | −21,7 | −23,4 | −14,1 | −4,6  | 0    | 3    | 8,9  | 7    | 1,2  | −9,5 | −11,9 | −19,1 | −23,4 |
| Record de chaleur (°C)            | 15,1  | 19,1  | 25,4  | 30,2  | 34   | 39,5 | 40,7 | 39   | 35,2 | 30,8 | 22,6  | 19,2  | 40,7  |
| Précipitations (mm)               | 37    | 29    | 30    | 42    | 62   | 63   | 45   | 49   | 40   | 39   | 53    | 43    | 630   |

### Aires faunistiques, floristiques et paysagères
Les aires de protection naturelle et paysagère relèvent de deux modes de gouvernance. Une partie d'entre elles sont gérées par le parc national Duna-Ipoly, dont le secteur le plus important reste la zone naturelle protégée de Buda, qui comprend les grottes de dolomite de Buda et les zones boisées des collines de Buda. L'autre partie de ces aires, identitifées comme « d'intérêt local », font l'objet d'un inventaire et de dispositifs de protection relevant de la municipalité métropolitaine et des collectivités d'arrondissement.
Ces aires de protection visent à conserver le patrimoine floristique, faunistique et paysager de la capitale. Parmi les espèces endémiques, le gurgolya hongrois (Leucospermum Seseli), le Sesleria sadleriana (herbes) et le dompte-venin hongrois (Vincetoxicum pannonicum) sont particulièrement protégés. Le lin du Pilis (Linum dolomiticum) dispose d'une aire taxonomique réduite aux collines du Szénás.
Du côté de la faune, les espèces préservées sont la fourmi aux longues pattes, le saga pedo, le lézard de Pannonie (Ablepharus kitaibelii), le Coluber caspius (colubridae), le pic noir et le corbeau.

## Nom et attributs

### Toponymie

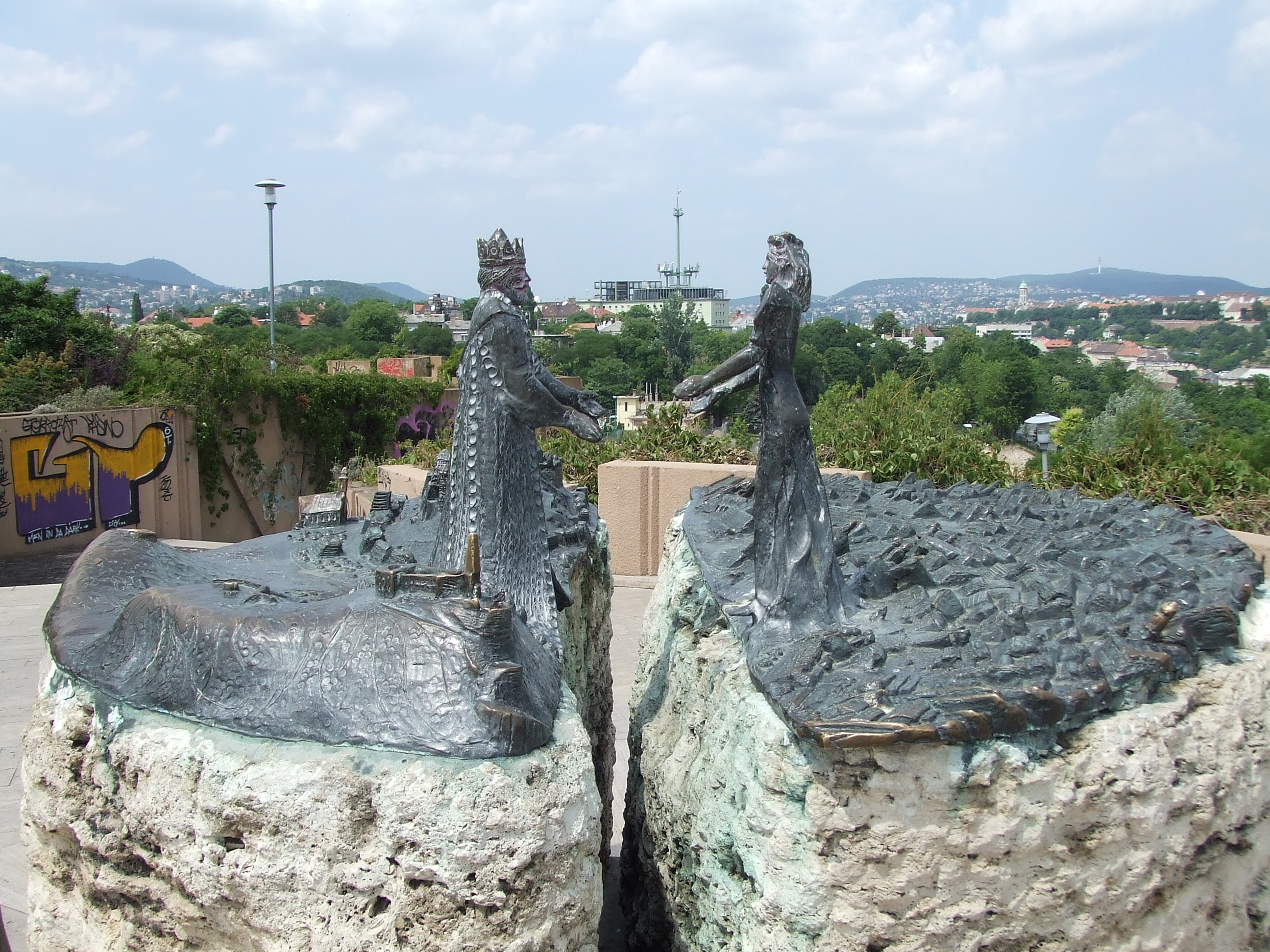
Sculpture du prince Buda et de la princesse Pest.

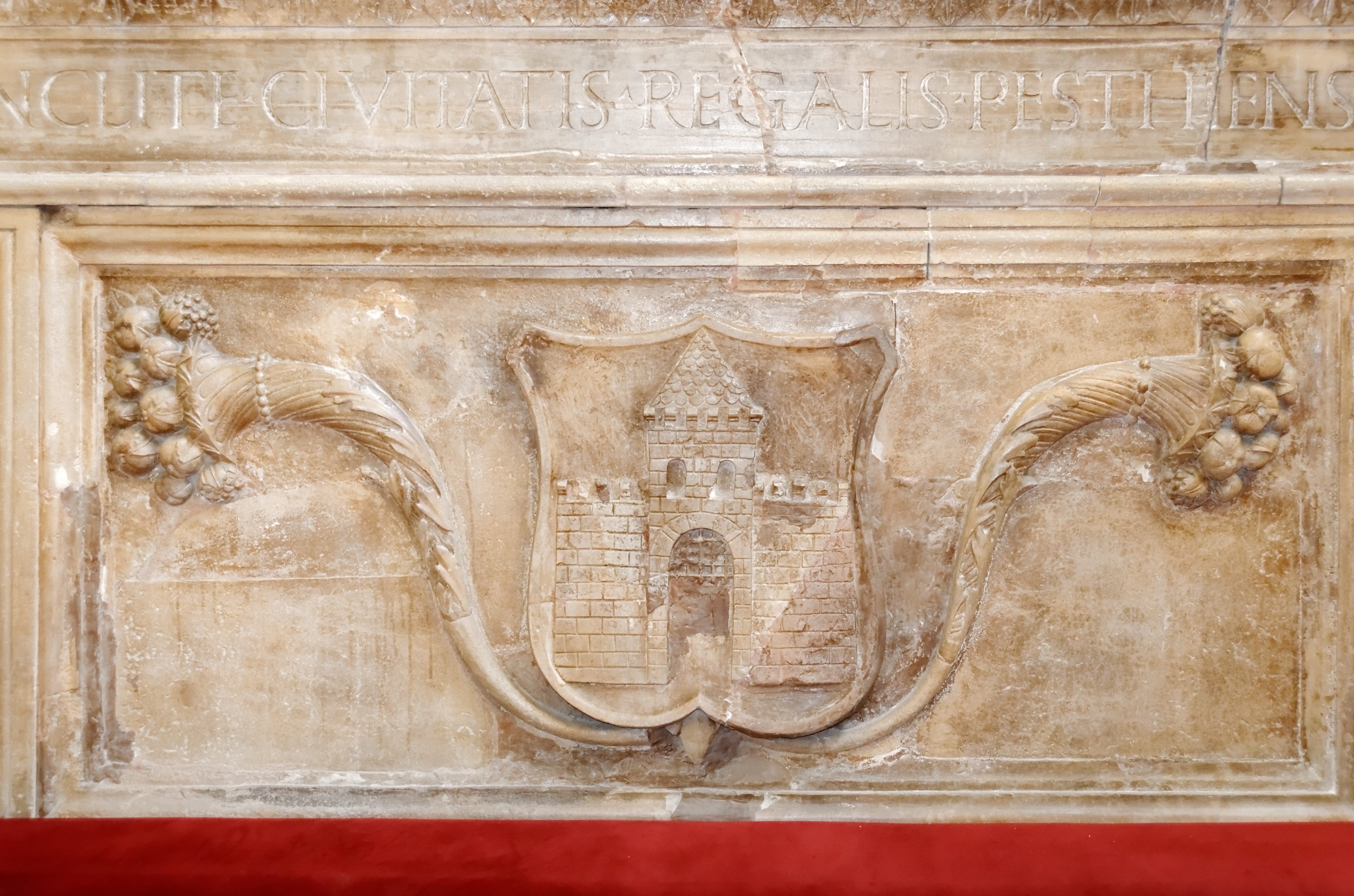
Armoiries de Pest, église paroissiale de la cité. Les armes de la ville ornent le piédestal d'un tabernacle Renaissance commandé en 1507 par le conseil municipal à un artisan italien.

Les villes de Pest et Buda étaient déjà désignées au début de la Renaissance comme une même entité, capitale et siège de la cour du royaume de Hongrie. Pest étant plus grande que Buda, le nom utilisé alors sur les cartes hongroises et étrangères était Pest-Buda mais il arrivait souvent que Buda-Pest soit préféré par les locuteurs magyarophones, notamment en raison des difficultés de prononciation de la forme officielle. Buda-Pest est ainsi utilisée sous cette forme dans l'ouvrage d'István Széchenyi, Világ (« Monde ») en 1831. Lorsque les deux communes, plus Óbuda, fusionnent en 1872, le nom de Budapest s'impose comme une évidence.
Le toponyme Buda remonte à l'ère de la dynastie Árpád et désigne alors le site d'Aquincum. Lorsque le premier château est construit sur la petite colline à côté du Gellért-hegy, le site originel prend le nom d'Óbuda (« vieux Buda ») par opposition à Újbuda (« nouveau Buda »). L'étymologie de Buda renvoie à l'origine à un patronyme particulièrement répandu au Moyen Âge, réputé pour être celui du frère d'Attila, lequel roi des Huns aurait baptisé le site en son hommage. D'autres versions penchent pour une parenté de sens entre l'origine des toponymes Buda et Aquincum. Ainsi, certains voient dans Buda une déformation du terme slave voda (« eau ») et d'autres un mot d'origine celte. Aquincum signifiant par ailleurs « riche en eaux » en latin.
Le site de Pest était désigné à l'époque romaine par le terme Contra-Aquincum par Ptolémée. L'étymologie de Pest renvoie de manière plus étayée au slave pec qui signifiait « cavité rocheuse » ou « grotte », ou au vieux hongrois pest signifiant « fournaise ». Ces qualificatifs étaient en fait ceux de Pest-hegy, l'ancien nom de Gellért-hegy, colline pourtant située sur Buda. C'est au Moyen Âge que les quartiers agglomérés sur la rive opposée prennent le nom du mont. Le paradoxe est que la traduction allemande de Buda : Ofen renvoie au même sens que Pest. D'ailleurs, Ofen n'était pas Buda dans son intégralité mais bien la partie proche du mont Gellért.

### Héraldique
| Blason de Budapest | Blason  | De gueules à la fasce ondée d'argent accompagnée en chef d'une forteresse crénelée sommée d'une tourelle crénelée et couverte d'or, maçonnée de sable, ouverte d'azur, et en pointe d'un château crénelé sommé de trois tourelles crénelées et couvertes d'or, ouvert de deux portes d'azur |
| Blason de Budapest | Détails | Les armes de Budapest reflètent la séparation puis l'unification des deux rives Pest et Buda (avec Óbuda) autour du Danube. La partie en haut représente la localité de Pest, dont le symbole - une forteresse à une porte - est également présent sur certaines armes d'arrondissement de la rive orientale du Danube. La part en bas représente la rive occidentale ; chaque porte représente Buda et Óbuda. Officiel |
| Blason de Budapest | Alias   | Blasonnement inconnu Armes avec ornements extérieurs. |
| Blason de Budapest | Alias   | Blasonnement inconnu Armes sous la république populaire de Hongrie. |

## Histoire

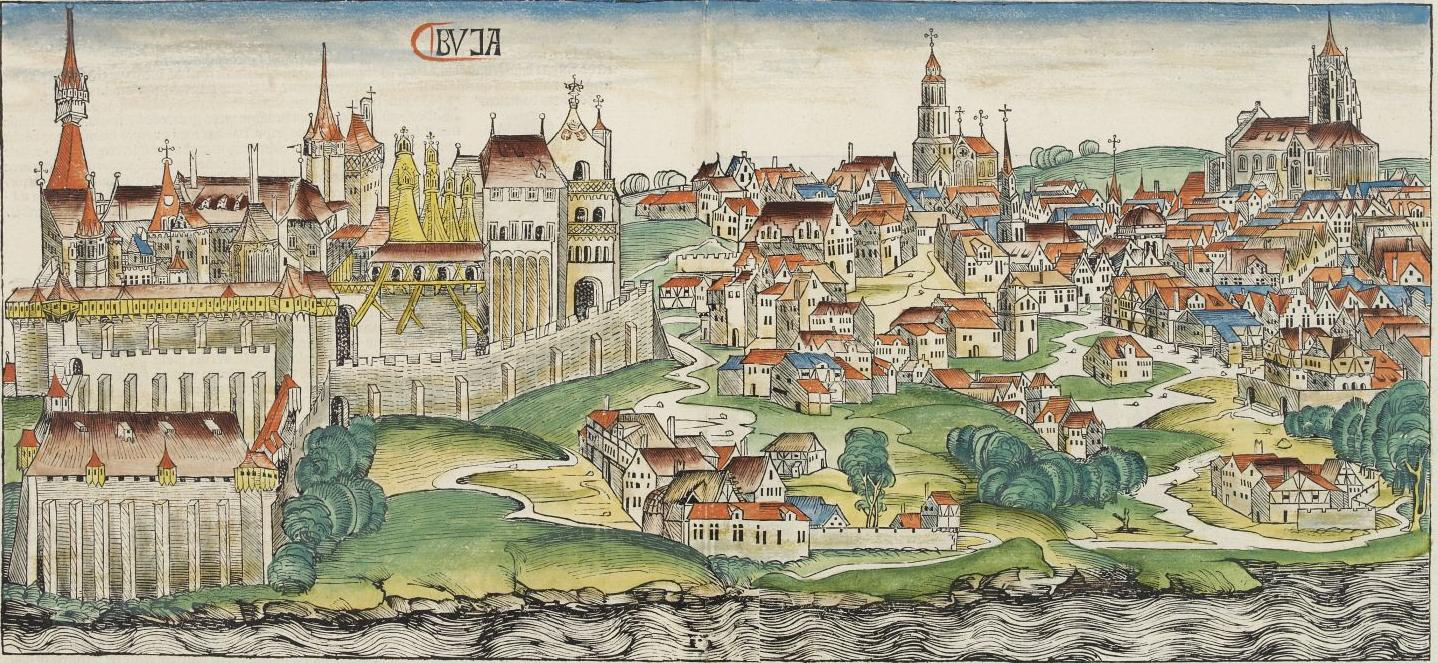
La cité de Buda dans les Chroniques de Nuremberg (1493).

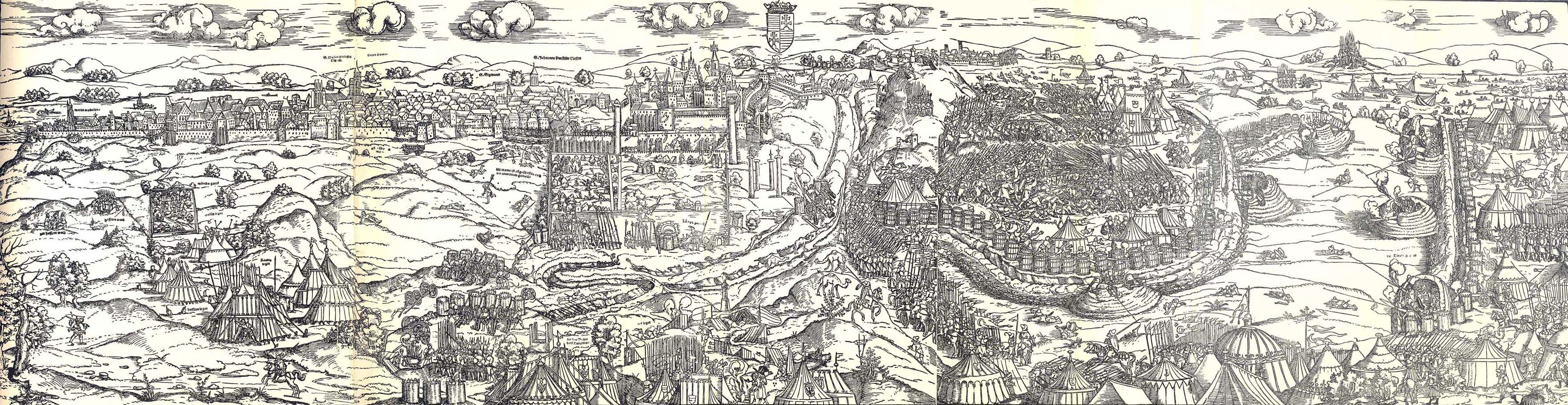
La cité de Buda en 1541, gravure d'Erhard Schön.

S'il existait dès le paléolithique des implantations humaines aux environs de la ville actuelle, l'histoire connue de Budapest remonte à la cité romaine d’Aquincum, fondée aux alentours de 89 sur le site d'un ancien campement de Celtes Eravi, où un rétrécissement du Danube facilite son franchissement, et proche de ce qui allait devenir Óbuda. De 106 jusqu'à la fin du IVe siècle, la cité est la capitale de la province de la Pannonie inférieure (en latin Pannonia) avant de tomber aux mains des Huns et d'Attila, puis de leurs successeurs, les Goths et les Lombards. Aux environs de l'an 600, et pendant trois siècles, la région est dominée par les Avars.
Venus de l'Oural, les ancêtres des hongrois, les Magyars, conduits par le prince Árpád dont la dynastie régnera jusqu'au XIIIe siècle, atteignent le bassin des Carpates en 896 et viennent peupler le secteur d'Óbuda. La nation hongroise est fondée un siècle plus tard, en l'an 1000, avec le couronnement de son premier roi, Étienne Ier, qui se convertit au catholicisme et sera canonisé sous le nom de saint Étienne. Malgré la destruction presque totale de la ville, à la suite d'une invasion mongole en 1241, Béla IV rompt avec la dynastie des Árpád qui avait dirigé leur royaume depuis d'autres cités, et installe la capitale à Buda en 1247 où il fait construire un château. La ville ne commence toutefois à se développer réellement qu'avec l'arrivée sur le trône des princes angevins. Durant cette période, des colons allemands furent invités à reconstruire et à repeupler Buda et Pest, représentant la majorité de la population. 
Après le déplacement de la résidence royale à Visegrád en 1308, la ville devient la capitale du pays en 1361. Sigismond de Luxembourg introduit le style gothique à Buda où, à l'instar du palais d'été de Visegrád, le Palais royal connaît une importante reconstruction. La ville atteint son âge d'or au XVe siècle pendant le règne de Mathias Corvin, dont l'épouse Béatrice de Naples, fait de la Hongrie un des foyers actifs de la Renaissance. Siège du Parlement à partir de 1298, Pest, sur l'autre rive du fleuve, affirme sa vocation commerçante.

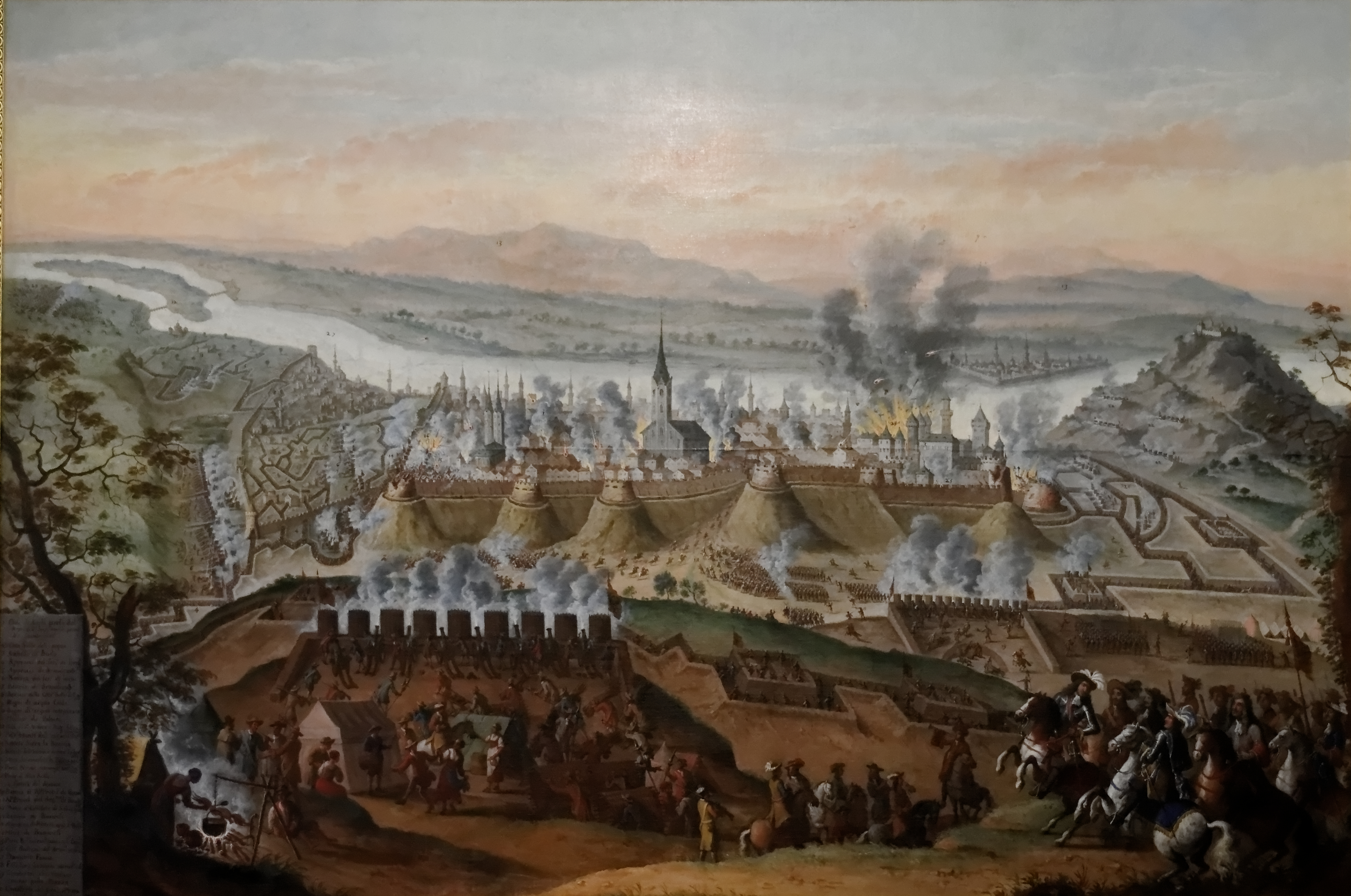
Siège autrichien de Buda (1686).

Après la défaite de Mohács, la conquête de la majeure partie du pays au XVIe siècle par l'Empire ottoman brise le dynamisme des deux cités pendant près de 150 ans. En 1526, Pest tombe aux mains de l'envahisseur par le sud. Buda, défendue par son château, connaît le même sort 15 ans plus tard. Alors que Buda devient le siège d'un gouverneur turc, Pest est désertée par une grande partie de ses habitants lors de sa reconquête en 1686 par l'armée impériale menée par Charles V de Lorraine. Les Habsbourg étaient restés rois de Hongrie depuis 1526, malgré la perte de la majorité du pays.

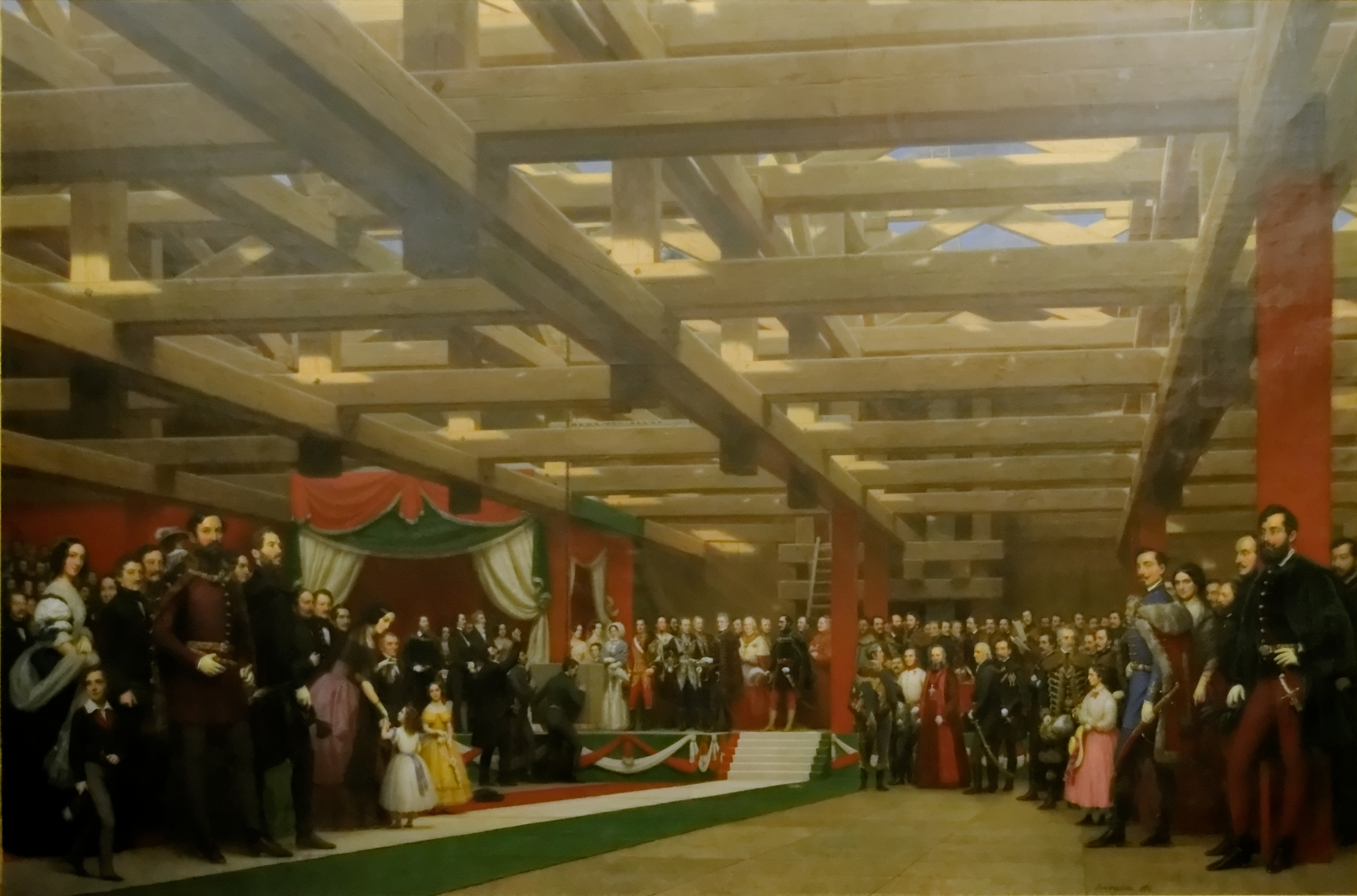
La pose de la première pierre du Pont à chaines (Széchenyi Lánchíd) en 1842 symbolise l'unification des deux rives du Danube.

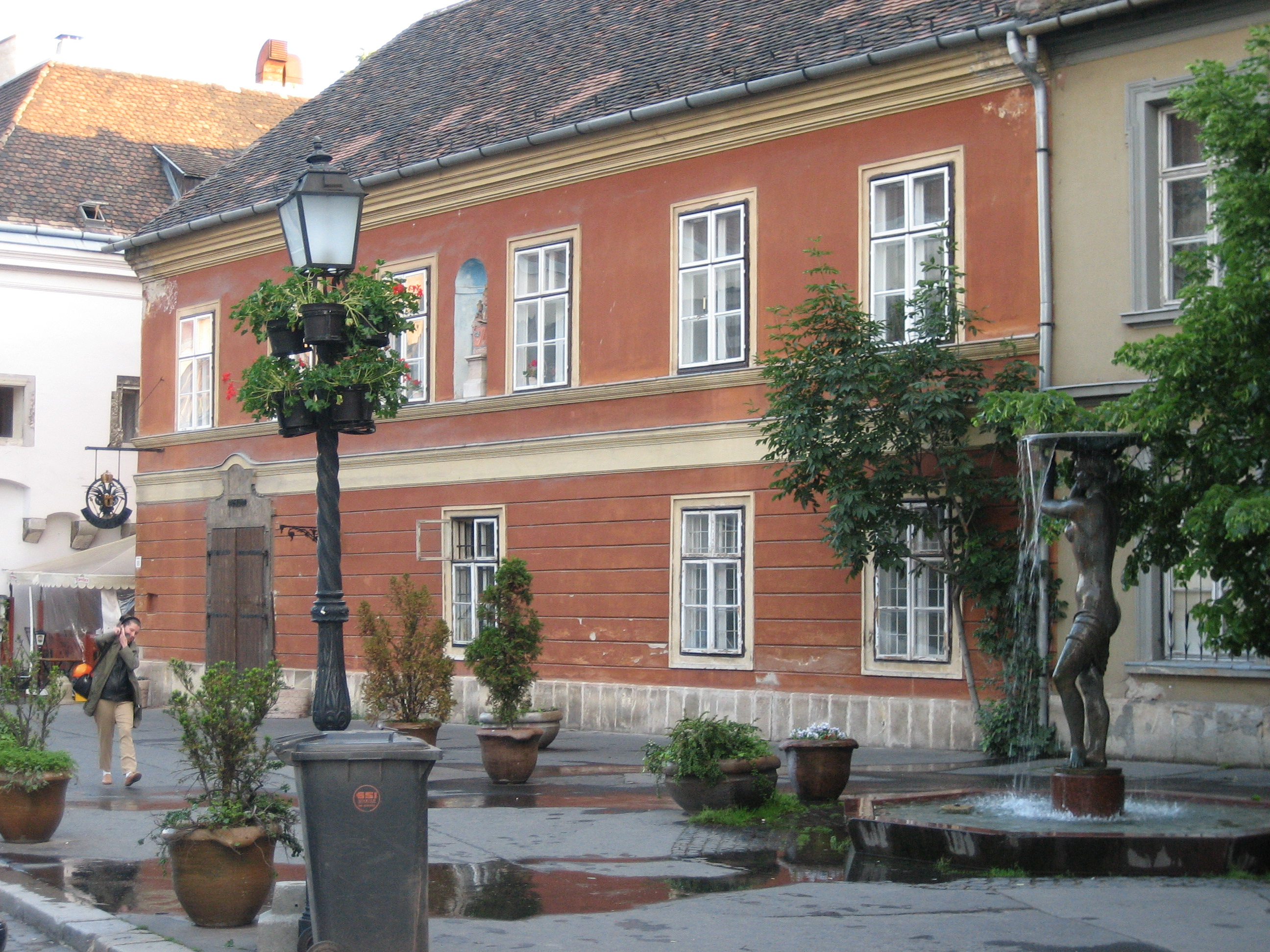
Arany Sas Patika Múzeum, le musée de la pharmacie

Au cours des XVIIe et XVIIIe siècles, malgré le Grand Incendie de 1723 et une inondation dévastatrice en 1838 qui fit 70 000 morts, Pest connaît un fort taux de croissance grâce à un commerce très actif, contribuant très majoritairement à la croissance combinée des trois villes.

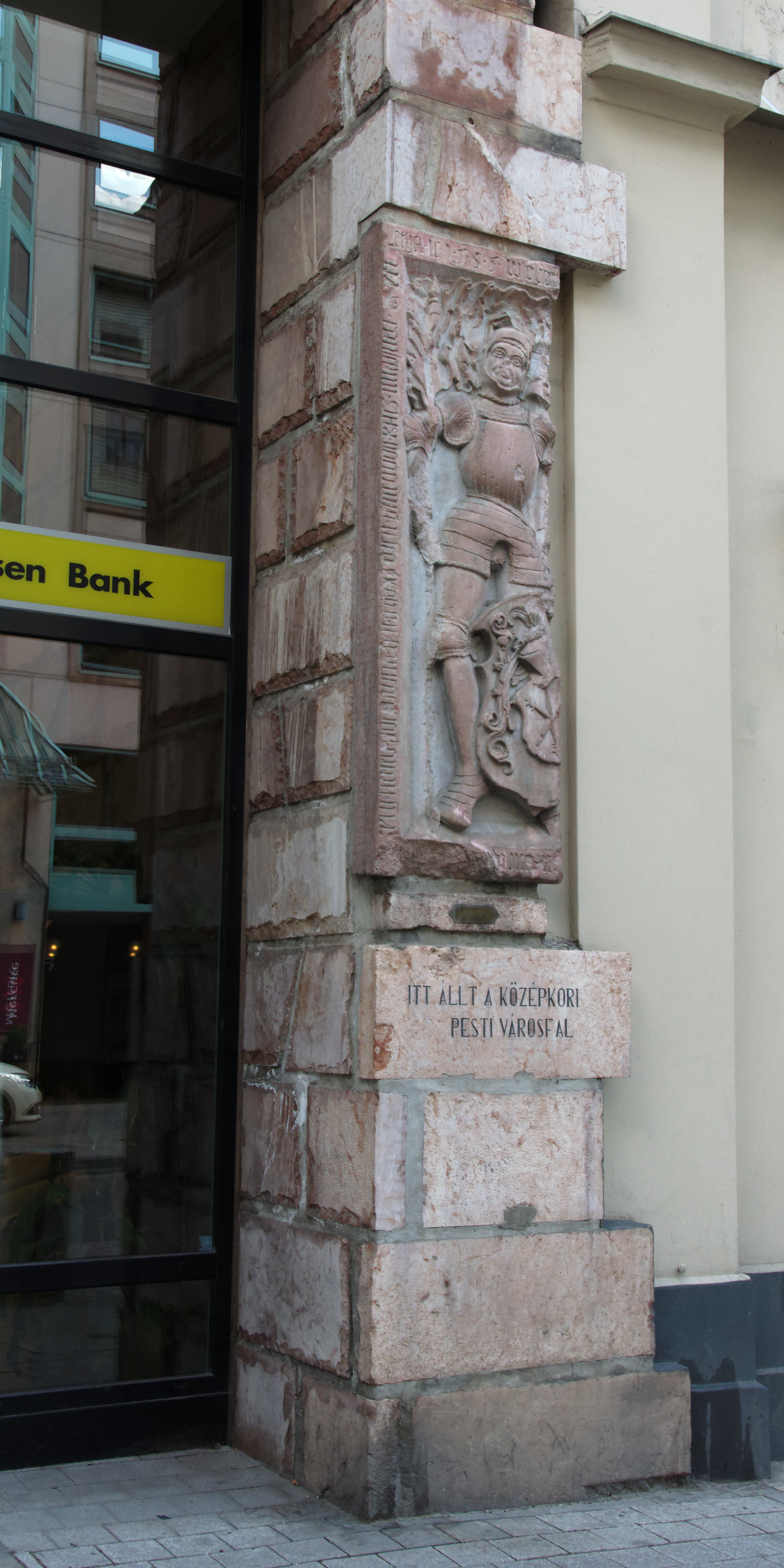
Vestige du mur d'enceinte de Pest.

L’université de Nagyszombat (aujourd'hui, Université Loránd Eötvös), transférée à Buda en 1777 puis à Pest en 1784, joua un rôle important dans l'essor des deux cités. La reconstruction de Buda, Pest et Óbuda ne commence vraiment que pendant la deuxième moitié du XVIIIe siècle ; l'impératrice Marie-Thérèse et l'archiduc Joseph (le gouverneur de l'empereur), contribuent à cette modernisation, mais la lenteur des réformes entraîne un soulèvement nationaliste en 1848. La fusion des trois villes sous une administration commune prend effet une première fois en 1849, année de l'ouverture du Széchenyi Lánchíd, sous l'impulsion du gouvernement révolutionnaire, avant d'être révoquée à la suite de la reconstitution de l'autorité des Habsbourg. Francois-Joseph Ier écrase la révolte mais se voit contraint en 1867 de signer un compromis qui autorise les Hongrois à former leur propre gouvernement. La fusion des trois villes est entérinée définitivement en 1873 par le gouvernement royal autonome hongrois issu de ce même compromis et donne naissance à une véritable capitale en réunissant Buda, Pest et Óbuda.

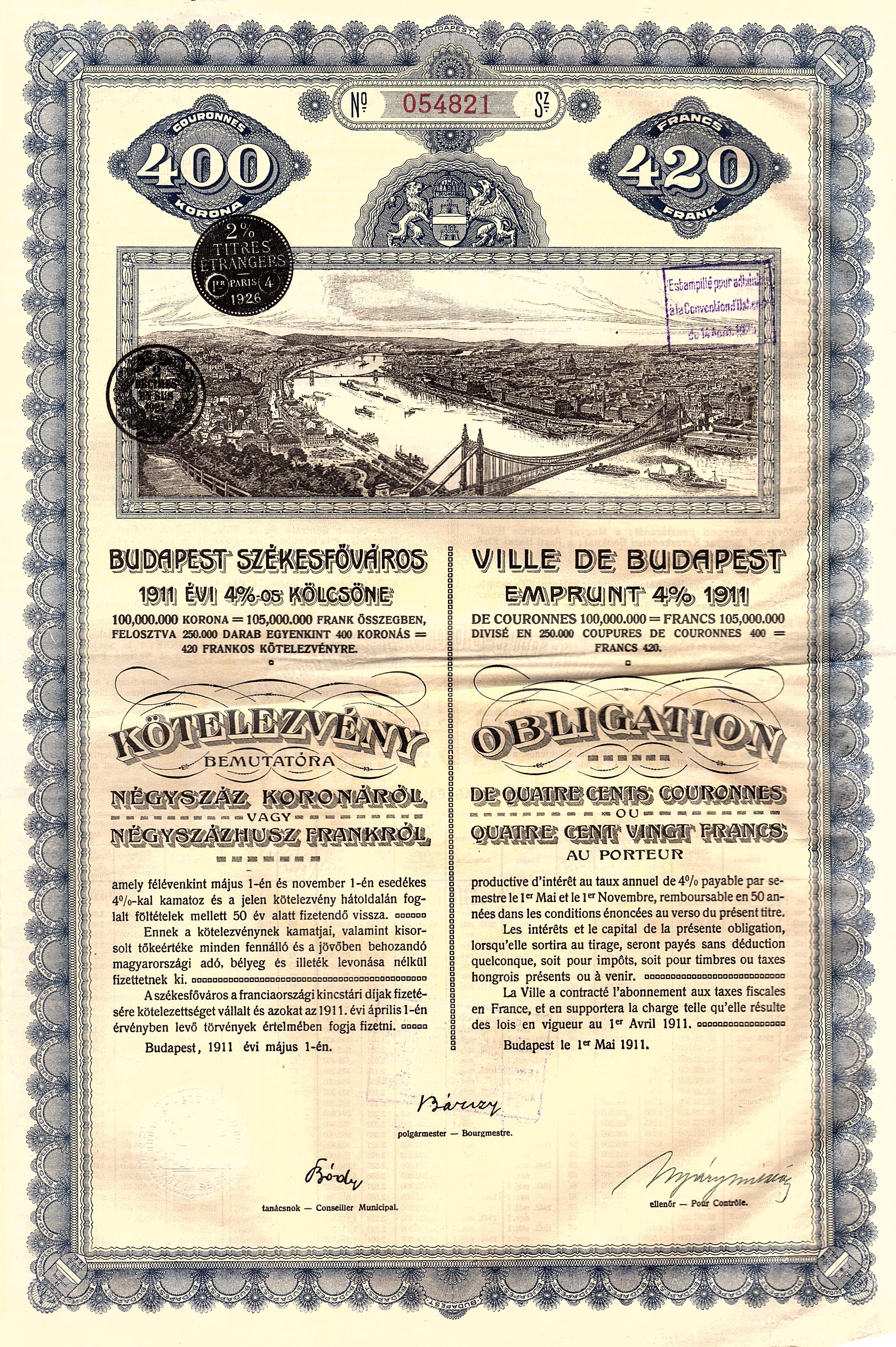
Obligation de la ville de Budapest en date du 1. Mai 1911

En 1900, la population de Pest dépasse celles de Buda et Óbuda réunies. Au cours du siècle suivant, la population de Pest sera multipliée par vingt, alors que celles de Buda et d'Óbuda seront quintuplées. La population totale de la capitale unifiée est multipliée par sept sur la période 1840–1900, atteignant 730 000 habitants.
Au cours du XXe siècle, la plupart des industries du pays venant se concentrer dans la ville, la croissance de la population se poursuit, touchant principalement l'agglomération. Ainsi, la population de Újpest est plus que doublée sur la période 1890–1910, et celle de Kispest est quintuplée entre 1900 et 1920. Les pertes humaines liées à la Première Guerre mondiale, et la perte de plus des deux tiers du territoire de l'ancien royaume en 1920, ne causent qu'un trouble temporaire : Budapest demeure la capitale d'un État certes plus petit mais désormais souverain. En 1930, la ville compte un million d'habitants, plus 400 000 en agglomération.

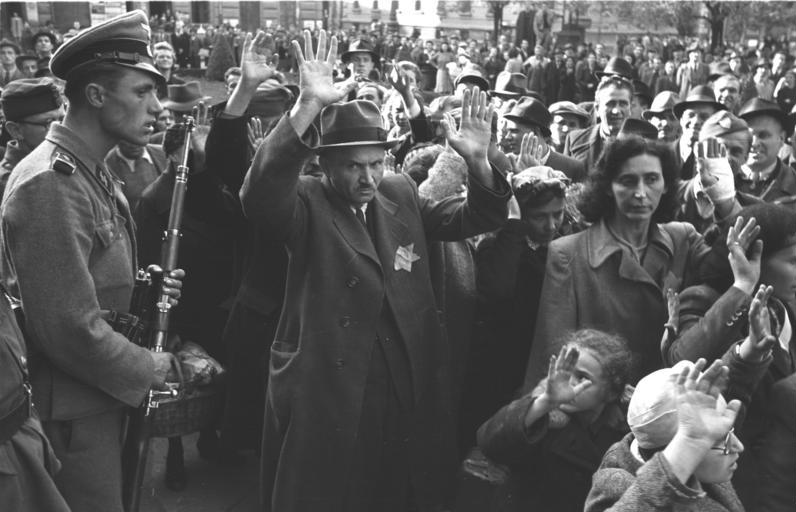
Arrestation de Juifs à Budapest en octobre 1944.

Le désir de reconquérir les territoires perdus pousse la Hongrie à soutenir l'Allemagne nazie. Lors de la Seconde Guerre mondiale, les juifs sont rassemblés dans le ghetto de Budapest. Environ un tiers des 250 000 habitants juifs de Budapest meurent à la suite du génocide nazi perpétré pendant l'occupation allemande de 1944. Entre décembre 1944 et la fin de janvier 1945 dans des razzias nocturnes, les miliciens du Parti des Croix fléchées arrêtent les Juifs dans le ghetto ainsi que les déserteurs de l'armée hongroise ou ennemis politiques, les exécutent le long des rives du Danube et jettent les corps dans le fleuve. Un mémorial, appelé Chaussures au bord du Danube, a été construit 2005 pour les commémorer.

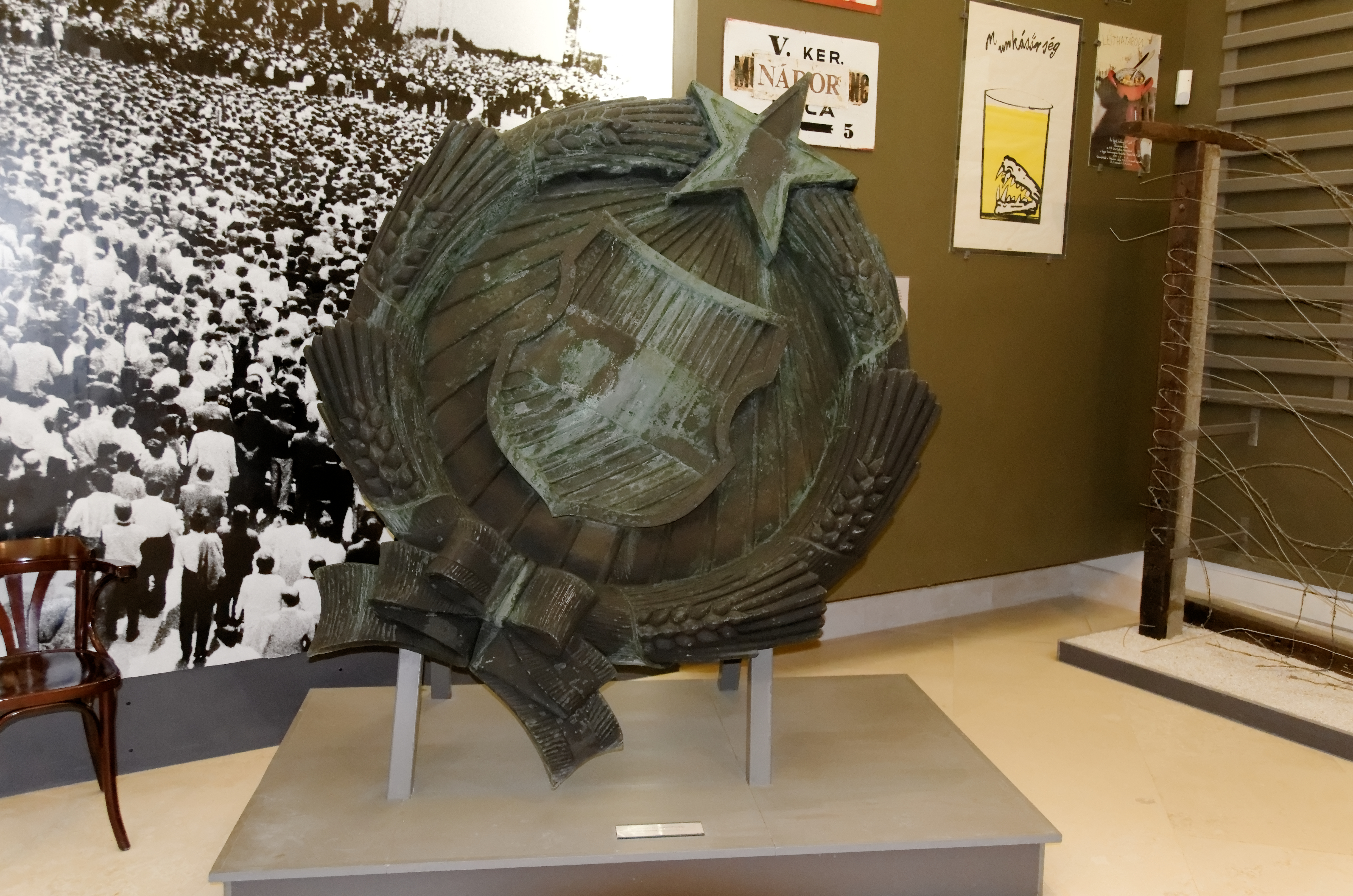
Blason de la république populaire de Hongrie qui ornait les arches du Széchenyi Lánchíd à l'époque communiste. Musée national hongrois.

En 1944, le diplomate suédois Raoul Wallenberg a sauvé au moins 10 000 Juifs hongrois.
Budapest subit de graves dommages en 1945 lors de sa libération par l'armée rouge qui en profite pour installer un pouvoir communiste. À la fin de la guerre, la vieille ville fut reconstruite pierre par pierre. Budapest avait été presque entièrement détruite par les bombardements : 74 % des habitations et 97 % des usines avaient été ravagées. Au 1er janvier 1950, l'agglomération de Budapest connaît une expansion significative : de nouveaux arrondissements sont créés à partir des villes voisines. Durant les années 1950 et 1960, la ville se remet du siège soviétique de 1944, devenant, dans certaines limites, une vitrine de la politique pragmatique pratiquée par le gouvernement communiste du pays (1947-1989). La démocratisation fut interrompue par l'insurrection de Budapest en 1956 et l'intervention militaire de l'Union soviétique, avant de reprendre à partir de la seconde moitié des années 1960..
À partir des années 1980, Budapest, tout comme l'ensemble du pays, connaît une émigration croissante couplée à une décroissance naturelle de sa population [réf. nécessaire].
En 1989, à la suite de manifestations répétées, le pouvoir communiste tombe, laissant place à une démocratie parlementaire.

## Population

### Structure et dynamiques démographiques
Lors du recensement de 2011, Budapest comptabilise officiellement 1 729 040 habitants, c'est-à-dire 17,3 % de la population hongroise. La ville-capitale est également la subdivision administrative la plus dense, atteignant une moyenne de 3 302 hab./km2, soit trente fois plus que la densité moyenne de la Hongrie. La densité moyenne cache néanmoins des écarts importants entre arrondissements, allant de 508 à 30 700 hab./km2. Concernant la structure d'âge, la part des moins de 15 ans est de 13 % et celle des plus de 59 ans de 22 %. Le nombre de femmes pour hommes est supérieur à la moyenne nationale, soit à Budapest 1 166 femmes pour 1 000 hommes. Les données en termes d'espérance de vie comptent parmi les moins bons des pays riches d'Europe : en 1999, l'âge moyen de décès était de 67,9 chez les hommes et de 75,5 chez les femmes.
L'explosion démographique que connaît Budapest à la fin du XIXe siècle s'explique par l'industrialisation rapide de la capitale et l'exode rural massif qui atteint toutes les campagnes du royaume de Hongrie. La proportion de Hongrois ethniques a augmenté progressivement depuis la fin du XVIIIe siècle, dépassant celle des Allemands autour de l'unification en 1873. La croissance urbaine est continue jusque dans les années 1960, essentiellement depuis 1950 grâce aux flux migratoires positifs. La dynamique démographique de Budapest connait un changement important dans les années 1990 : à l'augmentation sensible du nombre d'habitants au début de la décennie succède une période de déclin très significatif. En 2001, la population de Budapest est de 12 % moins importante qu'en 1990, ce qui représente une perte de 240 000 habitants. Cette baisse qui touche la ville-capitale est corrélée à la bonne santé démographique du comitat de Pest durant la même période, lequel phénomène s'explique par une exurbanisation des ménages, de la ville-centre vers les localités de la première couronne de l'aire urbaine.
| 1720     | 1799     | 1848      | 1870            | 1910                | 1920                | 1941                | 1949                | 1980                |
| -------- | -------- | --------- | --------------- | ------------------- | ------------------- | ------------------- | ------------------- | ------------------- |
| 12 200 - | 54 176 - | 151 016 - | 302 085 418 490 | 1 110 453 1 315 183 | 1 232 026 1 459 449 | 1 712 791 2 025 402 | 1 590 316 1 897 882 | 2 059 226 2 626 702 |

| 1990                | 2001                | 2005                | 2011                | - | - | - | - | - |
| ------------------- | ------------------- | ------------------- | ------------------- | - | - | - | - | - |
| 2 016 681 2 579 440 | 1 777 921 2 454 150 | 1 695 814 2 421 831 | 1 733 685 2 403 205 | - | - | - | - | - |

| Hommes | Classe d’âge | Femmes |
| ------ | ------------ | ------ |
| 8 705  | 85 et plus   | 21 654 |
| 14 502 | 80-84        | 32 701 |
| 23 597 | 75-79        | 44 548 |
| 31 043 | 70-74        | 48 700 |
| 32 101 | 65-69        | 48 367 |
| 46 832 | 60-64        | 66 283 |
| 50 554 | 55-59        | 67 121 |
| 62 059 | 50-54        | 76 963 |
| 48 039 | 45-49        | 56 584 |
| 43 737 | 40-44        | 47 212 |
| 54 908 | 35-39        | 59 289 |
| 71 348 | 30-34        | 70 333 |
| 78 911 | 25-29        | 83 362 |
| 55 069 | 20-24        | 54 446 |
| 43 258 | 15-19        | 43 727 |
| 38 627 | 10-14        | 35 360 |
| 33 247 | 5-9          | 32 583 |
| 35 972 | 0-4          | 34 072 |

### Structure sociale
| \| 1,26 [[2e arrondissement de Budapest\\|1,94]] [[3e arrondissement de Budapest\\|1,67]] [[4e arrondissement de Budapest\\|2,85]] [[5e arrondissement de Budapest\\|1,28]] [[6e arrondissement de Budapest\\|2,12]] [[7e arrondissement de Budapest\\|2,62]] [[8e arrondissement de Budapest\\|4,11]] [[9e arrondissement de Budapest\\|2,28]] [[10e arrondissement de Budapest\\|2,43]] [[11e arrondissement de Budapest\\|1,45]] [[12e arrondissement de Budapest\\|0,95]] [[13e arrondissement de Budapest\\|2,09]] [[14e arrondissement de Budapest\\|2,14]] [[15e arrondissement de Budapest\\|2,84]] [[16e arrondissement de Budapest\\|1,62]] [[17e arrondissement de Budapest\\|2,07]] [[18e arrondissement de Budapest\\|1,53]] [[19e arrondissement de Budapest\\|1,49]] [[20e arrondissement de Budapest\\|2,83]] [[21e arrondissement de Budapest\\|2,55]] [[22e arrondissement de Budapest\\|1,78]] [[23e arrondissement de Budapest\\|2,98]] \| |
| Le taux de demandeurs d'emplois inscrits par arrondissement en 2009 (%) montre bien la césure sociale est-ouest. Source : Nemzeti Foglalkoztatási Szolgálat. - 2,84-4,11% - 2,28-2,84% - 2,07-2,28% - 1,49-2,07% - 0,94-1,49% |
| 1,26 [[2e arrondissement de Budapest\|1,94]] [[3e arrondissement de Budapest\|1,67]] [[4e arrondissement de Budapest\|2,85]] [[5e arrondissement de Budapest\|1,28]] [[6e arrondissement de Budapest\|2,12]] [[7e arrondissement de Budapest\|2,62]] [[8e arrondissement de Budapest\|4,11]] [[9e arrondissement de Budapest\|2,28]] [[10e arrondissement de Budapest\|2,43]] [[11e arrondissement de Budapest\|1,45]] [[12e arrondissement de Budapest\|0,95]] [[13e arrondissement de Budapest\|2,09]] [[14e arrondissement de Budapest\|2,14]] [[15e arrondissement de Budapest\|2,84]] [[16e arrondissement de Budapest\|1,62]] [[17e arrondissement de Budapest\|2,07]] [[18e arrondissement de Budapest\|1,53]] [[19e arrondissement de Budapest\|1,49]] [[20e arrondissement de Budapest\|2,83]] [[21e arrondissement de Budapest\|2,55]] [[22e arrondissement de Budapest\|1,78]] [[23e arrondissement de Budapest\|2,98]]                             |

La structure sociale de Budapest est, encore de nos jours, en partie héritée des logiques de peuplement qui avaient cours avant l'unification des villes de Pest, Buda et Óbuda. Vers la fin des années 1870, la capitale de Hongrie compte relativement peu de représentants de la classe moyenne, mais au contraire des taux assez importants de travailleurs manuels et d'ouvriers. La part de fonctionnaires, de professions intellectuelles et de petits propriétaires est alors relativement basse, ce en raison de l'élévation tardive de la ville au rang de seconde capitale de la monarchie austro-hongroise. Le profil sociologique de Budapest est alors davantage le reflet du développement industriel de la ville que de son rang politique et administratif.
L'ancienne ville de Pest se développe de façon radioconcentrique. Les élites urbaines prennent alors quartier dans les arrondissements centraux au bord du Danube tandis que les groupes situés plus bas dans l'échelle sociale s'installent dans les quartiers péricentraux et périphériques. La proximité au centre est alors un marqueur important du rang social. Autour de la zone urbanisée se développent alors des quartiers d'habitation de mauvaise facture, voire des poches d'habitat informel, faits de baraquements en bois ou en matériaux de mauvaise qualité.
L'appropriation par Budapest de ses fonctions de capitale politique et économique de la partie hongroise de la monarchie des Habsbourgs est parallèle au développement spectaculaire de la ville au tournant des années 1890 et 1900. Ce que l'on nomme l'Âge d'or de Budapest correspond à une transformation profonde de la structuration sociale de la ville, ainsi que de la répartition des groupes sociaux à l'échelle de l'espace urbain. Durant cette période, l'augmentation de la part de classes moyennes et supérieures est très significative. Les quartiers bourgeois s'étendent alors au-delà de l'hypercentre, jusqu'à l'actuel grand boulevard circulaire (Nagykörút) qui est construit au même moment. Les immeubles des anciens quartiers péricentraux habités par des groupes moins élevés socialement sont peu à peu détruits et remplacés par des immeubles de rapport et hôtels particuliers de style bourgeois. D'un point de vue sociologique, ces zones connaissent un renouvellement important de leur population mais conservent néanmoins une forme de mixité sociale. La construction de logements pour les ouvriers et travailleurs manuels évitent l'émergence de formes radicales de ségrégation urbaine.

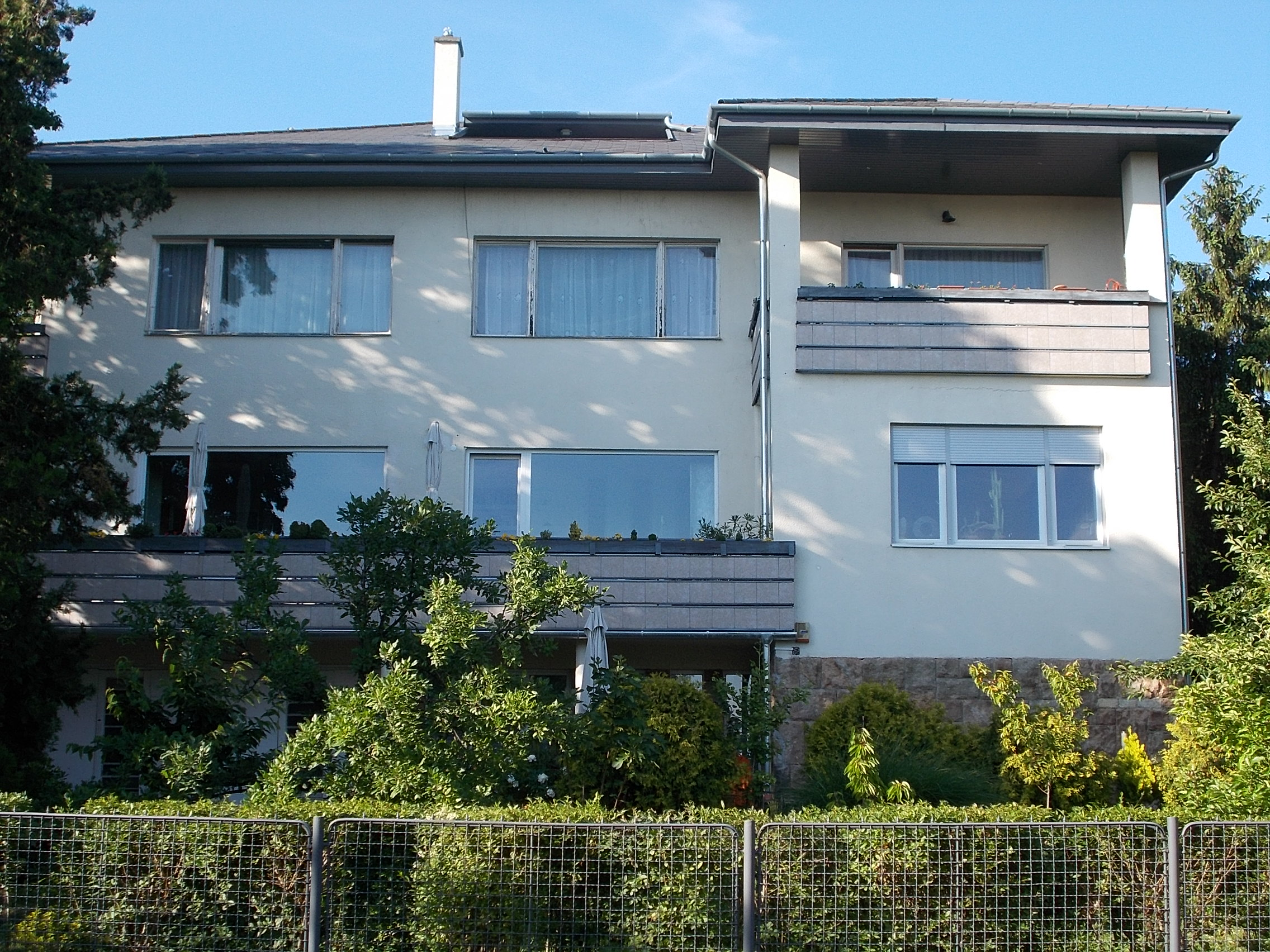
Maison de style Bauhaus dans le 11e arrondissement, côté Buda.

Buda est bien moins touchée par le développement rapide de l'industrie. Au moment de l'unification, il s'agit d'une ville marquée par une part importante de travailleurs qualifiés et de petits-bourgeois. Lorsque la part des classes moyennes et supérieures grossit significativement à l'échelle de Budapest, Buda confirme sa place de destination favorite de l'élite urbaine. Moins étendue que Pest en raison d'un relief plus contraignant, l'urbanisation de Buda se fait alors dans les collines (Szabadság-hegy, Rózsadomb), sous la forme d'immeubles bas ou de villas.
L'expansion de Budapest avant la Première Guerre mondiale atteint vite les limites administratives de la ville. Les catégories les plus basses de l'échelle sociale s'installent alors dans un embryon de banlieue ouvrière, autour des anciens villages de Pesterzsébet et Újpest. Durant l'Entre-deux-guerres, ce processus résidentiel est soutenu par l'installation de petits fonctionnaires et autres professions de la classe moyenne basse.
Jusqu'à la Seconde Guerre mondiale, la distribution des groupes sociaux selon leur position sur l'échelle sociale suit une logique centre/périphérie assez marquée. La seule exception notable est la formation d'une zone-tampon autour des faubourgs, généralement les quartiers de gare situés au-delà du Nagykörút, dans lesquels s'installent des migrants de villes de province, des petits artisans, mais aussi des manouvriers indépendants. Dans les années 1930, les inégalités sociales commencent à se faire de plus en plus marquées entre les quartiers de Budapest, ainsi qu'entre les secteurs urbanisés de la banlieue.

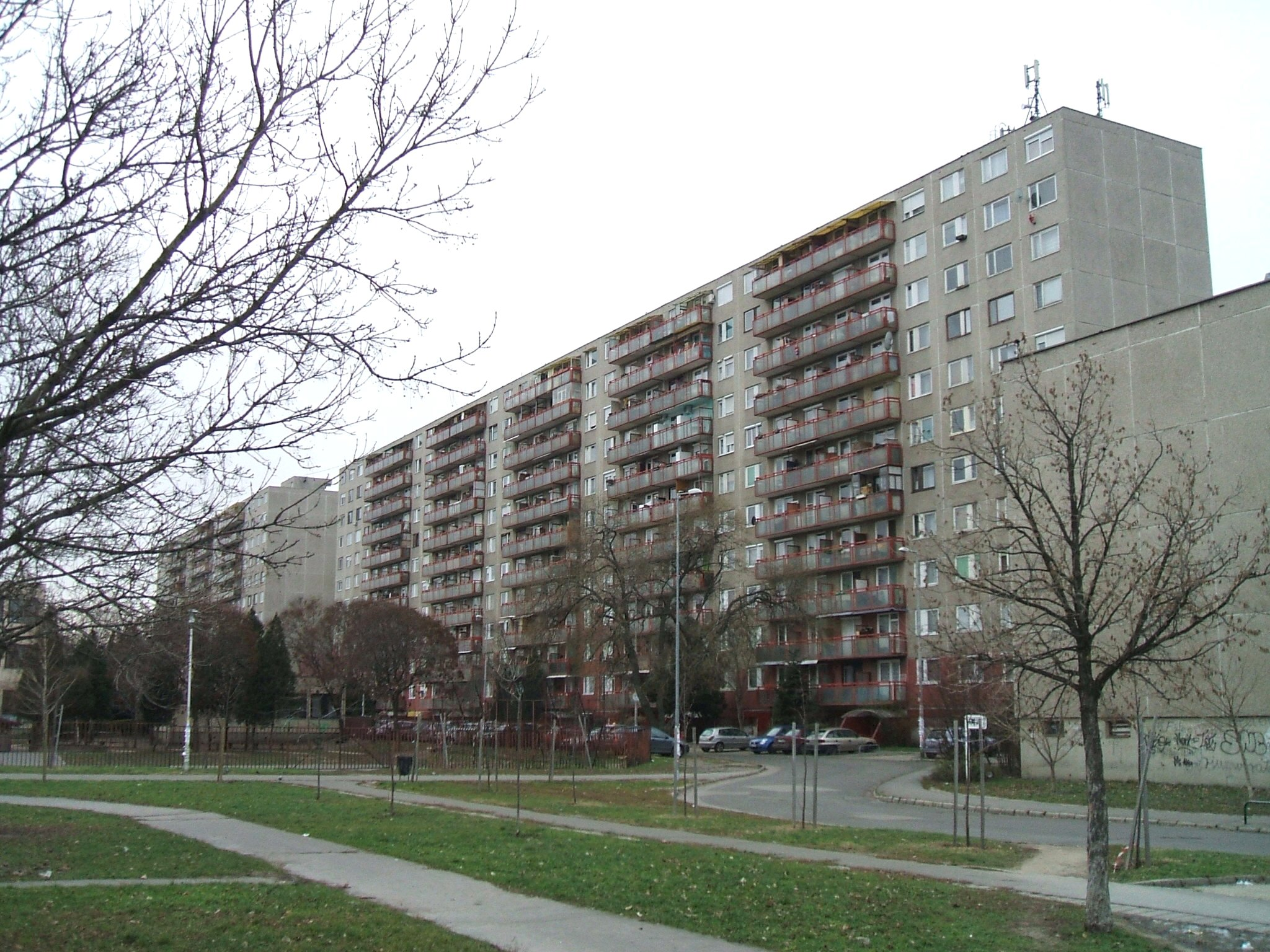
Kispest, l'un des symboles de la banlieue ouvrière.

Dans les années d'après-guerre, le développement de Budapest ralentit significativement tandis que la part de travailleurs qualifiés et de professions intellectuelles augmente. Dans les années 1960, les travailleurs moins qualifiés venant de province n'ont plus les moyens de s'installer dans les quartiers centraux ou péricentraux et sont contraints de peupler les zones résidentielles périphériques. La crise de logement qui en découle contraint le pouvoir communiste à se lancer dans la construction de très vastes quartiers de grands ensembles autour des anciens villages de banlieue, désormais intégrés administrativement à Budapest. La priorité donnée à la construction de logements s'accompagne d'une dégradation progressive et de plus en plus soutenue des quartiers anciens, laquelle touche de manière particulièrement marquée les anciens faubourgs érigés avec des matériaux de moins bonne qualité, notamment dans les 13e, 8e et 9e arrondissements de Budapest.

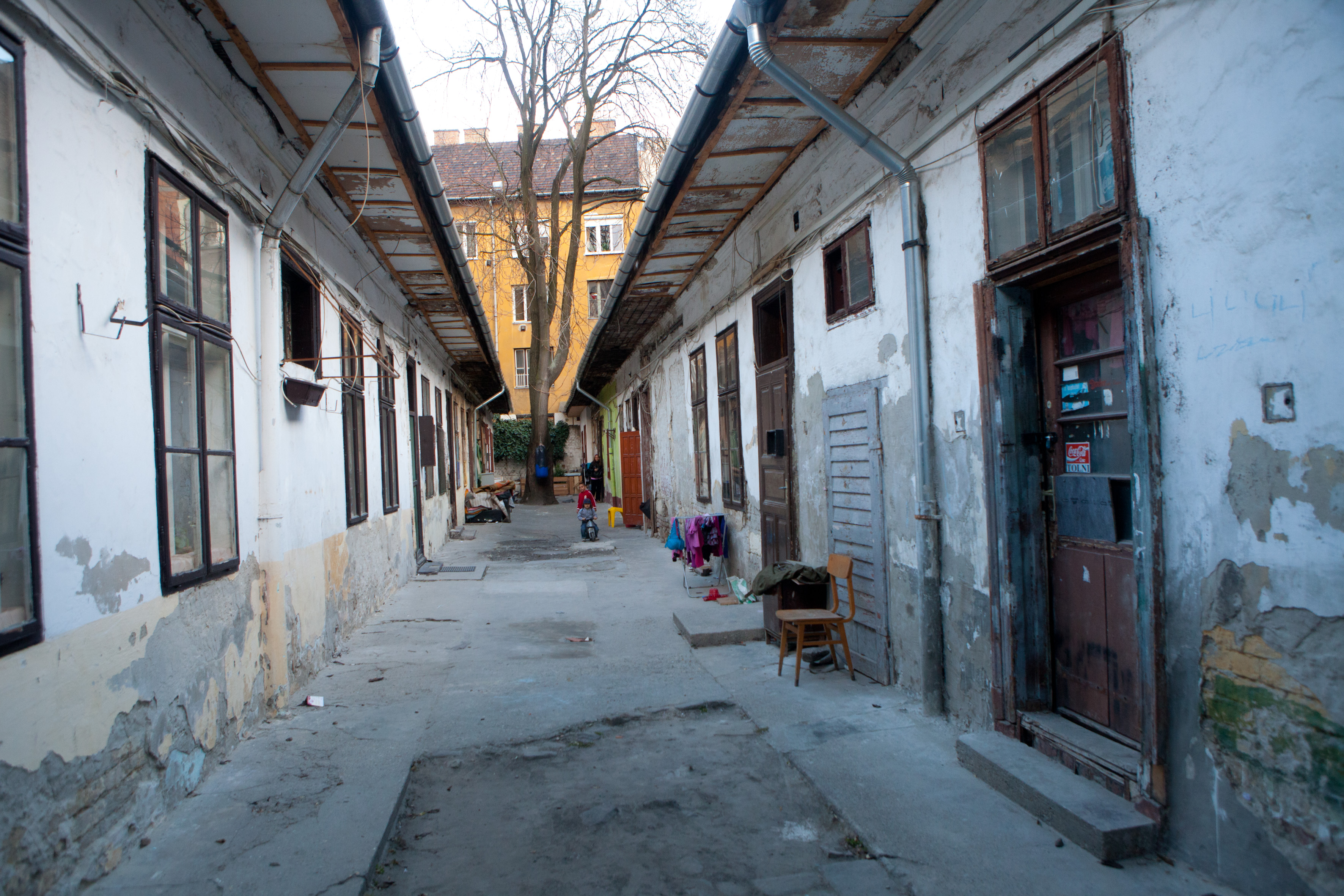
Le Nyócker (8e arrondissement) a longtemps été considéré comme le grand quartier pauvre du centre-ville.

La dégradation des anciens quartiers bourgeois de l'hypercentre devient progressivement un sujet de préoccupation important, notamment au milieu des années 1980. Les premiers projets de réhabilitation des quartiers anciens visent alors à conforter ou attirer les classes moyennes et supérieures. Au cours des années 1990, la spéculation immobilière liée à l'aménagement de bureaux ou de locaux commerciaux dans les anciens logements, produisent à la fois une élévation significative du profil sociologique de ces quartiers, mais également une diminution tout aussi marquée de sa fonction résidentielle. On assiste dans les années suivant la transition politique à un mouvement assez important de départ des classes moyennes des quartiers de centre-ville vers des localités périphériques où se construisent de grands lotissements de maisons avec jardin. Cette dynamique se tarit au début des années 2000 à la faveur de politiques de réhabilitation qui aident la revalorisation du centre-ville. Du côté de Buda, le fait qu'une partie importante des logements sont privés, fait rare durant la période communiste, favorise la conservation pour cette partie de la ville, de son statut de destination privilégiée de l'élite urbaine (sous le socialisme, surtout des membres de l'Intelligentsia ou de la Nomenklatura, cumulant un statut social élevé et une proximité avec le pouvoir).

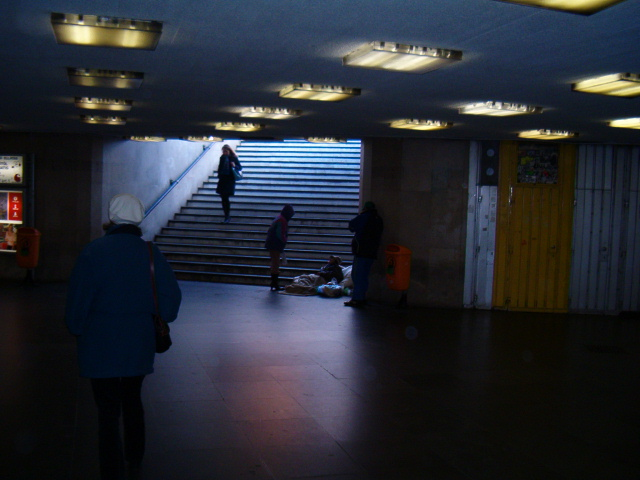
Sans-abris sur Deák Ferenc tér.

Vers la fin des années 2000, au tournant des années 2010, le retour de la bourgeoisie dans les quartiers centraux de Pest est consolidé et l'on observe un début de gentrification - dirigée et de moindre mesure spontanée, dans les quartiers centraux des 9e et 8e arrondissements. La situation des plus basses strates de la structure sociale de Budapest est assez hétérogène. Les anciens logements d'État non privatisés permettent à une partie importante des populations les moins qualifiées de se maintenir à peu de frais à proximité des quartiers centraux. Entièrement privatisés, les grands ensembles ne connaissent pas les mêmes formes de ségrégation sociale que dans les villes d'Europe de l'Ouest. Pour les populations plus paupérisées et précarisées issues de province, les possibilités d'installation à Budapest se font de plus en plus rares, c'est pourquoi l'on peut observer la formation de nouveaux quartiers pauvres dans des secteurs très périphériques comme Kőbánya, Pesterzsébet ou Csepel, voire autour de villages encore plus éloignées des limites administratives de la ville.

### Minorités culturelles et religieuses
La Hongrie est un pays multiculturel dans lequel la notion de citoyenneté (állampolgárság) est distincte de celle de nationalité (nemzetiség). De ce fait, le comptage ethnique est autorisé durant les recensements. Celui-ci fait l'objet de deux cases distinctes, permettant de nuancer la notion d'appartenance majoritaire ou minoritaire : chacun peut revendiquer son « appartenance communautaire » (nemzetiséghez tartozók) et/ou préciser son « affinité culturelle » (kulturális értékekhez, hagyományok-hoz kötődők). Cette catégorisation se recoupe avec celle de langue maternelle (anyanyelvűek) et sa pratique, en société et/ou dans un cercle familial et amical restreint (nyelvet családi, baráti körben használók). Lors du recensement de 2001, la population budapestoise est largement dominée par les Magyars ethniques (c'est-à-dire les Hongrois de citoyenneté, mais aussi les individus issus des minorités de langue hongroise des pays frontaliers) : 1 603 511 (90,19 % - 56,75 % en 1880). Viennent ensuite les Roms, bénéficiant en Hongrie d'un statut spécifique de minorité ethnique : 21 654 (1,22 %, 0 % en 1880), les Allemands ethniques (c'est-à-dire les populations autochtones de souche germanique, mais aussi les citoyens allemands, autrichiens ou suisses expatriés) : 18 203 (1,02 %, 34,3 % en 1880) et les Slovaques ethniques (c'est-à-dire les populations autochtones d'extraction slovaque (en partie les tóth) ou les expatriés de Slovaquie) : 3 890 (0,22 %, 6,1 % en 1880).
Les résultats de ces recensements permettent aux minorités reconnues par l'État comme autochtones, de bénéficier de subventions publiques au titre des collectivités des minorités (kisebbségi önkormányzat), lesquelles fonctionnent à l'échelle de Budapest et des arrondissements.
Selon le recensement de 2001, la majorité de la population de Budapest se déclare chrétienne (62,32 %), soit 47,11 % de Catholiques (837 548, dont 28 901 catholiques de rite oriental) et 15,22 % de Protestants (270 618). Les athées représentent le deuxième groupe le plus important, atteignant 19,53 % des Budapestois. Les Juifs ne représentent que 0,53 % de la population de la capitale (9 468 individus) alors qu'ils pesaient en 1880 19,7 %.

## Équipements

### Éducation

#### Enseignement élémentaire
Le système éducatif hongrois est profondément décentralisé. La charge et la propriété des établissements d'enseignement publics est dévolue aux collectivités locales et aux collectivités des minorités. À Budapest, ces compétences sont donc celles des arrondissements. Il existe par ailleurs de nombreux établissements privés majoritairement confessionnels. L'enseignement pré-élémentaire (óvoda), de 3 à 6 ans n'est pas obligatoire. L'enseignement élémentaire (általános iskola) est un tronc commun obligatoire de 6 à 14 ans. L'enseignement élémentaire public est gratuit. Chaque école a l'obligation d'admettre tous les enfants résidant dans un quartier sans discrimination. S'il existe une forme de carte scolaire indicative, les parents peuvent demander l'admission de leur enfant dans n'importe quel établissement. Par ailleurs, les écoles privées ont le droit d'opérer une sélection et de demander des frais d'inscription. Lóczy est le nom d'une pouponnière hongroise créée en 1947 à Budapest pour les orphelins de guerre. La maison de Lóczy est célèbre pour la pédagogie innovante qui a été mise en place par sa directrice, la pédiatre hongroise Emmi Pikler.

#### Enseignement secondaire
L'enseignement secondaire est éclaté en plusieurs parcours scolaires. Le lycée (gimnázium), de 14 à 18 ans, prépare aux études supérieures, le lycée technique (szakközépiskola) jusqu'à 19 ans permet d'obtenir une formation manuelle et le lycée professionnel (szakmunkásképző iskola) une spécialisation dans un métier spécifique. À l'instar des établissements pré-élémentaires et élémentaires, ceux-ci sont gérés par les arrondissements ou les collectivités des minorités. Les établissements privés sont souvent pris en charge par les Églises hongroises.

#### Enseignement supérieur

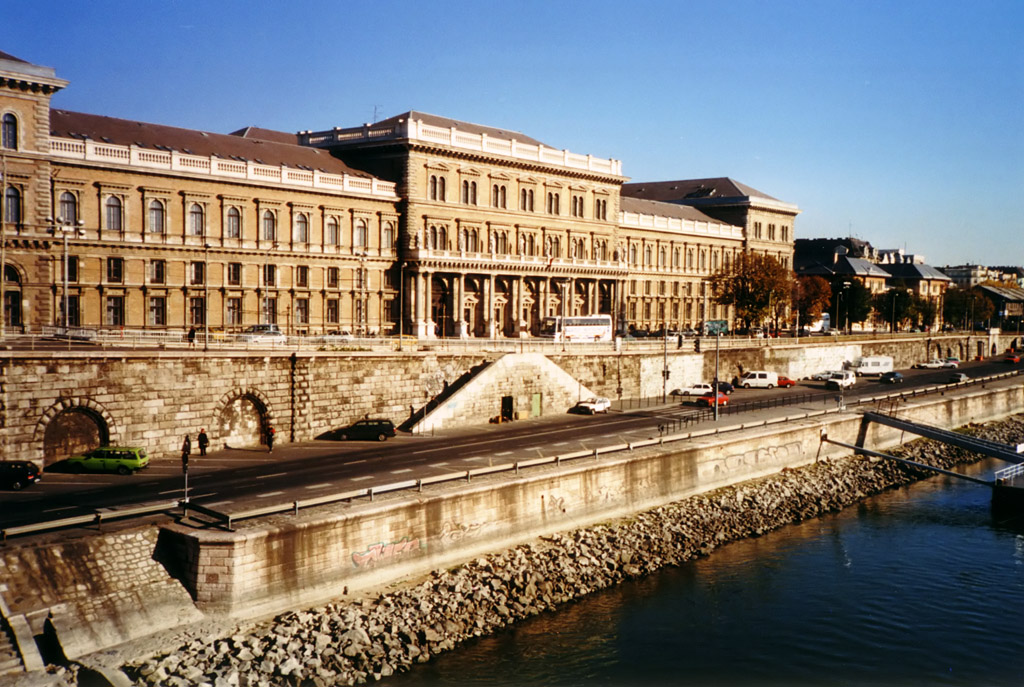
L'ancien palais de l'octroi, bâtiment principal de l'université Corvinus de Budapest.

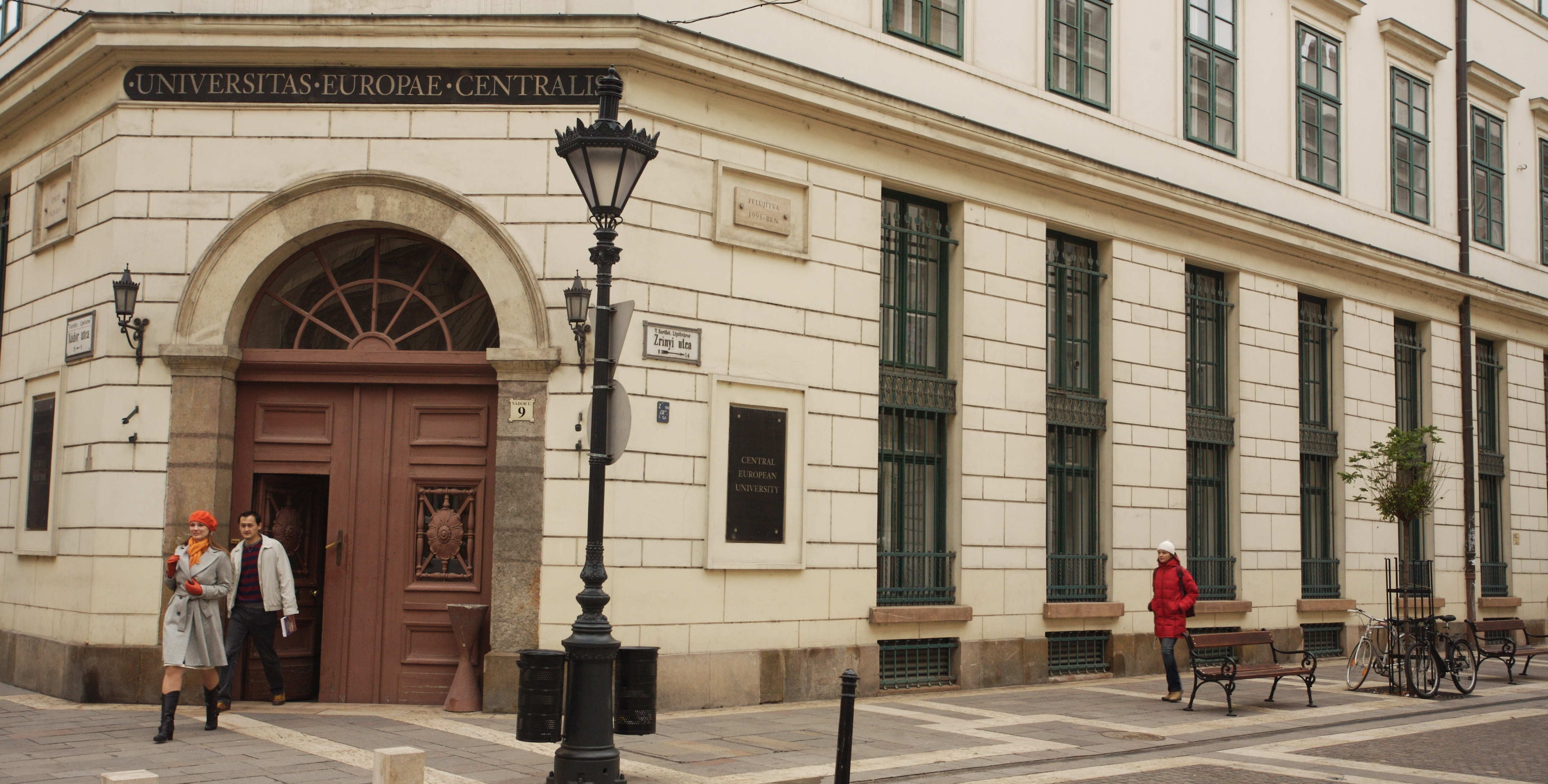
L'entrée de l'université d'Europe centrale.

Budapest accueille de nombreuses universités et écoles supérieures, parmi les plus prestigieuses de Hongrie. L'université Loránd-Eötvös est l'héritière de l'Universitas de Nagyszombat fondée par Péter Pázmány, de l'université de Pest et de l'université de Budapest. Plus ancienne université de Hongrie encore en activité, on y enseigne les sciences humaines et sociales, l'art et la littérature, le droit et l'histoire ainsi que les sciences naturelles. Ses sites universitaires se concentrent autour de Deák Ferenc tér et du musée national hongrois, du côté de Pest. L'université Corvinus de Budapest dispense une formation en sciences de l'économie depuis 1948 ; son bâtiment principal est l'ancien palais de l'octroi situé Fővám tér à côté des Halles centrales. Réputée pour avoir formé des ingénieurs illustres au nombre desquels on compte Ernő Rubik, Dennis Gabor ou encore Leó Szilárd, l'université polytechnique et économique de Budapest forme essentiellement des architectes, informaticiens, ingénieurs en génie civil et environnement. Quant à l'université d'Óbuda, elle forme davantage à l'ingénierie technique et industrielle. Enfin, l'université Semmelweis, fondée en 1769, est une grande université de médecine.
Après la réforme des universités de 2000, de nombreux établissements d'enseignement supérieur sont devenus des universités à part entière. Parmi celles-ci, de nombreuses écoles réputées dans les domaines artistiques ont vu leur statut évoluer, à l'instar de l'université hongroise des Beaux-Arts, l'université de musique Franz-Liszt (ancienne Académie de musique de Budapest), l'université d'art appliqué Moholy-Nagy et l'université d'art dramatique et cinématographique. Enfin, l'armée hongroise bénéficie également d'une structure universitaire destinée à la formation de ses membres : l'université de Défense nationale Miklós-Zrínyi. Parmi les universités privées généralistes, la plus visible sur le plan international reste l'université d'Europe centrale fondée par le milliardaire américain d'origine hongroise George Soros afin de promouvoir le libéralisme politique et économique dans les anciens pays communistes. Financée par des Länder allemands, l'Autriche et la Suisse, l'université germanophone Gyula-Andrássy de Budapest est une université de langue allemande au statut privé. Enfin, Budapest dénombre quelques universités confessionnelles, parmi lesquelles se trouvent l'université théologique évangélique-luthérienne, l'université réformée Gáspár-Károli, le Séminaire national de formation rabbinique - Université juive et l'université catholique Péter-Pázmány.
Budapest compte de nombreuses écoles supérieures à l'instar de l'École générale de management (Általános Vállalkozási Főiskola), l'Académie théologique baptiste (Baptista Teológiai Akadémia, l'École supérieure de danse contemporaine de Budapest (Budapest Kortárstánc Főiskola), l'École supérieure de commerce de Budapest (Budapesti Gazdasági Főiskola), l'École supérieure de communication et de commerce de Budapest (Budapesti Kommunikációs és Üzleti Főiskola, l'École supérieure Dénes-Gábor (Gábor Dénes Főiskola), l'École supérieure Farkas Heller (Heller Farkas Főiskola), l'École de commerce international (IBS Nemzetközi Üzleti Főiskola et l'École monastique de théologie Sapienta (Sapientia Szerzetesi Hittudományi Főiskola). Avec près de 100 000 étudiants venus de Budapest, de Hongrie mais également des pays à forte minorité magyare (Roumanie, Slovaquie et Serbie), la ville dispose d'un important quartier étudiant autour de Kálvin tér et Ráday utca, ainsi qu'entre les Halles centrales de Budapest et Lágymányosi híd.

### Vie culturelle

#### Cinémas, théâtres, opéras et salles de concert

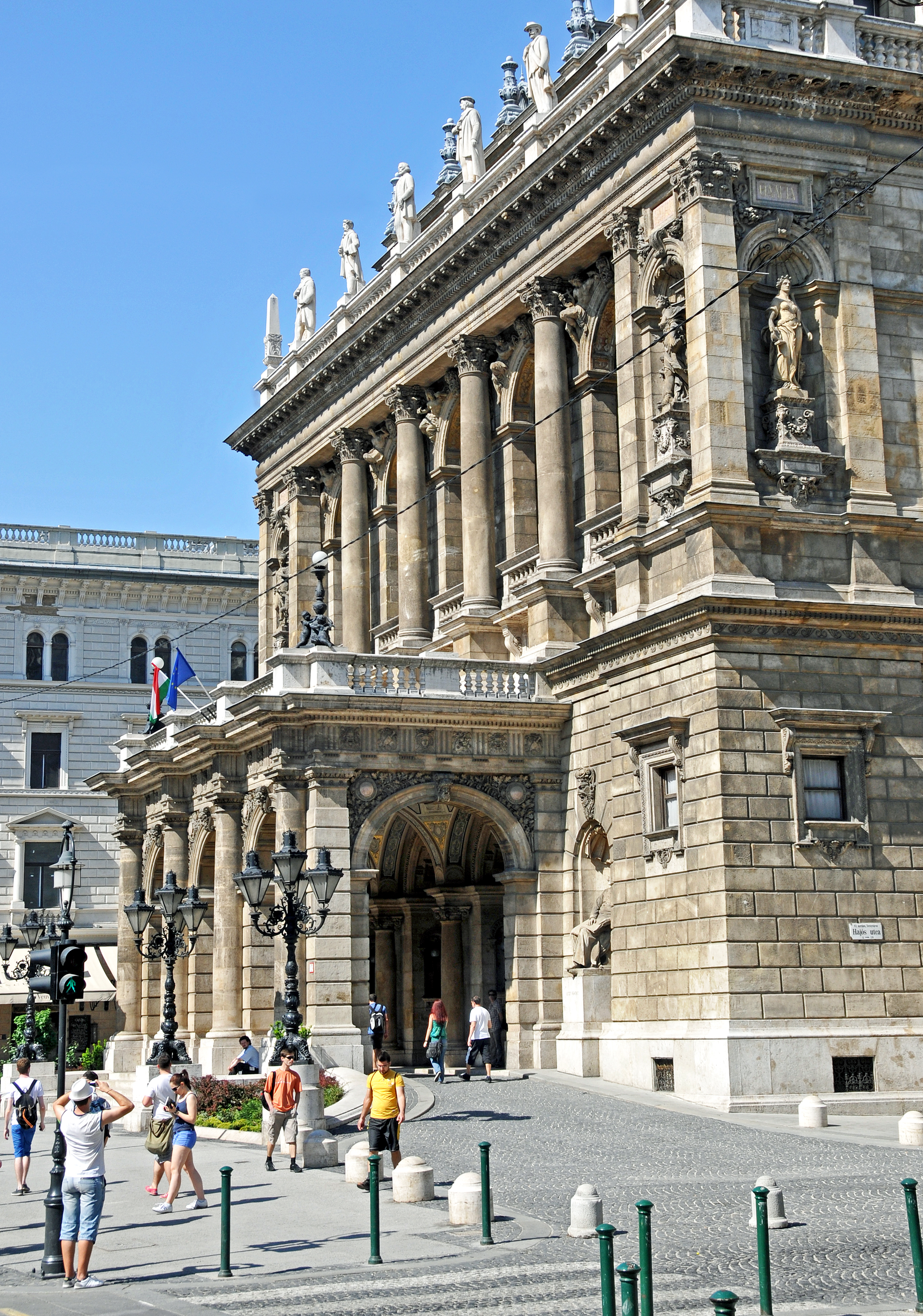
Opéra d'État hongrois

Budapest compte un grand nombre de salles de cinéma, dont plusieurs établissements indépendants. Parmi les cinémas les plus emblématiques de l'histoire de Budapest figurent le cinéma Puskin, le cinéma national Uránia (Uránia Nemzeti Filmszínház) ou encore le palais du film Corvin (Corvin Budapest Filmpalota). Ce dernier a notamment été un théâtre important de l'Insurrection de Budapest en 1956. Il existe également plusieurs cinémas de plein-air dans Budapest, à l'instar de celui de Margit-sziget ou celui du Szimpla Kert. Enfin, de nombreux grands complexes de cinémas sont apparus dans les quartiers périphériques de la ville, en particulier dans les centres commerciaux ouverts après la fin du communisme.
La capitale hongroise compte de nombreux théâtres édifiés en grande partie aux XIXe et XXe siècles. Parmi ceux-ci, les plus connus sont le József Attila Színház, le Katona József Színház, le Madách Színház, le Pesti Vigadó, le Radnóti Miklós Színház et le Vígszínház. Symbole du développement de Budapest vers le sud, à proximité du pont Lágymányosi, le nouveau Théâtre national (Nemzeti Színház) de Hongrie est également une illustration du renouvellement architectural hongrois. Imposant bâtiment aux éléments classiques inauguré en 2002 au bord du Danube, il est l'héritier de l'ancien théâtre national situé Blaha Lujza tér et détruit à la suite de la construction de la ligne   du métro de Budapest.
Budapest possède deux orchestres symphoniques, l'orchestre de la Société philharmonique de Budapest et l'Orchestre du Festival de Budapest. Outre la salle Art nouveau de l'Académie de musique Franz-Liszt, Budapest dispose d'une nouvelle salle de concert (Palais des arts, en hongrois Művészetek Palotája, dit MŰPA) inaugurée en 2005. L'Opéra national de Budapest défend le répertoire hongrois de ballet et d'opéra (Ferenc Erkel, Károly Goldmark, Ernst von Dohnányi, Béla Bartók, Zoltán Kodály, György Ligeti ou Péter Eötvös pour les plus connus). Le Théâtre musical de l'Opérette de Budapest (Budapesti Operettszínház) se consacre quant à lui à un répertoire plus léger.

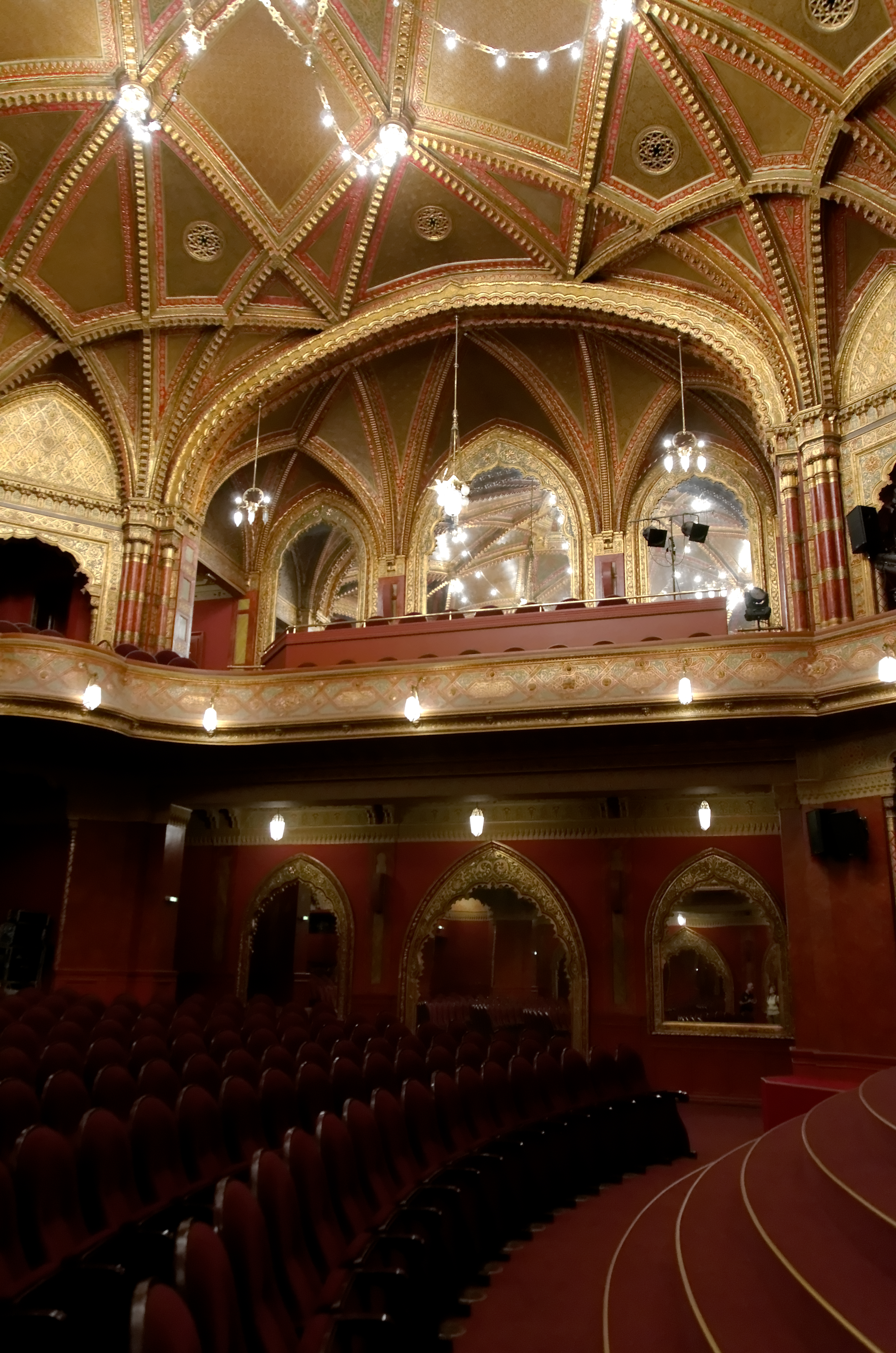
Cinéma national Uránia (Uránia Nemzeti Filmszínház)
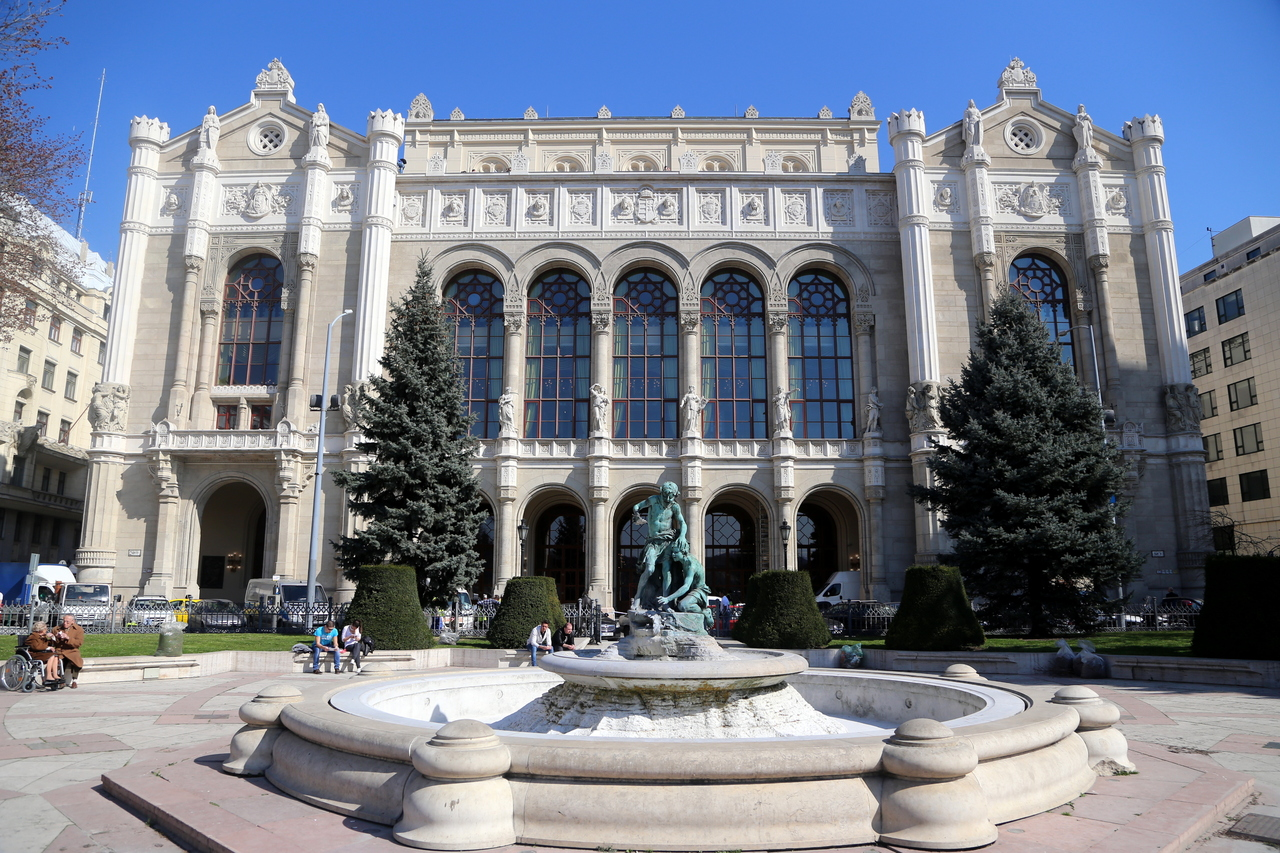
Pesti Vigadó
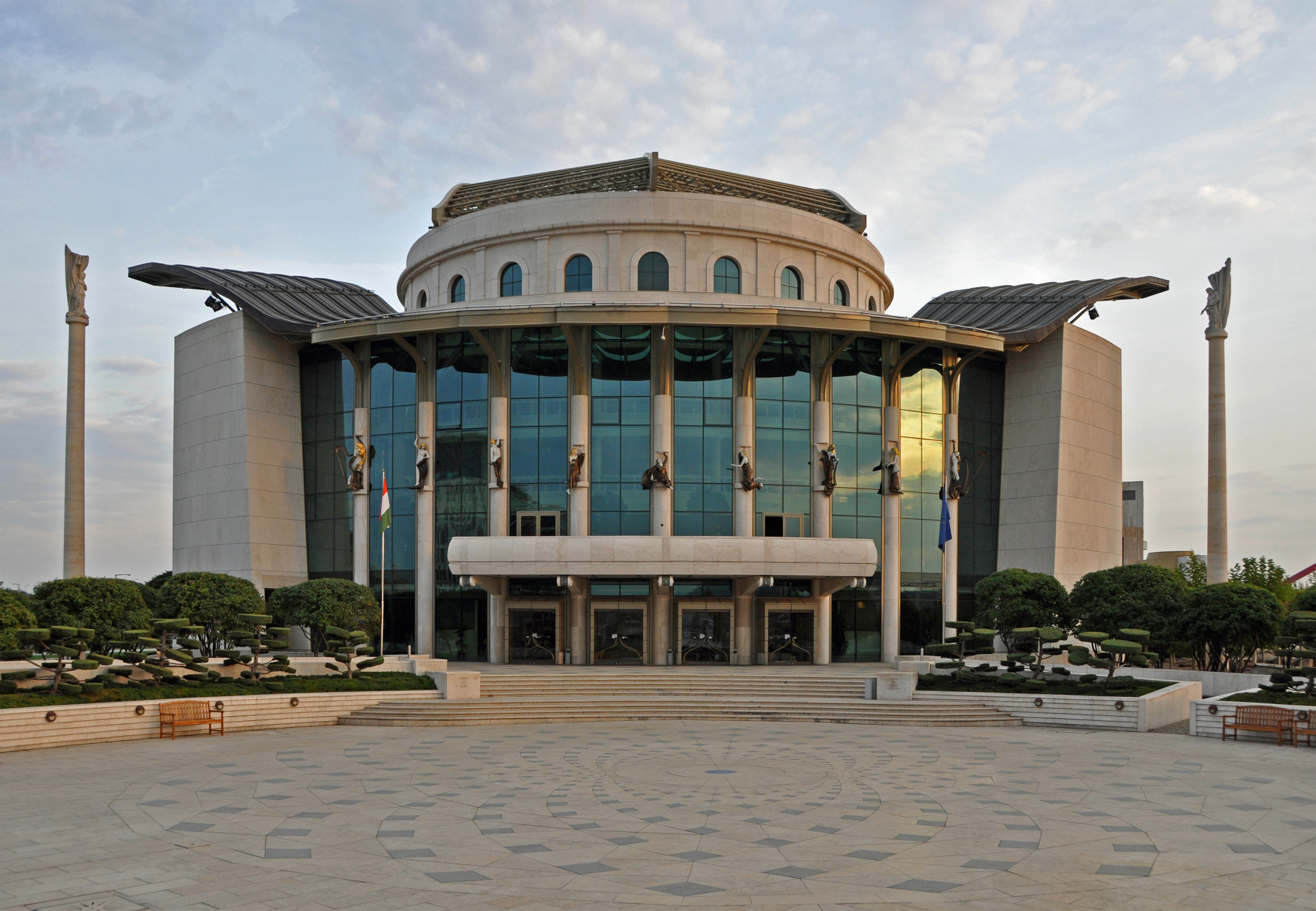
Nouveau Théâtre national (Nemzeti Színház)
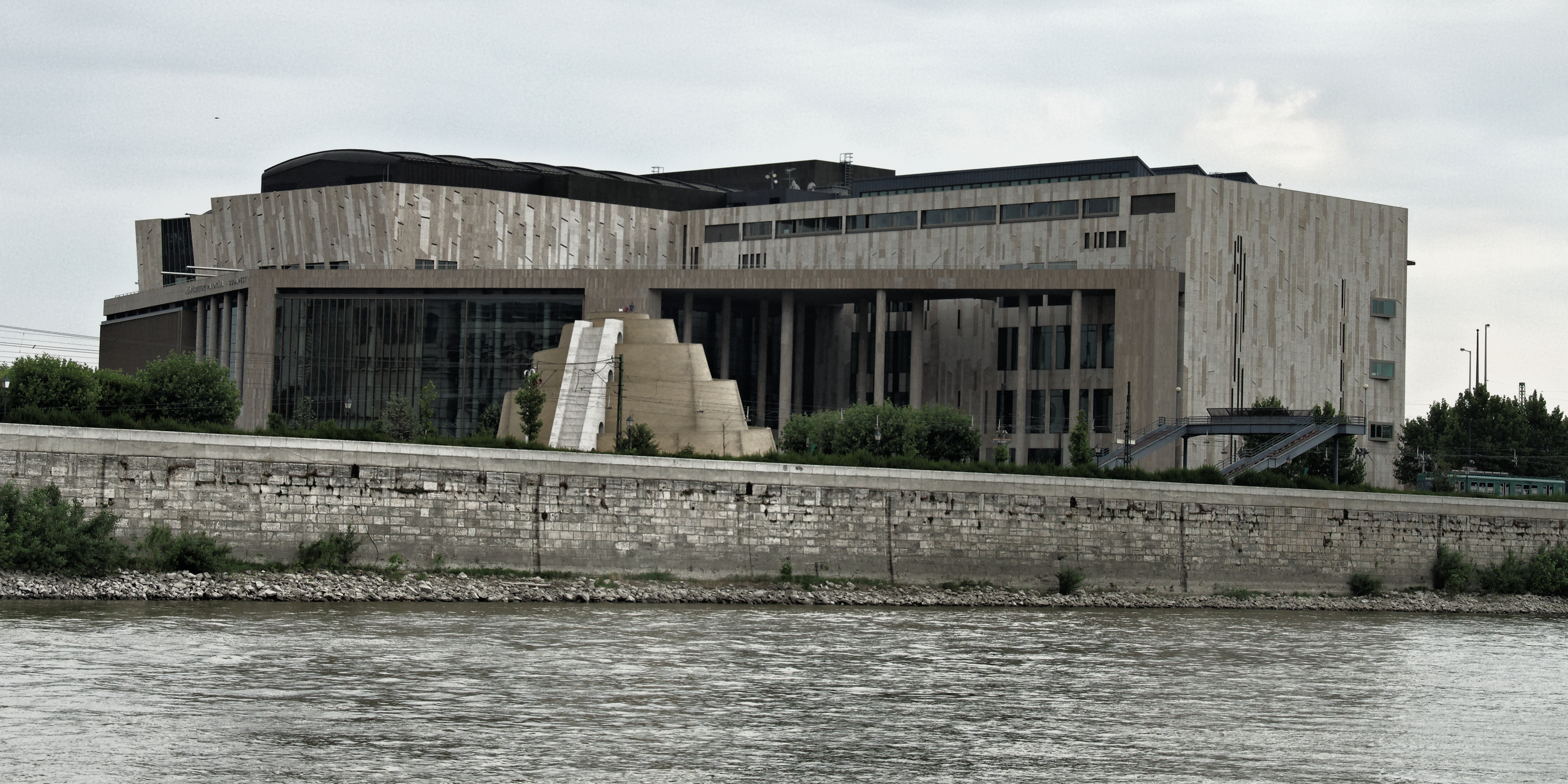
Palais des arts (Művészetek Palotája, dit MŰPA)

#### Musées et galeries d'art

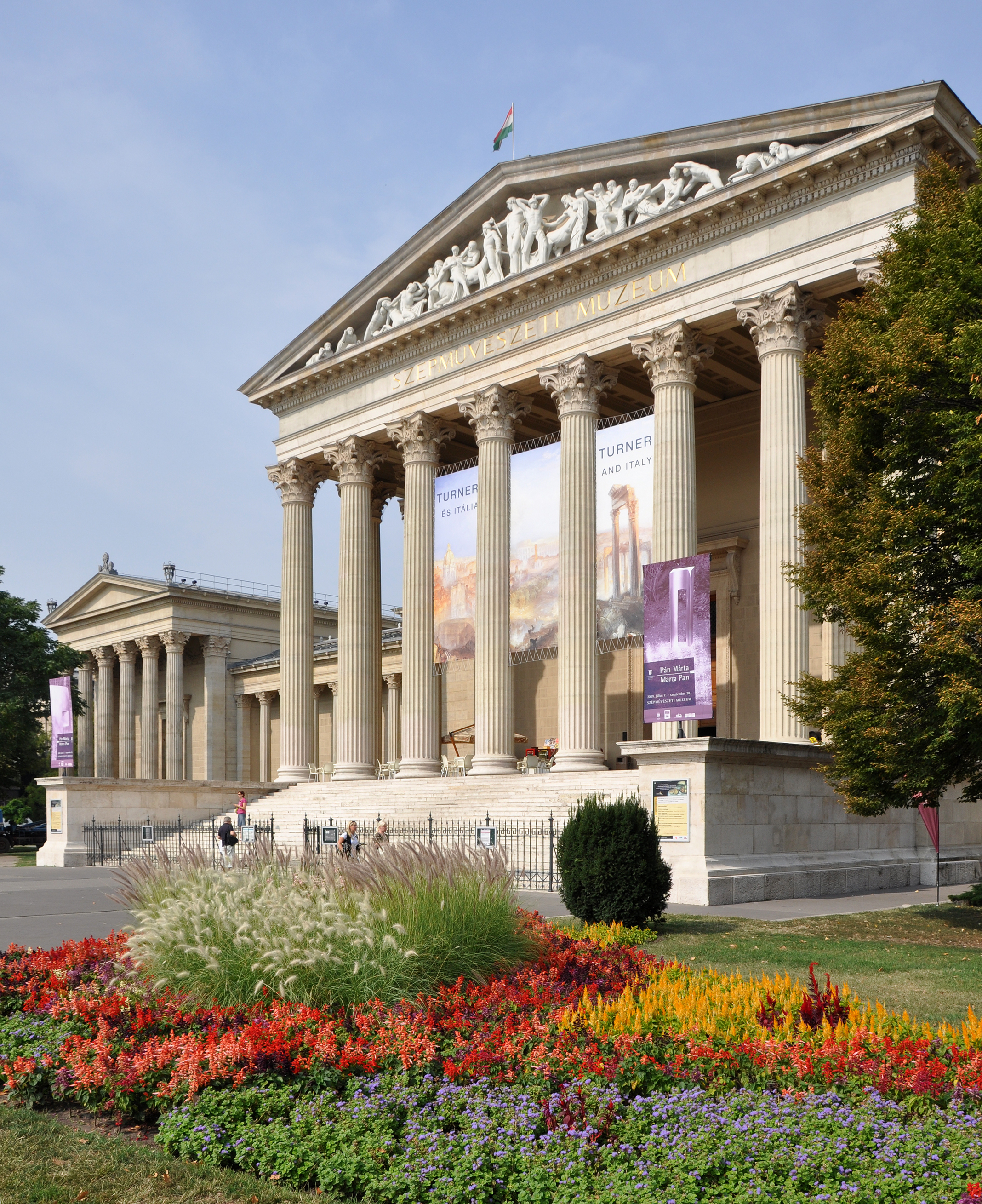
Musée des beaux-arts

La Hongrie fut si longtemps dirigée par des souverains étrangers que Budapest ne possède pas, à la différence d'autres capitales européennes, de musée fondé grâce à des collections royales, ce qui n'empêche pas la ville de posséder plus de soixante musées et galeries offrant des collections variées, d'envergure nationale et internationale ou plus simplement d'intérêt local.

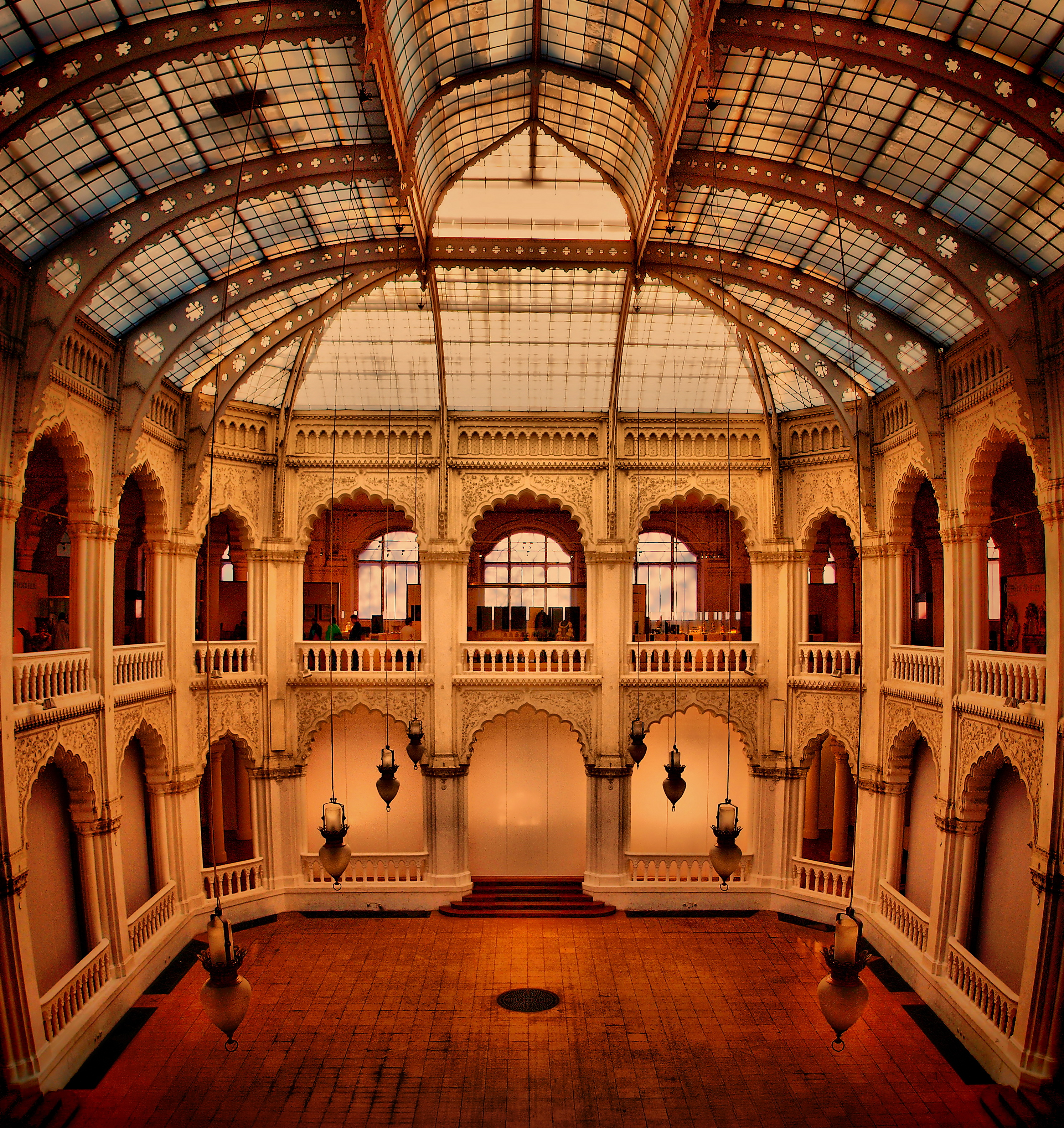
Le Musée des Arts décoratifs est installé dans un bâtiment emblématique de la Sécession en Hongrie qui fut construit par Gyula Pártos et Ödön Lechner.

La plupart des musées et galeries de Budapest occupent des bâtiments historiques. Certains sont regroupés au château de Buda comme la Galerie nationale hongroise, le Musée historique de Budapest ; d'autres autour de Hősök tere, à l'instar du Musée des beaux-arts, du Musée hongrois de l'agriculture, du Musée hongrois de la technologie et des transports et du Műcsarnok. Le Musée hongrois des arts décoratifs illustre la place occupée par la Hongrie dans l'histoire du design et des arts appliqués. À proximité de l'Université Loránd Eötvös, le Musée national hongrois retrace l'histoire de la Hongrie de l'Antiquité à la chute du communisme. Symbole du romantisme hongrois, c'est de ses marches que fut déclenchée la Révolution hongroise de 1848 à l'appel de Sándor Petőfi. En face du Parlement hongrois, le Musée ethnographique restitue quant à lui le folklore de la plaine des Carpates, des instruments de musique au mobilier paysan. De nombreuses expositions temporaires rappellent le lien qui unit les Magyars aux autres peuples finno-ougriens.
Quelques musées sont liés aux personnalités liées à Budapest, à l'instar de Béla Bartók, Endre Ady, Franz Liszt ou Ignace Philippe Semmelweis. Parmi les projets concrétisés après le communisme, Budapest compte également une Maison de la terreur (Terror Háza) située dans les anciens locaux de la Gestapo et de la Stasi et qui retrace les exactions commises par les régimes national-socialiste et communiste, ainsi qu'un Memento Park, qui abrite à quelques kilomètres de la capitale les nombreuses statues à la gloire du communisme, déboulonnées après 1989.
Le projet de quartier des musées (Múzeum negyed), lancée en 2014 sur le modèle berlinois de l'Île aux Musées, prévoit le rassemblement d'un nombre important de lieux d'exposition dans le Városliget, prévoyant entre autres le rapatriement du Musée hongrois de la photographie de Kecskemét à Budapest et la reconstruction du musée des transports selon son aspect d'origine.

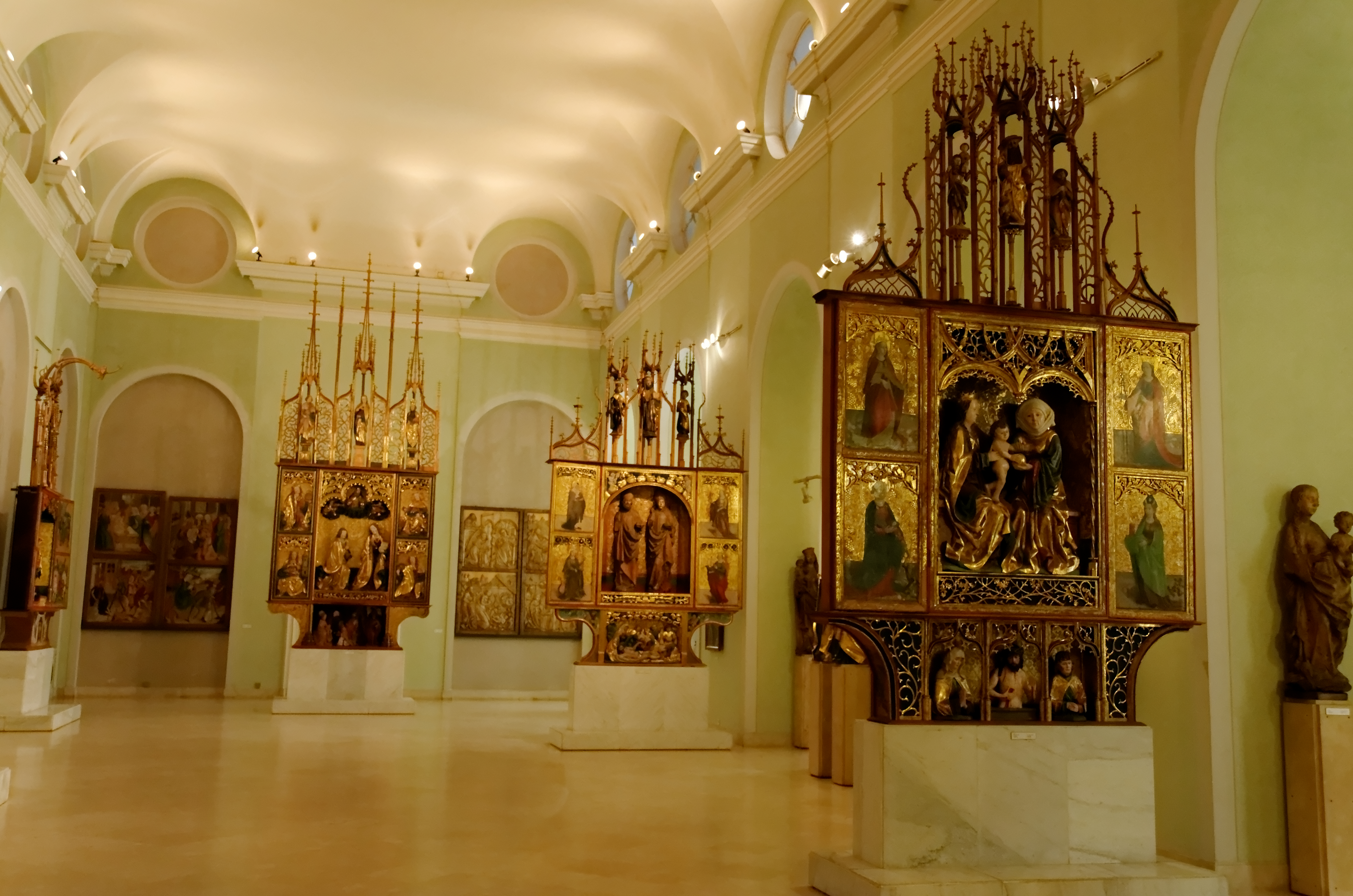
La grande salle du Trône de la Galerie nationale abrite les retables à volets du XVe et du début du XVIe
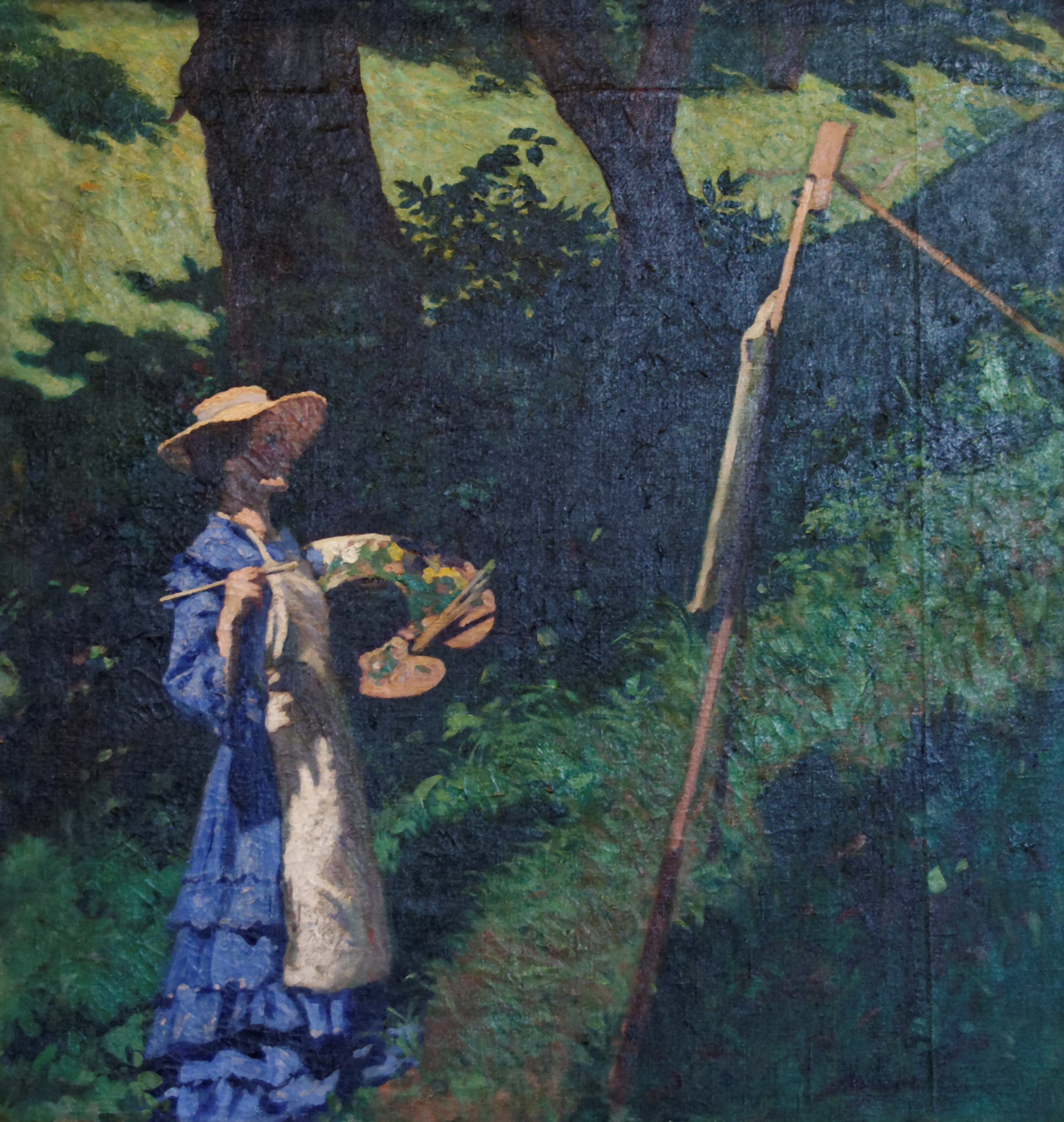
Le Peintre (1903), œuvre distinctive de Károly Ferenczy, exposée à la Galerie nationale
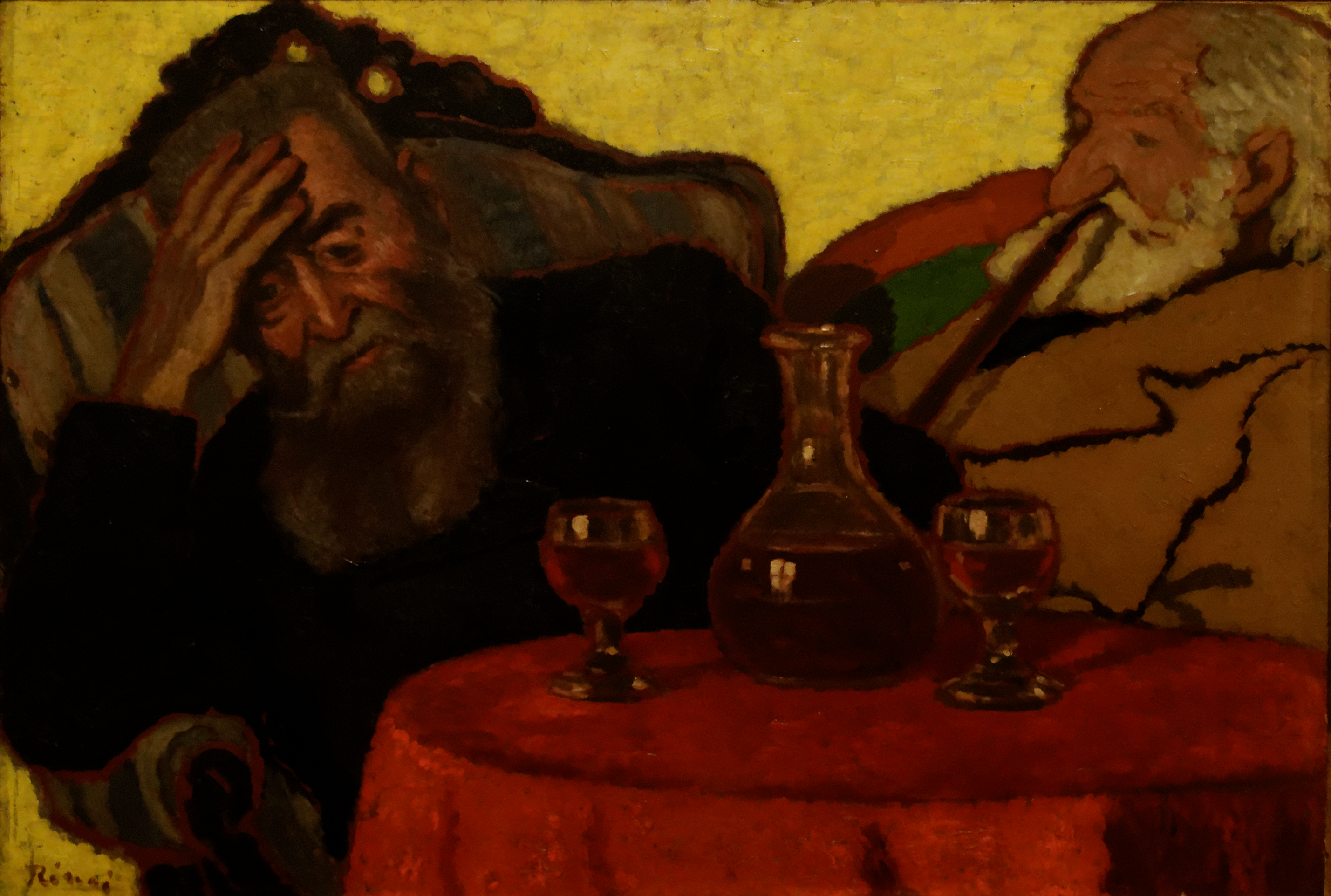
Père et oncle Piacsek buvant du vin rouge (1907). Plus de dix toiles de József Rippl-Rónai, le « Nabi hongrois », sont exposées à la Galerie nationale
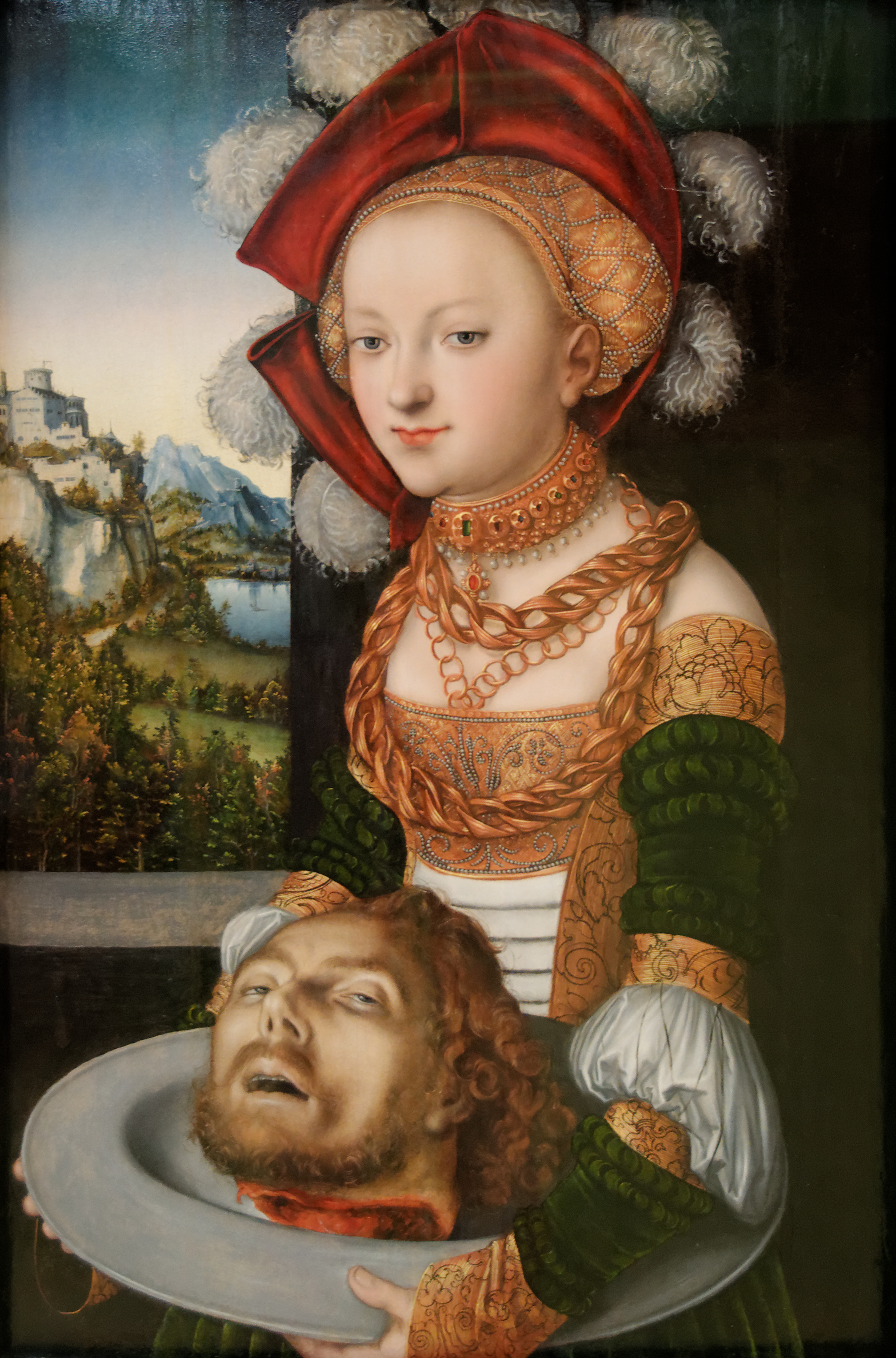
Salomé avec la tête de Saint Jean-Baptiste, Lucas Cranach l'Ancien. L'achat par l’État hongrois de la collection réunie par la famille Esterházy marqua en 1870 la fondation du musée d'art étranger de Budapest réputé pour ses œuvres des maîtres anciens européens.
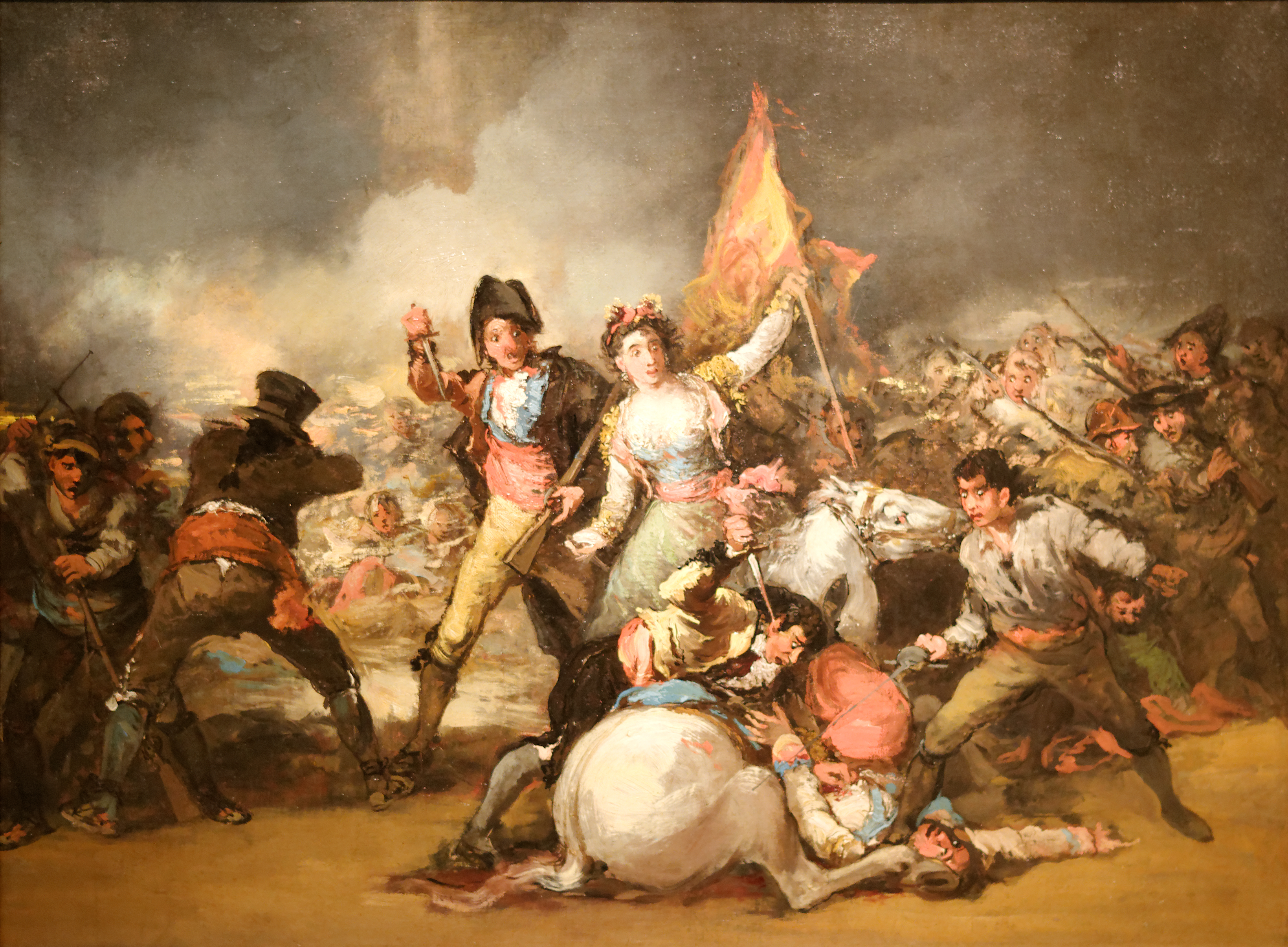
Le 2 mai. Eugenio Lucas Velázquez. Le Musée des beaux-arts de Budapest possède la plus belle collection de peintures espagnoles au monde après celle du Prado
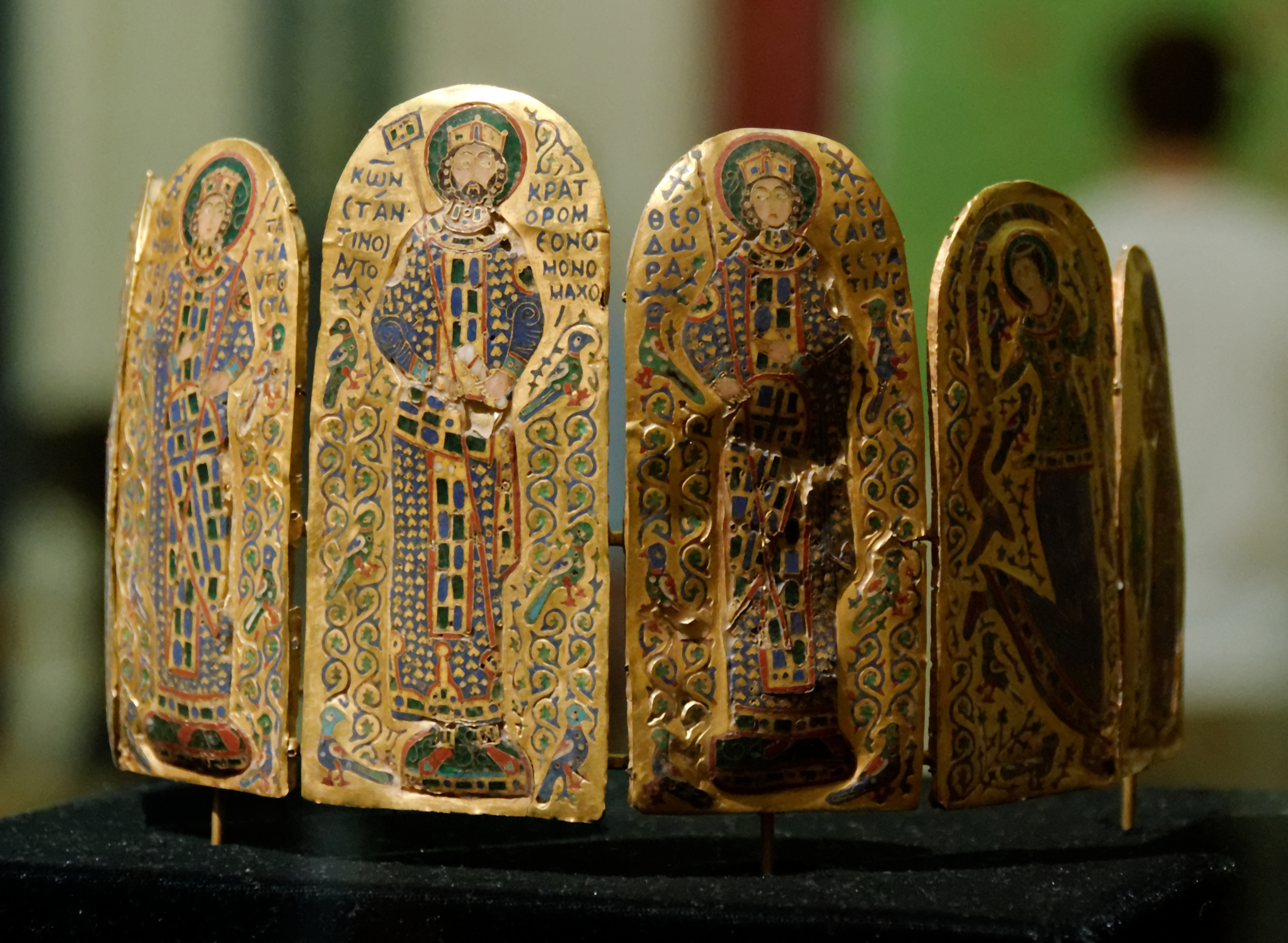
La Couronne de Constantin IX Monomaque incrustée d'émaux est l'une des plus précieuses possessions du Musée national hongrois dont la section archéologique a été inaugurée en 2002 pour célébrer le 200e anniversaire de sa fondation.

#### Bibliothèques

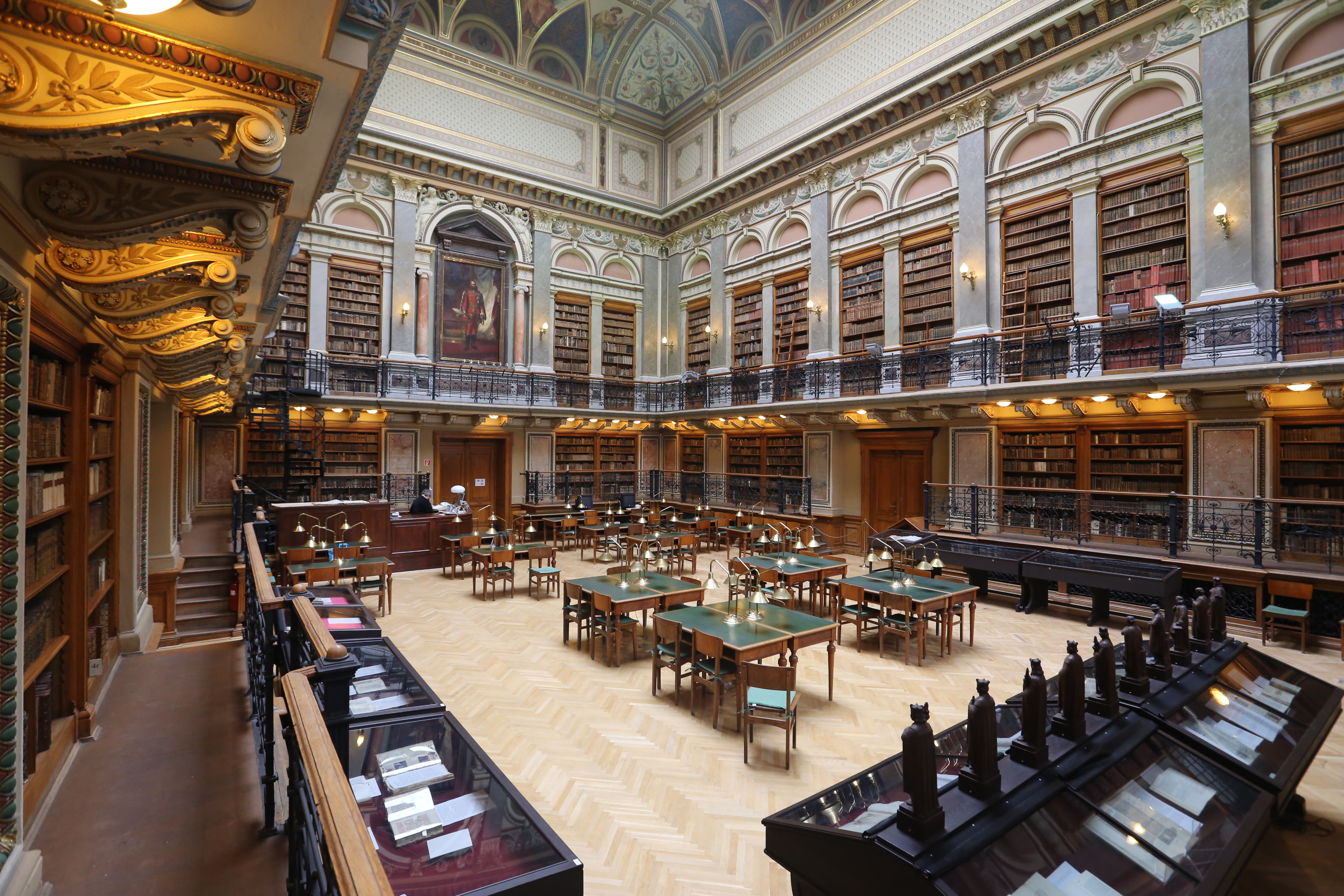
Bibliothèque de l'Université Loránd Eötvös.

Budapest abrite la Bibliothèque nationale Széchényi au cœur du Château de Buda. L'une de ses missions est de collecter les Hungarica, à savoir les ouvrages publiés dans les frontières actuelles de la Hongrie (quelle que soit la langue), les ouvrages en hongrois, les ouvrages publiés par des Hongrois et les ouvrages traitant de la Hongrie. Elle conserve environ sept millions de pièces, dont deux millions de livres et plus d’un million de documents manuscrits dont 700 codex médiévaux. La Réserve précieuse possède environ 8 500 exemplaires d’éditions hongroises antérieures à 1711 (dont la Chronica Hungarorum, le premier livre imprimé en Hongrie, en 1473), près de 1 700 incunables, le plus ancien texte connu en hongrois, plusieurs livres provenant de la Bibliotheca Corviniana et de très nombreux manuscrits historiques et littéraires. Son autre mission est de centraliser des services pour l'ensemble des bibliothèques hongroises (attribution des ISBN et ISSN, rédaction de la bibliographie nationale, catalogues collectifs, tenue à jour de la liste des bibliothèques hongroises, etc.).
La Bibliothèque métropolitaine Ervin Szabó est la bibliothèque municipale de Budapest. Elle se situe à proximité du quartier étudiant à Pest. Parmi les bibliothèques les plus importantes de la capitale, on peut également citer celles des instituts scientifiques, à l'instar de la bibliothèque de l'Académie hongroise des sciences, celle de l'Université Loránd Eötvös ou encore les fonds de l'Open Society à l'Université d'Europe centrale. Le Parlement hongrois compte également son propre fond accessible au public.
Quant aux Archives nationales hongroises, elles se situent à proximité de la Porte de Vienne (Bécsi kapu), dans le quartier du château de Buda, dans le 1er arrondissement.

#### Bars, cafés et restaurants

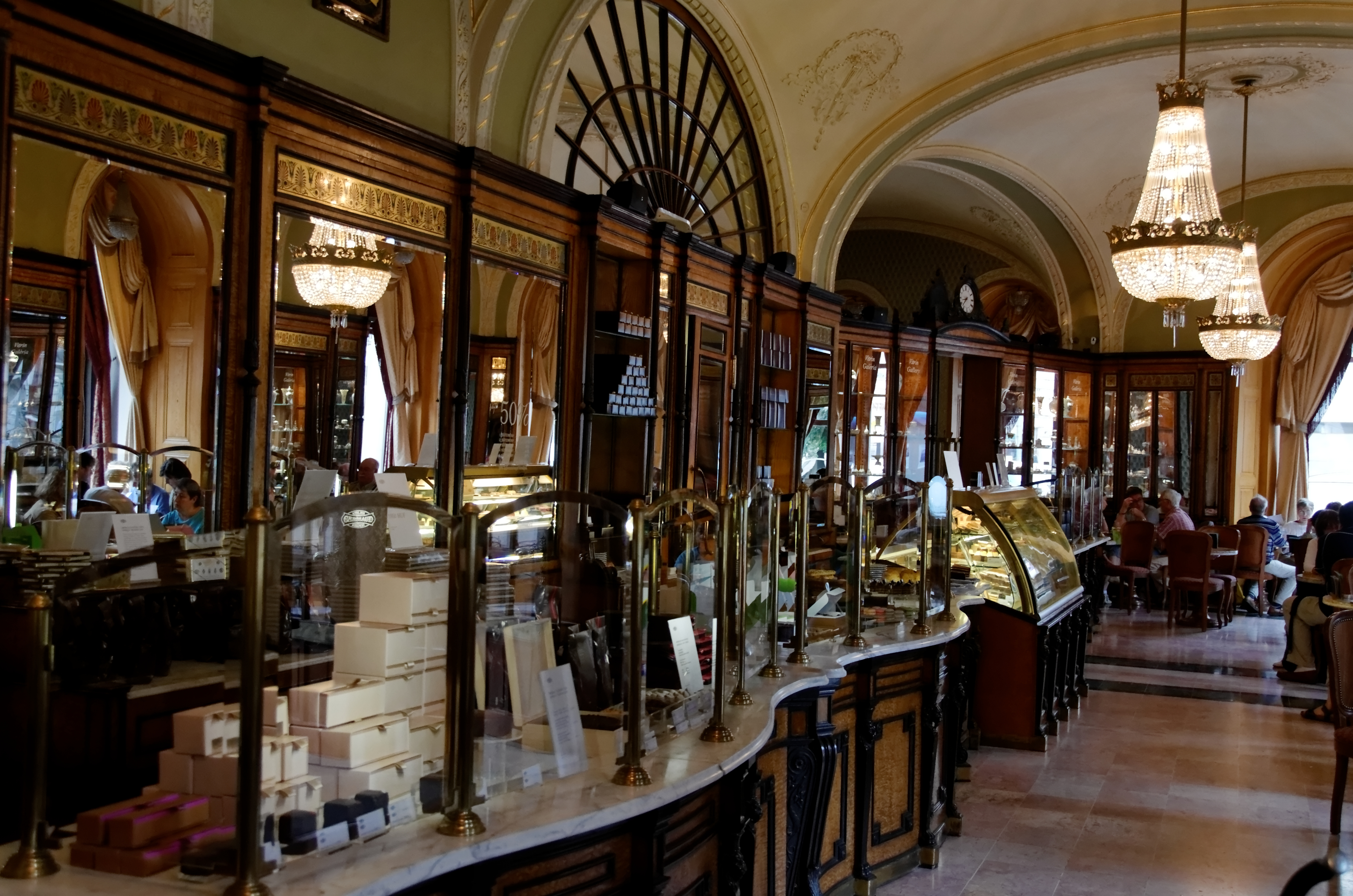
Le café Gerbeaud

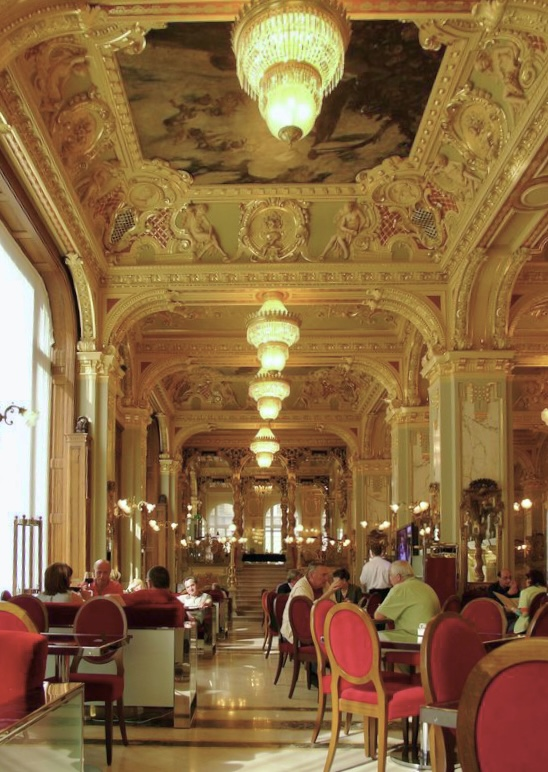
Le café New York (Palais New York)

Le règne des Habsbourg a laissé un héritage important à Budapest du point de vue des cafés, restaurants et salons de thé. Certains restaurants ont notamment connu leur apogée pendant la période communiste, à l'instar du Restaurant Gundel situé à proximité d'Hősök tere ou du Mátyás Pince non loin du Danube. D'autres restaurants en cave ou sur les quelques bateaux à quai sur le fleuve sont encore des établissements prisés par les touristes. Les Budapestois fréquentent quant à eux davantage les restaurants de quartier, les kocsma ou les services de restauration rapide. De nombreux établissements Mc Donald's et Burger King se sont implantés dans la capitale après la fin du communisme. Plus récemment, les grands axes se sont peuplés de nombreuses enseignes de Döner Kebab et de restauration asiatique.
Parmi les autres héritages de l'influence viennoise, Budapest compte également de nombreux salons de thé et maisons de pâtisserie. La plus réputée d'entre elles reste la maison Gerbeaud située sur la Vörösmarty tér. Fermé pendant des années pour réfection, le café New York (palais New York) symbolise quant à lui le lustre retrouvé du patrimoine du XIXe siècle.
Budapest est connue pour ses fameux romkocsma (littéralement « bar de ruine ») la plupart du temps aménagés dans d'anciens immeubles désaffectés du centre-ville. Ce sont souvent d'anciens logements dont l'agencement respecte la tradition budapestoise des coursives et d'une cour intérieure. L'exemple le plus connu de ces bars, hauts lieux de la vie nocturne alternative, reste le Szimpla Kert situé dans l'ancien ghetto juif.

#### Bains et thermes

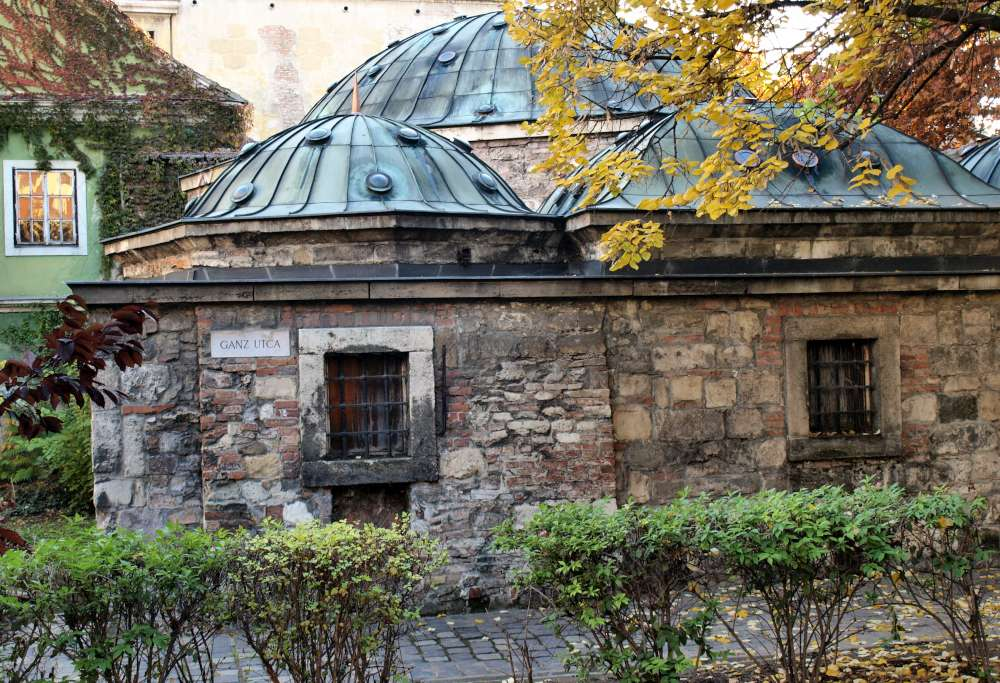
Les Thermes Király, vestiges du thermalisme turc.

Le thermalisme était une activité déjà répandue chez la population romaine d'Aquincum (qui signifie littéralement « riche en eaux »). Des ruines des bains construits pendant l'Antiquité tardive sont encore visibles à Óbuda. Entre 1541 et 1686, les Ottomans développent les bains à vocation médicinale, dont certaines sont encore en activité aujourd'hui. La réputation thermale de Budapest s'installe après 1920, date à laquelle un état des lieux du potentiel économique de l'eau thermale est dressé. Dès 1934, Budapest devient officiellement une ville thermale.
La fréquentation des bains passe pour partie intégrante du mode de vie budapestois. Si de nombreuses personnes âgées fréquentent encore des établissements de quartier, la forte augmentation des grilles tarifaires pour le grand public restreint le thermalisme de la capitale à ses vocations touristiques et médicinales (on y soigne les rhumatismes et l'arthrite). Certains établissements organisent des soirées de musique électronique ou de cinetrip dans leurs bassins, attirant ainsi une clientèle plus jeune.

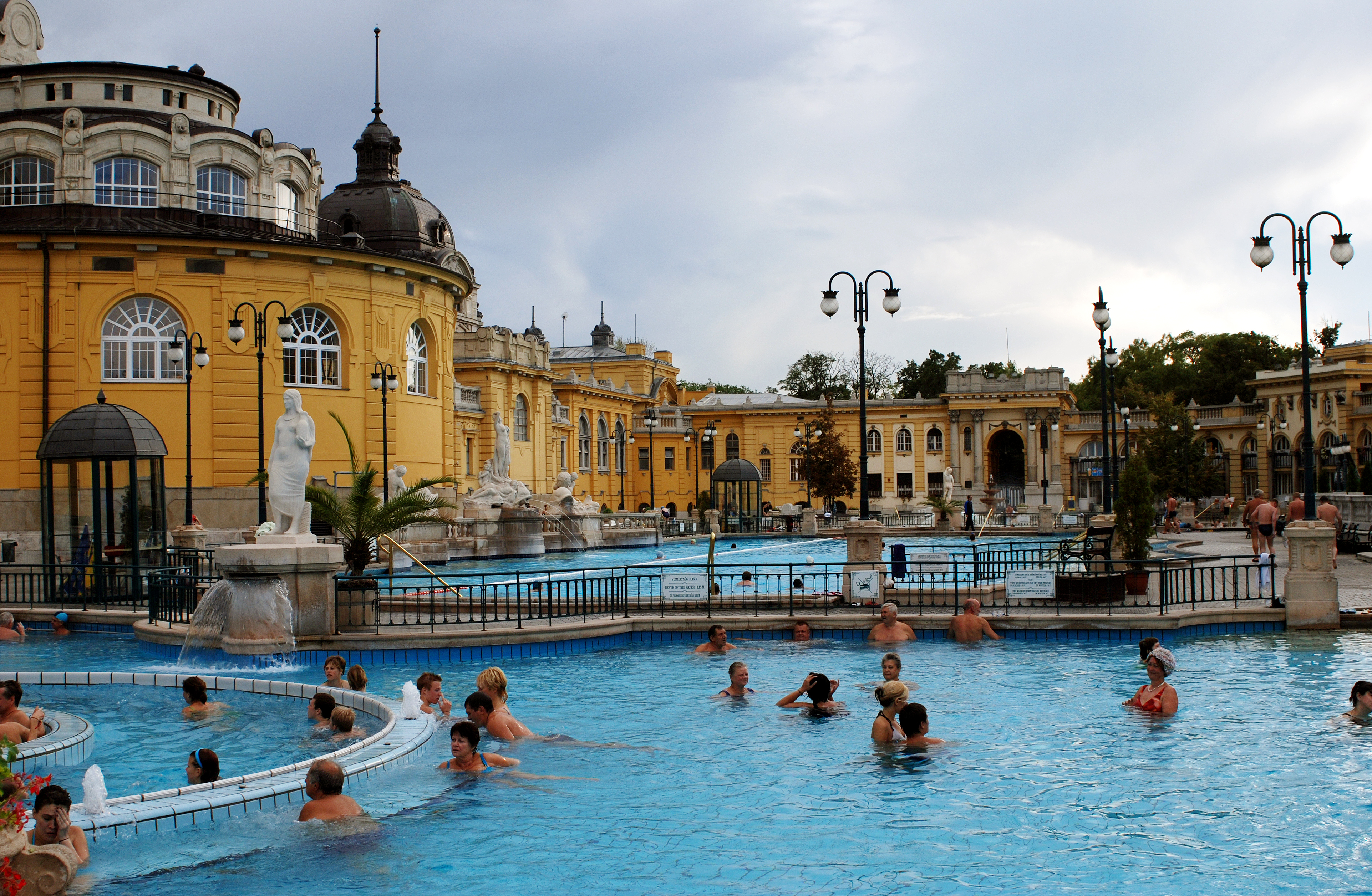
Extérieur des thermes Széchenyi.

Il existe différentes catégories de bains à Budapest. La première est celle des bains turcs, dont les thermes Király (1565) et les thermes Rudas sont les plus emblématiques. Ils sont structurés autour d'une piscine octogonale coiffée d'une coupole dont les minces trous laissent pénétrer de fins faisceaux de lumière. La deuxième catégorie de bains date de la monarchie austro-hongroise. Ainsi, les thermes Gellért, de style Art nouveau attenants à l'hôtel du même nom, sont achevés en 1918. Les thermes Szent Lukács, d'origine turque, restructurés à la fin du XIXe siècle, sont considérés depuis 1950 comme un lieu de rencontres du milieu intellectuel et des artistes budapestois. Enfin, les thermes Széchenyi sont l'un des plus grands complexes de baignade d'Europe et le seul établissement thermal de Pest. L'intérieur des bains médicinaux date de 1913 et les piscines en plein air de 1927. Les services qui y sont proposés rappellent à la fois la tradition des bassins romains, des baignoires grecs et le sauna caractéristique d'Europe du Nord. Les trois piscines extérieures sont ouvertes toute l'année, y compris l'hiver. À l'intérieur se trouve un vaste complexe de bassins et de salles destinés à des traitements médicaux. Enfin, la dernière catégorie renvoie aux bassins thermaux disponibles dans les quelques grands bains de la ville, à l'instar du bain thermal Palatinus sur Margit-sziget ou du bain thermal Dagály au Nord de Pest.

#### Marchés et halles

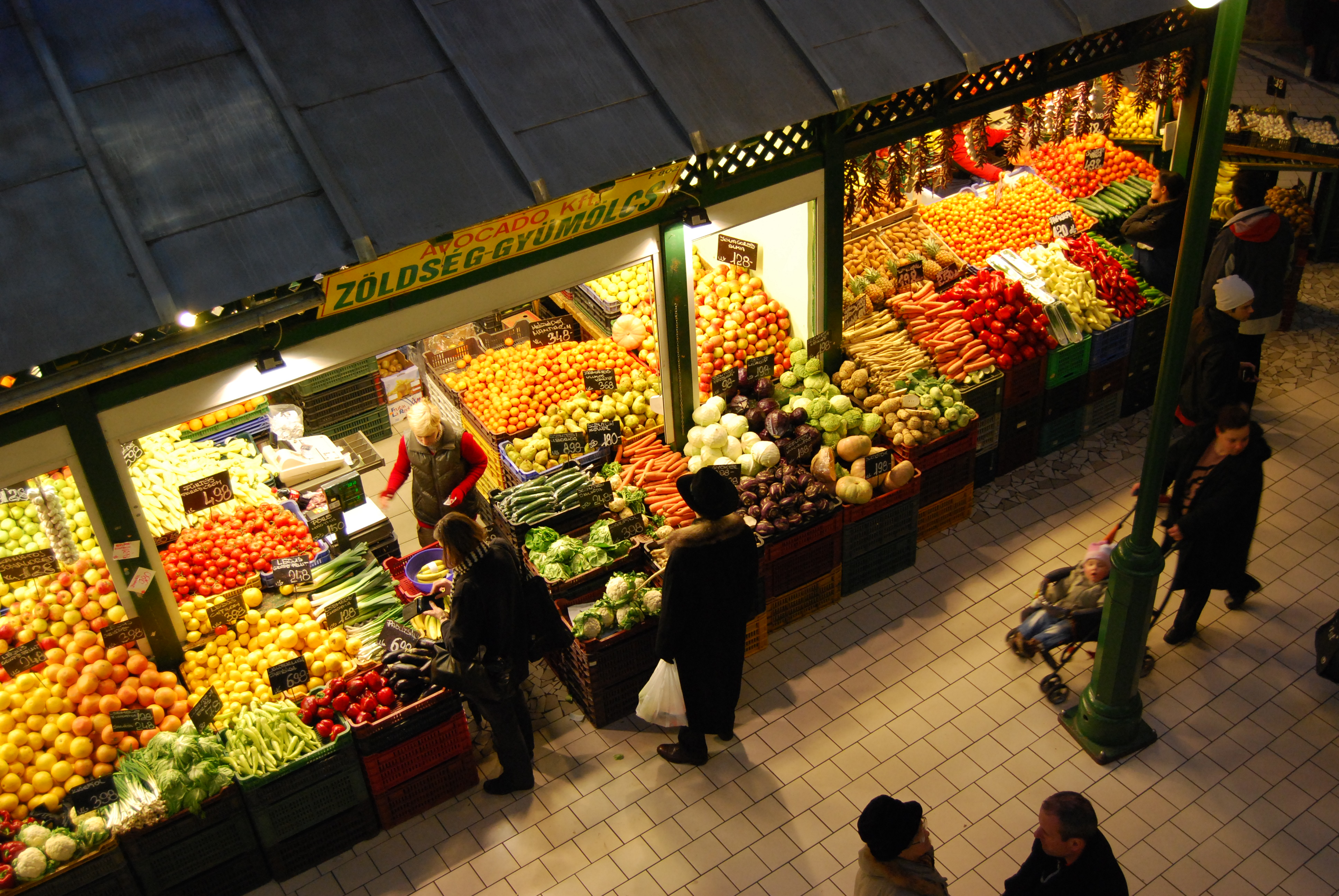
Une des allées des Halles Lehel.

Il existe de nombreux marchés à Budapest, notamment un système de grandes halles, parmi lesquelles les Halles centrales de Budapest situées Fővám tér, sont les plus connues. Du côté de Pest, on dénombre cinq halles de taille moindre : les Grandes halles de Hold utca, celles de Hunyadi tér, celles de Klauzál tér et celles de Rákóczi tér. Sur Buda, il n'existe que les Grandes halles de Batthyány tér qui font face au Parlement hongrois au bord du Danube.
Il existe de moins en moins de marchés de plein air à Budapest, du moins dans le centre-ville. Les marchés de Lehel tér (Újlipótváros) et de Teleki tér (Józsefváros) ont laissé place respectivement dans les années 1990 et en 2014 à deux halles couvertes de style contemporain : les Halles Lehel à l'architecture fantaisiste et les Halles Teleki. Le marché paysan de Hunyadi tér, situé juste à l'entrée des Halles du même nom, fait ainsi de plus en plus figure d'exception dans la capitale hongroise. La pénétration du discours écologiste dans la société hongroise, surtout auprès des classes moyennes diplômées du centre-ville, a suscité un véritable engouement pour les produits de qualité et les circuits courts. En témoigne la création d'un marché paysan dans les murs du Szimpla Kert tous les dimanches matin.
Il existe au moins trois marchés aux puces (bolhapiac en hongrois) très réputés à Budapest.
- Le marché aux puces Ecseri, le plus important d'Europe centrale, situé dans la périphérie sud de la capitale est réputé pour les objets qui y sont vendus : des reliques du Troisième Reich aux objets de propagande soviétiques, en passant par des bibelots domestiques ou des objets traditionnels hongrois.
- Le marché aux puces du Petőfi Csarnok. Situé 14 rue Zichy Mihály dans le XIVe arrondissement, dans le Városliget près du Musée hongrois de la technologie et des transports. Ouvert les samedi et dimanche de 8 h à 14 h. Entrée 150 Forint.
- Le marché de Józsefváros est devenu au fil des années le territoire des marchands chinois, vietnamiens et turcs de Budapest. On y trouve de nombreux objets de faible qualité importés d'Asie (vêtements, chaussures, accessoires, ustensiles, jouets et autres gadgets médiocres).

#### Évènements et festivals

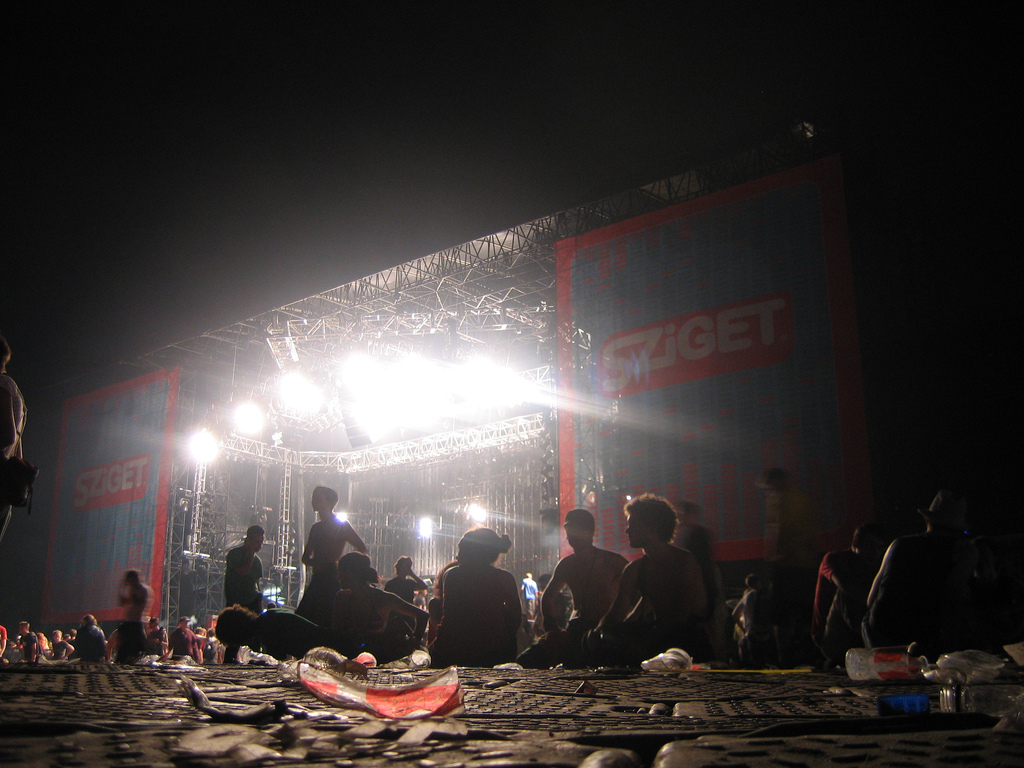
La Grande scène du Sziget Festival après un concert

Budapest accueille une série d’évènements culturels tout au long de l'année. Au printemps est organisé le Festival du printemps de Budapest (Budapesti Tavaszi Fesztivál), dont la programmation est multi-site et pluridisciplinaire (danse, théâtre, opéra, concerts, expositions, etc.). L'été, Budapest accueille sur l'Île d'Óbuda l'un des plus grands festivals de musique d'Europe : le Sziget Festival (Sziget Fesztivál) suivi du Budapest Parádé organisé sur le modèle de la Love Parade berlinoise, ainsi que le Metalfest en août. À l'automne, le Festival d'automne de Budapest (Budapesti Őszi Fesztivál) concentre sa programmation sur de la musique jazz et sur des expressions expérimentales (cinéma, danse, expositions, etc.). Il existe également des programmations régulières qui s'étendent tout au long de l'année, à l'instar de BalkanBeats au Gödör Klub et des événements culturels organisés par l'Institut français de Budapest.
Capitale de la Hongrie, Budapest est également le lieu privilégié des festivités nationales. La célébration du 15 mars 1848 est l'occasion de multiples cérémonies publiques dans la ville pour fêter la Révolution hongroise de 1848 (Nemzeti ünnep). Le 20 août est commémorée la fondation de l'État hongrois sous l'égide d'Étienne Ier de Hongrie (Szent István ünnepe). À cette occasion, un marché médiéval est traditionnellement tenu au Château de Buda et un feu d'artifice est tiré du Gellért-hegy ou au milieu du Danube.

### Santé et sécurité

#### Hôpitaux, cliniques et secours

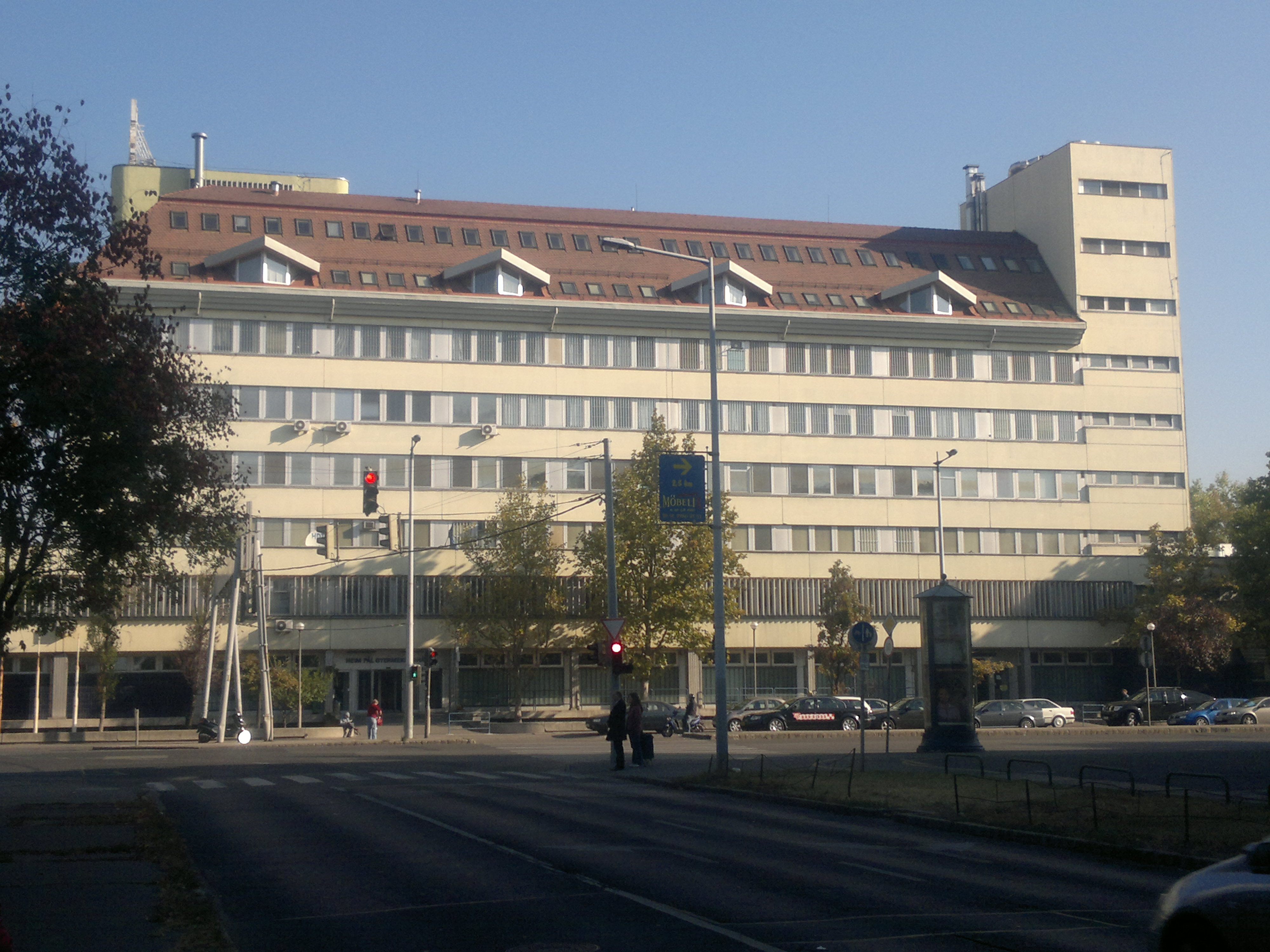
L'hôpital pour enfants Pál Heim.

Le système de santé hongrois est universel, financé par des impôts divers, par les contributions à l'assurance de la santé sociale et de manière plus marginale par des excédents (provenant de paiements directs pour la santé et soins de santé par exemple). Les hôpitaux publics (korház) sont gratuits. Ils sont la propriété des collectivités comitales et donc, dans le cas de Budapest, de la collectivité métropolitaine (fővárosi önkormányzat).
Les hôpitaux publics de Budapest sont les suivants : l'hôpital métropolitain Bajcsy-Zsilinszky (Fővárosi Bajcsy-Zsilinszky Kórház), l'hôpital métropolitain Saint-Étienne et Saint-Ladislas (Fővárosi Egyesített Szent István és Szent László Kórház-Rendelőintézet), l'hôpital métropolitain de Pest-Sud Ferenc Jahn (Fővárosi Jahn Ferenc Dél-pesti Kórház), l'hôpital métropolitain Sándor Károlyi (Fővárosi Károlyi Sándor Kórház és Rendelőintézet), l'hôpital de la collectivité métropolitaine Gyula Nyírő (Fővárosi Önkormányzat Nyírő Gyula Kórház), l'hôpital métropolitain et centre d'urgence de Péterfy Sándor Utca (Fővárosi Péterfy Sándor Utcai Kórház-Rendelőintézet és Baleseti Központ), l'hôpital métropolitain Saint-Emeric (Fővárosi Szent Imre Kórház), l'hôpital métropolitain Saint-Jean et l'hôpital associée de Buda-Nord (Fővárosi Szent János Kórház és Észak-budai Egyesített Kórház), l'hôpital métropolitain d'Uzsoki utca (Fővárosi Uzsoki utcai Kórház) et l'hôpital métropolitain de réadaptation professionnelle de Visegrád (Fővárosi Visegrádi Rehabilitációs Szakkórház).
Il existe également d'autres dispensaires (rendelőintézet) ainsi que des cliniques privées (klinika). L'Université Semmelweis est la grande université de médecine de Budapest.
La direction métropolitaine des pompiers (Fővárosi Tűzoltóparancsnokság) gère l'ensemble des forces d'intervention sur le secteur de Budapest. Son responsable est Ferenc Varga.

#### Police et armée

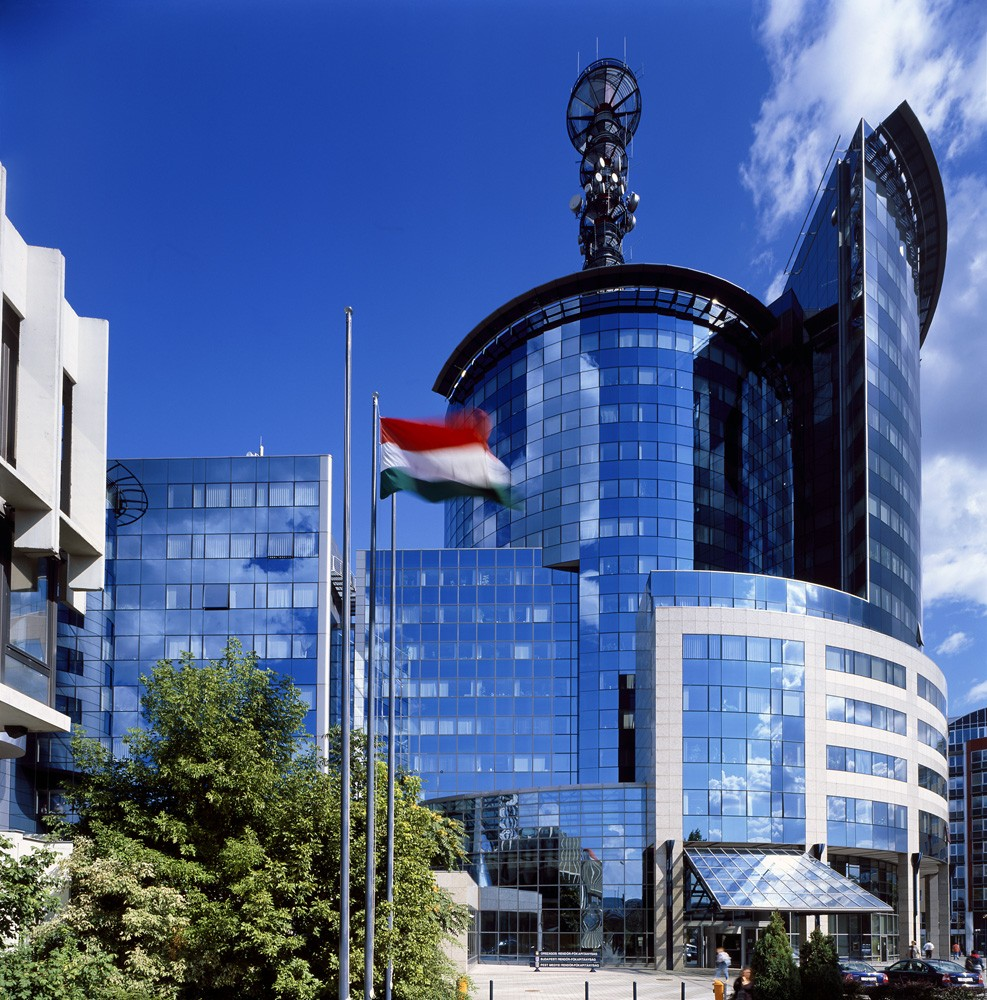
La préfecture de police de Budapest.

La police hongroise (A Magyar Köztársaság Rendőrsége) est structurée nationalement en capitaineries comitales. À Budapest, elle suit également un fonctionnement par arrondissement. La préfecture de police de Budapest est le siège administratif de la police hongroise dans la capitale. L'immeuble en verre d'allure moderne de la police budapestoise est situé dans le 13e arrondissement, à quelques dizaines de mètres du Árpád híd. Initié en 1991 par le ministre de l'intérieur de l'époque : Péter Boross, il est alors perçu comme une vitrine du changement politique en Hongrie. Son toit accueille un héliport.
Il existe par ailleurs des directions de la police hongroise, dont les sièges sont à Budapest et qui ne suivent par la même organisation territoriale décentralisée, dont la Police d'intervention (Készenléti Rendőrség, proche des fonctions de maintien de l'ordre attribuées en France aux CRS).

### Transports

#### Réseaux intra-urbains

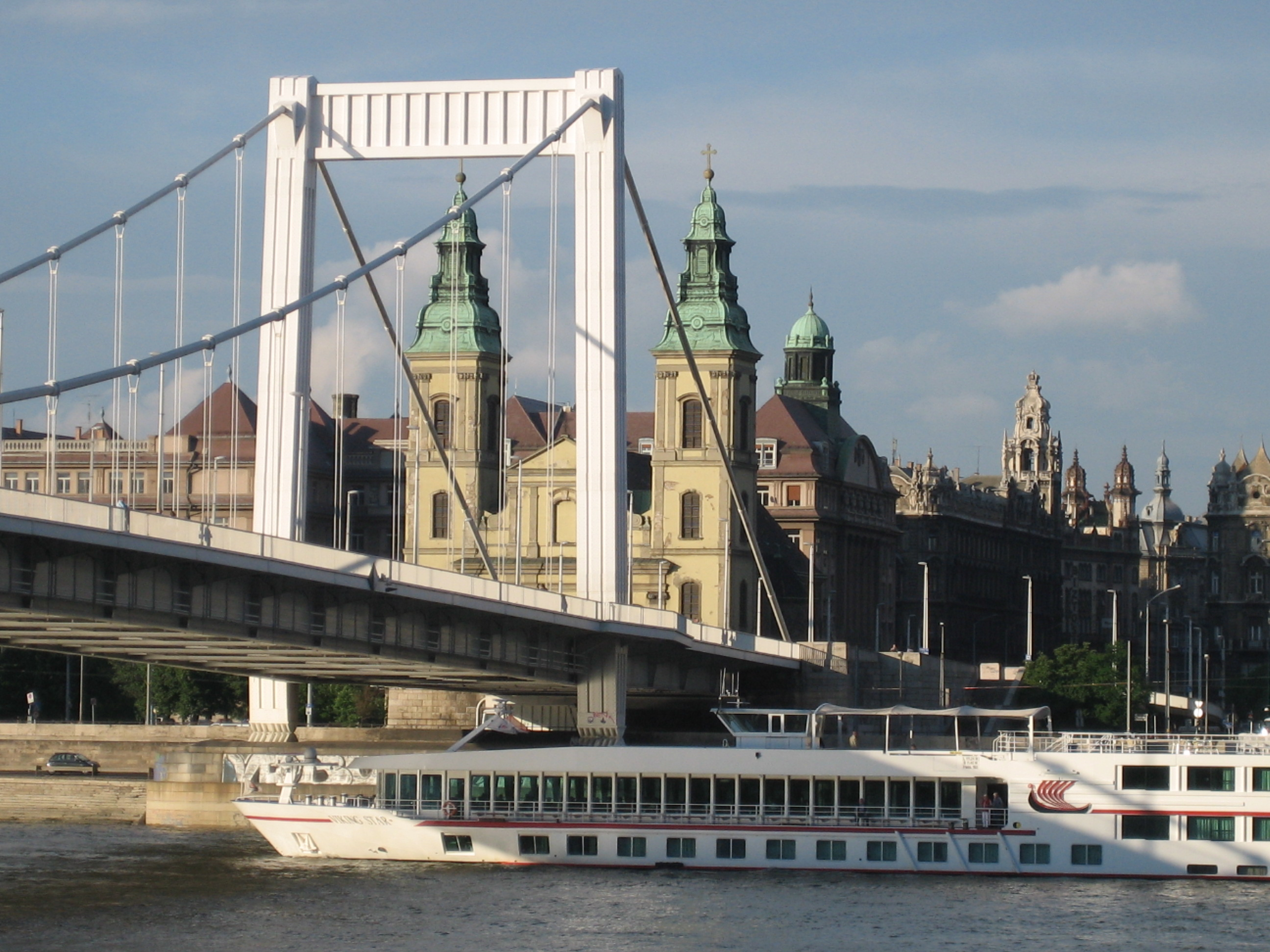
Le pont Elisabeth, qui relie Buda et Pest

Les denses réseaux de transport intra-urbains sont l'héritage de l'expansion industrialo-capitaliste de Budapest à la fin du XIXe siècle et de la politique de transport public de l'ère communiste. Gérés par la société publique de transport de Budapest (Budapesti Közlekedési Zrt., BKV Zrt.), ils bénéficient depuis le début des années 2000 d'importants investissements européens. Ils sont principalement structurés par un réseau de métro étoilé, composé de quatre lignes et par un réseau de tramway maillé, composé d'une trentaine de lignes. Les dessertes plus fines sont assurées par un important parc d'autobus (plus de 200 lignes) et d'une quinzaine de lignes de trolleybus. Les liaisons vers la périphérie et les localités du comitat de Pest se font par le biais de quatre lignes de trains suburbains (HÉV), dans un état assez vétuste, et de plusieurs lignes de cars gérés par Volánbusz.
Le réseau de transport s'appuie également sur quelques équipements singuliers : trois lignes de navette fluviale qui permettent une liaison Nord-Sud sur le Danube et un train à crémaillère (Fogaskerekű) absorbé dans le réseau de tramway et qui permet la desserte des zones résidentielles de la ville-haute. Le télésiège de János-hegy (Libegő) et le funiculaire de Budavár (Budavári Sikló) sont gérés par la BKV Zrt. mais ont une vocation essentiellement touristique.
Comme les transports en commun nationaux, les transports en commun inter-urbains sont gratuits pour plusieurs catégories de personnes parmi lesquelles les enfants jusqu'à la fin de l'année où ils ont 14 ans (avec carte d'étudiant hongroise), les personnes de plus de 65 ans (avec justificatif), et les personnes malentendantes ou aveugles (avec carte de l'association nationale).

##### Métro

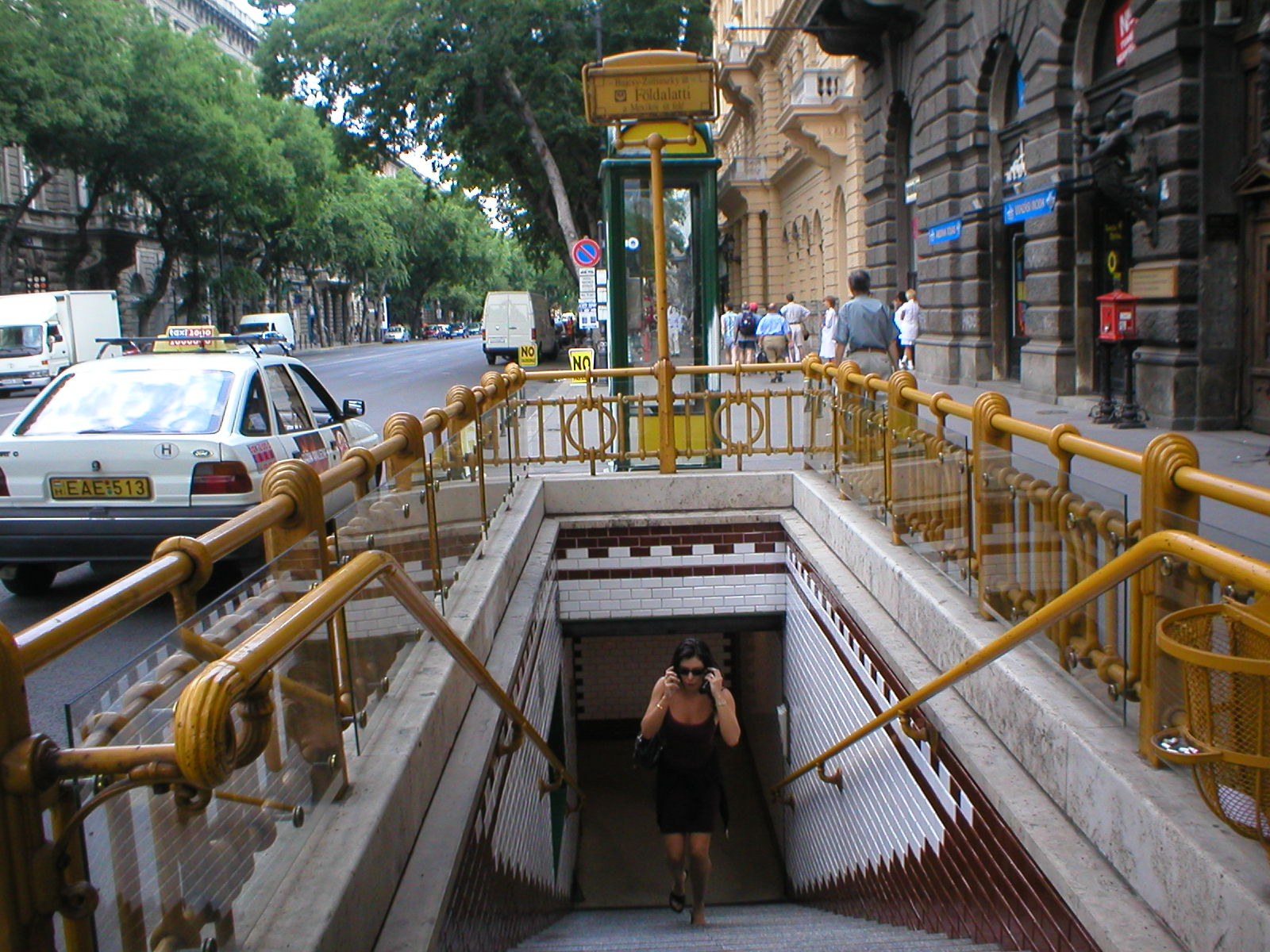
Entrée de la station Bajcsy-Zsilinszky út de la ligne 1 du métro sur l'avenue Andrássy

Ouverte en 1896, la ligne 1 du métro est la première d'Europe continentale et la deuxième en Europe après le métro londonien. Elle demeure la seule de la ville jusqu'à l'inauguration de la deuxième ligne en 1970.
Quatre lignes de métro sont actuellement en fonctionnement. À chaque ligne est associée une couleur :
- la ligne   a été restaurée à l'original offrant un trajet historique au cœur de la ville ;
- la ligne   traverse Budapest d'est en ouest et permet de relier les deux importants nœuds multimodaux Deák Ferenc tér et Széll Kálmán tér ;
- la ligne   effectue un arc de cercle du nord au sud-est de Pest et est empruntée pour se rendre à l'aéroport international Ferenc Liszt ;
- la ligne   renforce depuis 2014 la jonction est-ouest et privilégie la liaison des campus universitaires de Pest et Buda, ainsi que la desserte de nouvelles zones en plein développement, notamment le secteur tertiaire de Kelenföld.

Le réseau du métro s'étend sur 38 km et compte 52 stations, dont 3 se trouvent en surface. La station Deák Ferenc tér représente l'unique pôle d'échange entre les trois lignes, en plein centre de Pest. Le métro circule tous les jours de la semaine, de 4 h 30 du matin à 23 h 10. Les stations du métro budapestois reflètent les différentes périodes architecturales de la ville : celles de la première ligne ont une ambiance rappelant l'ère de la monarchie austro-hongroise, celles des lignes 2 et 3 ont été construites dans un style soviétique ressemblant à celui du métro de Prague ; enfin, celles de la quatrième ligne ont fait l'objet d'une conception résolument contemporaine, distinguée par un prix international d'architecture.

##### Tramway

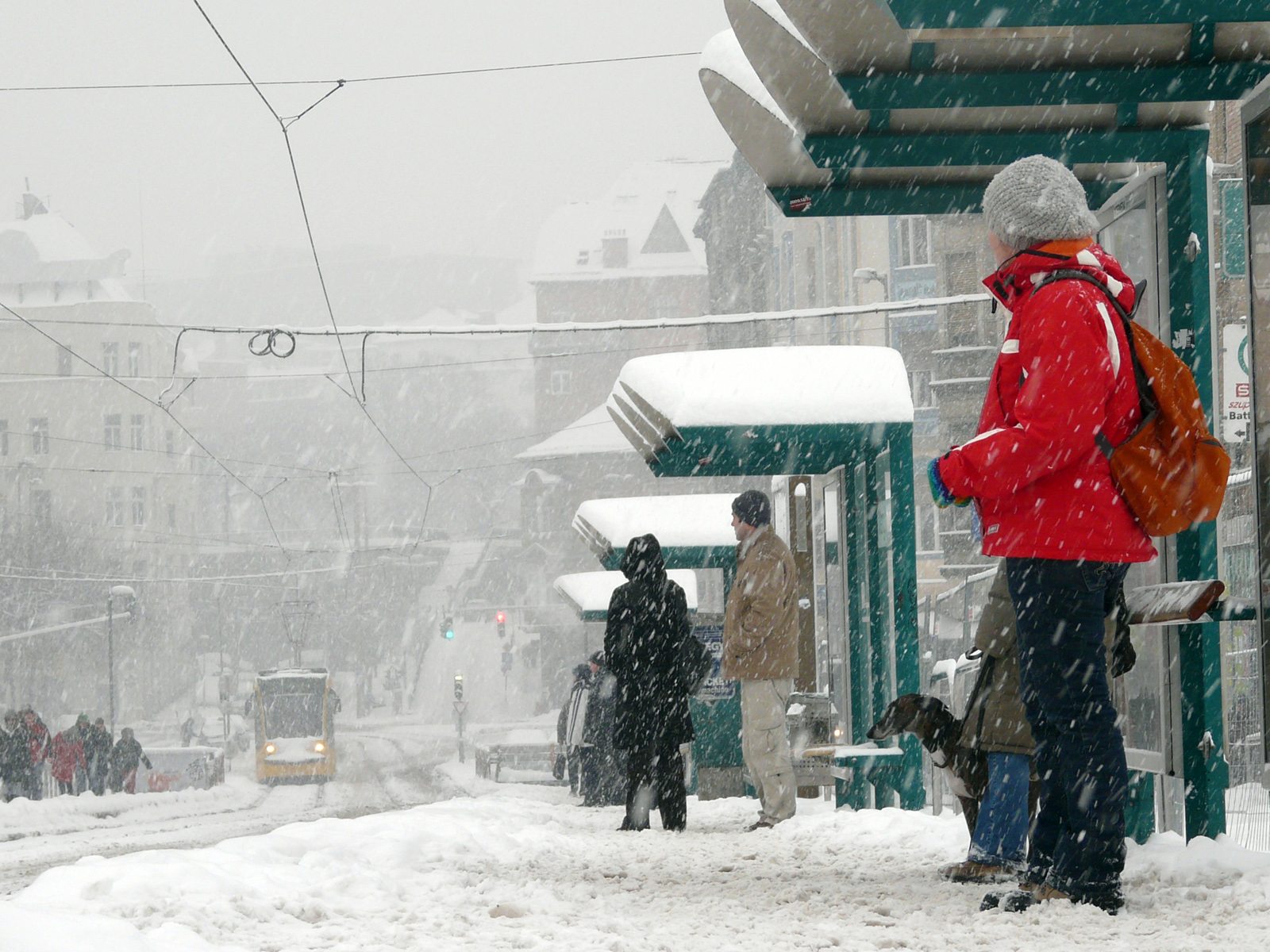
La station Margit híd sous la neige.

Le tramway de Budapest s'étend en un réseau de 32 lignes structurant l'essentiel de l'offre de transports en commun de la capitale. Les lignes  4 et  6 constituent la colonne dorsale du réseau car elles parcourent de bout en bout le Nagykörút sur Buda et Pest (Szent István-, Teréz-, Erzsébet-, József- et Ferenckörút). À partir de la station Széll Kálmán tér, ces lignes traversent une première fois le Danube à hauteur du pont Marguerite, parcourent les quartiers de Pest puis retraversent le fleuve par le pont Petőfi. Ces lignes sont les plus utilisées car elles desservent les principaux points d'intérêt touristiques et économiques comme la vieille ville de Buda ou le centre-ville de Pest. Elles assurent par ailleurs la desserte de plusieurs pôles multimodaux qui permettent la connexion à toutes les lignes de métro, à deux lignes de train suburbain, ainsi qu'aux principales lignes d'autobus et de trolleybus.
Le réseau de tramway s'est développé sur les deux rives du Danube mais le maillage n'est complet que du côté de Pest. Côté Buda, le BKK Zrt., a lancé en 2009 une réflexion pour joindre l'ensemble des lignes de la rive occidentale. Les travaux entamés en 2014 vont notamment aboutir à la création d'une ligne Nord-Sud qui relierait Óbuda à Újbuda. D'autres projets concernant la métropole budapestoise prévoient le renforcement du tramway comme mode de déplacement prioritaire. La reconstruction du tramway sur les axes Váci út/Bajcsy-Zsilinszky út et Rákóczi út est ainsi régulièrement évoquée. Enfin, la vétusté de certaines lignes a conduit les pouvoirs publics à rénover entièrement certaines infrastructures (arrêts, rails, ouvrages d'art) et à procéder au renouvellement de certaines rames, notamment sur les lignes 1 et 3.

##### Train suburbain
La desserte de la proche banlieue de Budapest s'effectue par cinq lignes de train suburbain (HÉV) :
- la ligne   vers le nord de Budapest, Óbuda et Szentendre ;
- les lignes   et   effectuant des liaisons vers l'île de Csepel au sud ;
- les lignes   et   desservant l'est de la capitale vers Gödöllő.

Il n'existe pas de jonction entre les différentes lignes, uniquement des correspondances avec certaines lignes de tramway ou de métro. Un projet de liaison entre les trois lignes nord-sud par une 5e ligne de métro (en) est à l'étude.

##### Autobus et trolleybus
Le réseau d'autobus de Budapest permet une desserte fine des quartiers en complément des réseaux ferrés. Il est organisé d'une part en un réseau de plus de 500 lignes gérées par la BKV Zrt., dont le maillage concerne essentiellement la ville-centre et l'agglomération et un autre réseau géré par la société Volánbusz qui assure des liaisons régulières avec les municipalités du comitat de Pest.
Les trolleybus de Budapest ont remplacé de nombreuses petites lignes de tramway. Ils irriguent le centre-ville de Budapest par les axes secondaires, uniquement du côté de Pest. Le nœud du réseau se situe aux abords de la Gare de Budapest-Keleti.

##### Autres moyens de transport

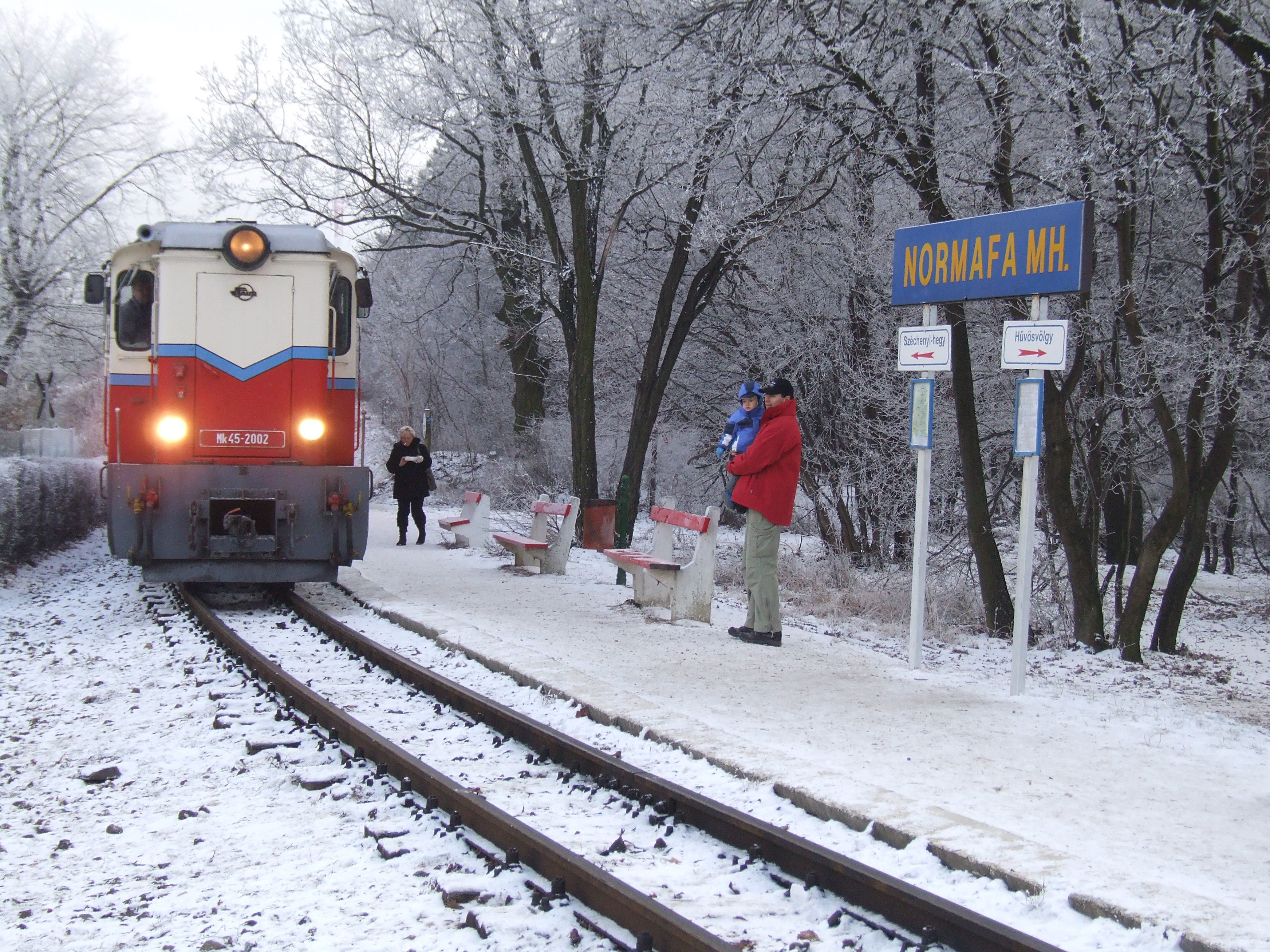
Le Gyermekvasút- à la station : Normafa

Budapest comporte des moyens de transports en commun adaptés au relief accidenté de Buda. Pour relier les rives du Danube au Château de Buda, un funiculaire (Budavári Sikló) effectue des liaisons très régulières à la manière d'un ascenseur à balancier le long d'une pente d'une centaine de mètres extrêmement abrupte. Inauguré en 1870, le funiculaire à vapeur servait de transport public aux employés de l'administration qui travaillaient au Château. Rénové en 1986, il fonctionne aujourd'hui à l'électricité.
Afin d'accéder aux collines de Buda, un train à crémaillère (Fogaskerekű- 60) géré par la BKV Zrt. fait la liaison entre les abords de la station : Széll Kálmán tér et de Széchenyi-hegy, d'où part le Gyermekvasút. Ligne  7 de la Magyar Államvasutak. Il a la particularité d'être entièrement géré par des enfants, sauf les conducteurs de train (autrefois par les pionniers, mouvement de jeunesse communiste, d'où son ancien nom « Train des pionniers » : Úttörővasút). La gare de János-hegy permet enfin de prendre le téléphérique de Budapest, le Libegő.
Pour traverser le Danube ou effectuer des trajets Nord-Sud, la BKV Zrt met également à disposition des usagers une navette fluviale faisant des liaisons régulières entre plusieurs embarcadères de la capitale. Des vedettes-taxi rapides fonctionnent également sur le Danube.
La ville propose enfin des modes de déplacement individuels alternatifs à la voiture, en développant notamment les pistes cyclables. Depuis 2014, des stations de vélo BuBi ont été installées dans toute la ville. Ce système s'inspire du Vélib' parisien ; il est le fruit d'un partenariat entre la municipalité de Budapest et la société pétrolière MOL.

#### Réseaux extra-urbains

##### Gares ferroviaires

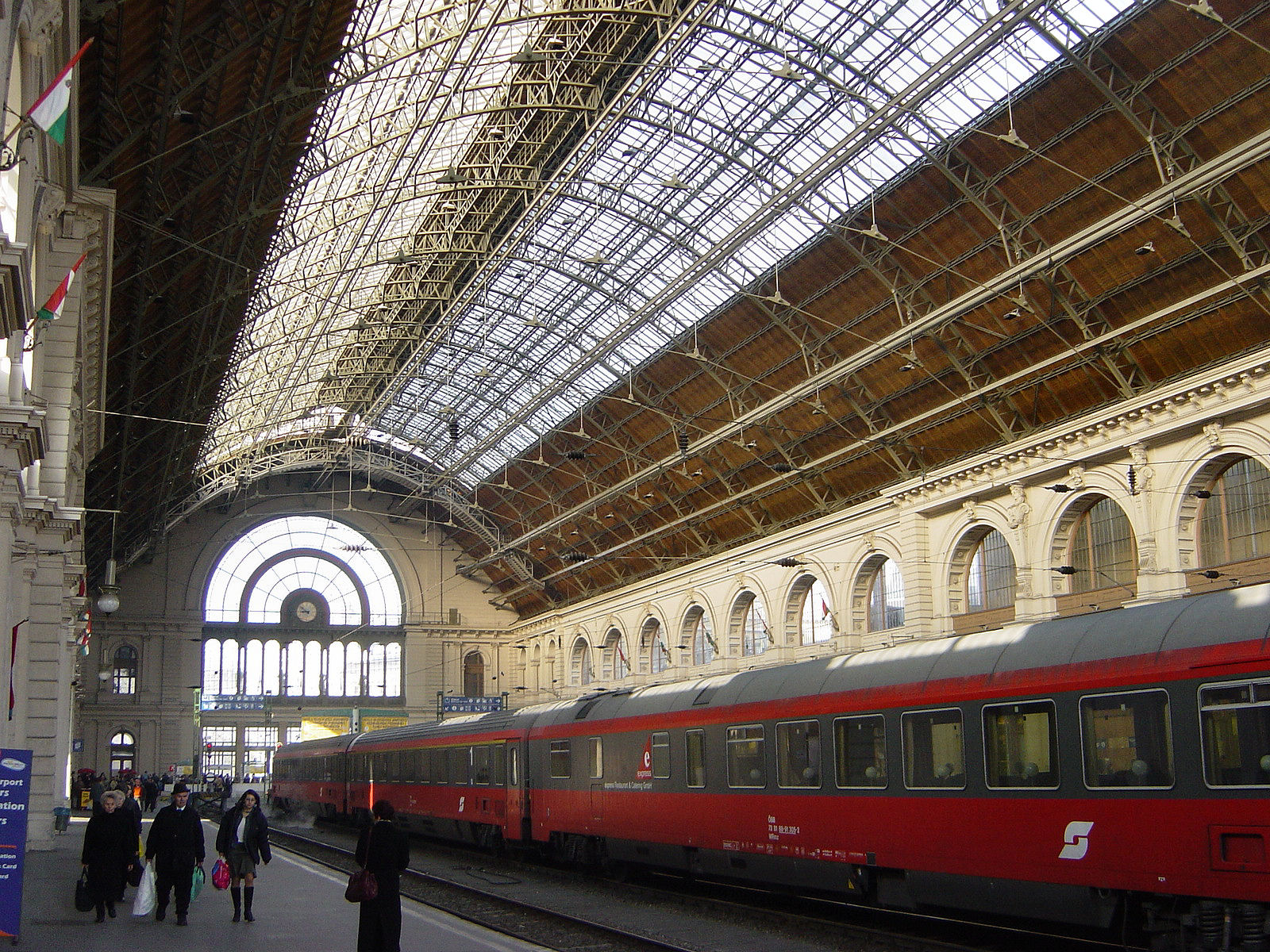
Le hall de la gare de Budapest-Keleti

Budapest est le nœud du réseau ferroviaire hongrois. Elle abrite de nombreuses gares secondaires et compte quatre grandes gares :
- Gare de Budapest-Keleti : Gare de l'Est ⇒ Vienne, Prague, Bratislava, Košice (par Miskolc), Arad et Belgrade
- Gare de Budapest-Nyugati : Gare de l'Ouest ⇒ Szolnok - Debrecen - Lviv - Kiev
- Gare de Budapest-Déli : Gare du Sud ⇒ Székesfehérvár - Pusztaszabolcs - Rajka
- Gare de Kelenföld : souvent en continuation depuis Keleti, Székesfehérvár, Győr, Vienne, Graz, Munich, Bratislava, Prague, Fiume/Rijeka, Venise, Zagreb, Ljubljana

Exploitées par la société hongroise des chemins de fer (Magyar Államvasutak), ces quatre gares offrent des liaisons nationales et internationales. Les lignes intérieures sont divisées en deux services : les lignes normales et les lignes InterCity (plus rapides). La ligne circulaire 1A dessert toutes les gares de la capitale.
Budapest était l'un des principaux arrêts de l'Orient-Express jusqu'en 2001, lorsque la ligne fut limitée à la liaison Paris-Vienne.

##### Transports routiers

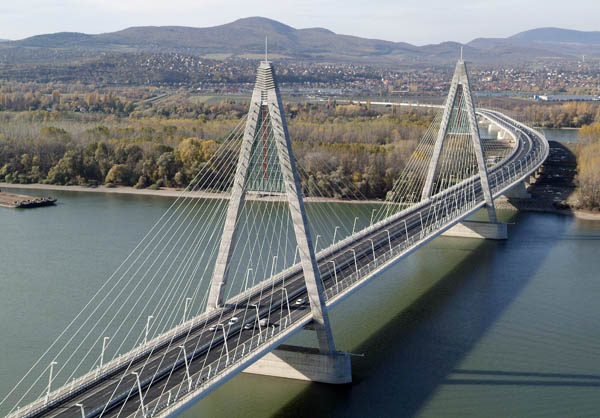
Le pont de Megyer au nord de Budapest.

Budapest est le plus grand pôle d'échanges routier de Hongrie, où se rejoignent toutes les principales autoroutes du pays. L'autoroute M1 relie Budapest à Győr, Bratislava et Vienne ; la M2 relie Budapest à Vác, d'où une route nationale prend le relais jusqu'à la frontière avec la Slovaquie ; la M3 relie Budapest à Miskolc et Debrecen, toutes les deux à proximité des frontières avec la Slovaquie (Košice), l'Ukraine (Mukachevo) et la Roumanie (Satu Mare) ; la M4 relie Budapest à Szolnok et à la Roumanie ; la M5 relie Budapest à Szeged et à la Serbie ; la M6 relie Budapest à la Croatie ; et la M7 relie Budapest à la Croatie et la Slovénie par le lac Balaton.
Enfin, la M0 remplit la fonction de périphérique partiel de Budapest.
Les liaisons régulières en autobus à l'intérieur du pays sont assurées par la société nationale Volánbusz. Celle-ci gère également les liaisons entre Budapest et sa lointaine agglomération par un réseau complémentaire à celui du BKV Zrt., ainsi que les liaisons internationales en partenariat avec Eurolines.
Il existe quatre gares routières à Budapest. La gare routière internationale de Budapest-Stadion accueille principalement des liaisons vers l'Europe occidentale, cependant que celle de Népliget est le départ d'autocars vers l'Est de la Hongrie. De la gare routière d'Árpád híd partent les autobus Volánbusz vers le Nord du pays, en direction de Szentendre, Esztergom ou Visegrád. De la gare routière de Kelenföld, à proximité de la gare ferroviaire du même nom, partent des lignes desservant les localités de l'Ouest de l'agglomération de Budapest ainsi que le Memento Park. La ville comprend également les gares routières d'Újpest-Városkapu, située à proximité de la gare d'Újpest et celle de Széna tér.

##### Port fluvial

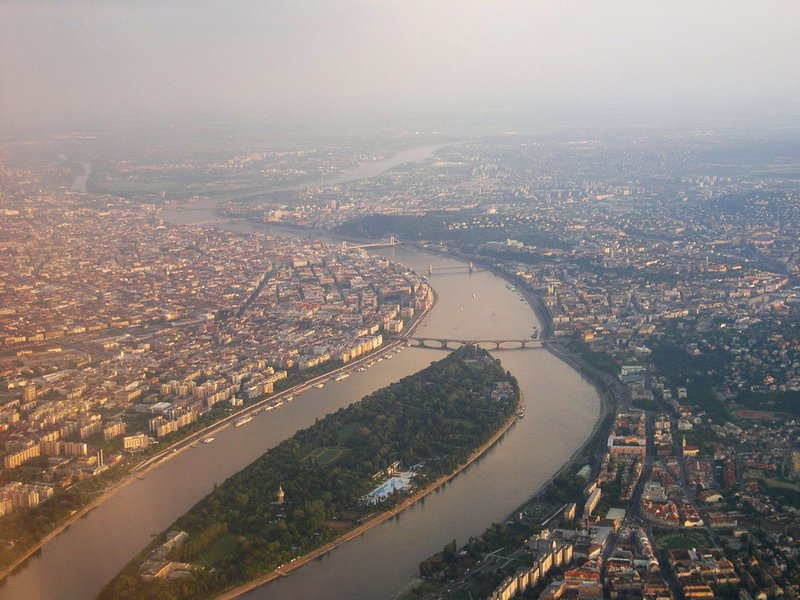
Budapest vue d'avion. Pest à gauche et Buda à droite. Île Marguerite au centre.

Budapest dispose de plusieurs ports sur le Danube destinés au trafic local (navettes fluviales), national et international de voyageurs. L'embarcadère pour les liaisons internes à la Hongrie se situe entre Erzsébet híd et Szabadság híd côté Pest et celui pour les croisières longues se situe en amont entre Széchenyi Lánchíd et Erzsébet híd (Vigadó tér). Les liaisons commerciales entre Budapest, Visegrád, Esztergom, Bratislava et Vienne sont assurées par la société de transport fluvial Mahart.
Le port franc de Budapest est le grand port commercial de Hongrie. Il se situe en aval dans la zone industrielle de l'Île de Csepel dans le 21e arrondissement de Budapest. En 2007, le port a traité un total de 273 800 tonnes de marchandises, dont 196 800 tonnes de fret à l'arrivée et presque 77 000 tonnes de fret au départ. Situé à la jonction des voies navigables d'Europe centrale, le port de Budapest fournit des services tournés vers le commerce international et la logistique. Son terminal à conteneurs est le plus important du pays. Il est directement connecté à Vienne, Bratislava, Belgrade et la mer Noire par le Danube. Grâce aux différents canaux du fleuve, le Danube est une voie de transport marchand qui permet de relier la mer du Nord et le port de Rotterdam à la mer Noire.
Situé à proximité du centre-ville, le port dispose d'une grande zone de développement permettant d'autres activités en dehors des fonctions logistique portuaires. Il s'étend sur 108 hectares et dispose de trois bassins : deux bassins sont connectés au Danube par une rade commune. Le bassin situé à l'entrée Sud du port est destiné au pétrole et aux matières liées au pétrole. Un troisième bassin bénéficie d'une entrée séparée.

##### Aéroports

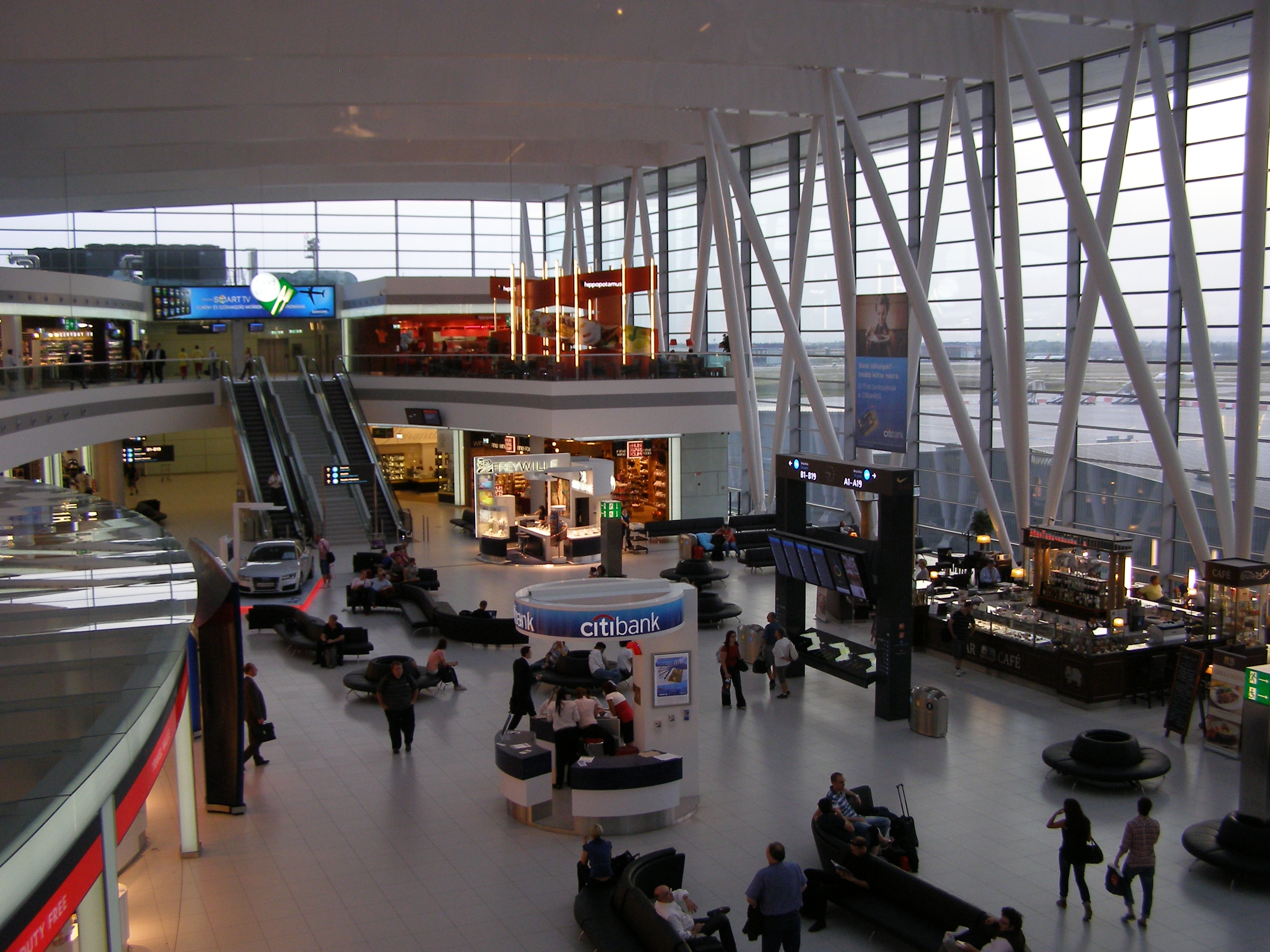
Hall du terminal 2.

L'aéroport international de Budapest-Franz Liszt (code AITA : BUD) est situé à environ 25 km au sud-est du centre ville, à la limite du 18e arrondissement avec la commune de Vecsés. Il est constitué des terminaux 2/A et 2/B.
Il dessert toutes les capitales et grandes villes européennes. Quelques liaisons concernent l'Est du bassin méditerranéen, notamment Israël et l'Égypte.

## Économie

### Activités économiques

#### Sièges d'entreprises
La ville-centre de Budapest héberge les sièges sociaux des principales entreprises de Hongrie ainsi que ceux des filiales hongroises des grandes multinationales, à savoir Magyar Telekom, General Electric, Vodafone, Telenor, Erste Bank, CIB Bank, K&H Bank, UniCredit, Budapest Bank, Generali, ING, Aegon, Allianz, Volvo, Saab, Ford, etc. MOL (société pétrolière hongroise) et l'OTP (caisse d'épargne de Hongrie) ont également leur siège à Budapest. Budapest est le centre de services, conseils financiers, opérations financières, commerciales et de services immobiliers. Le commerce et les services logistiques y sont bien développés.

## Organisation administrative

### Collectivité métropolitaine

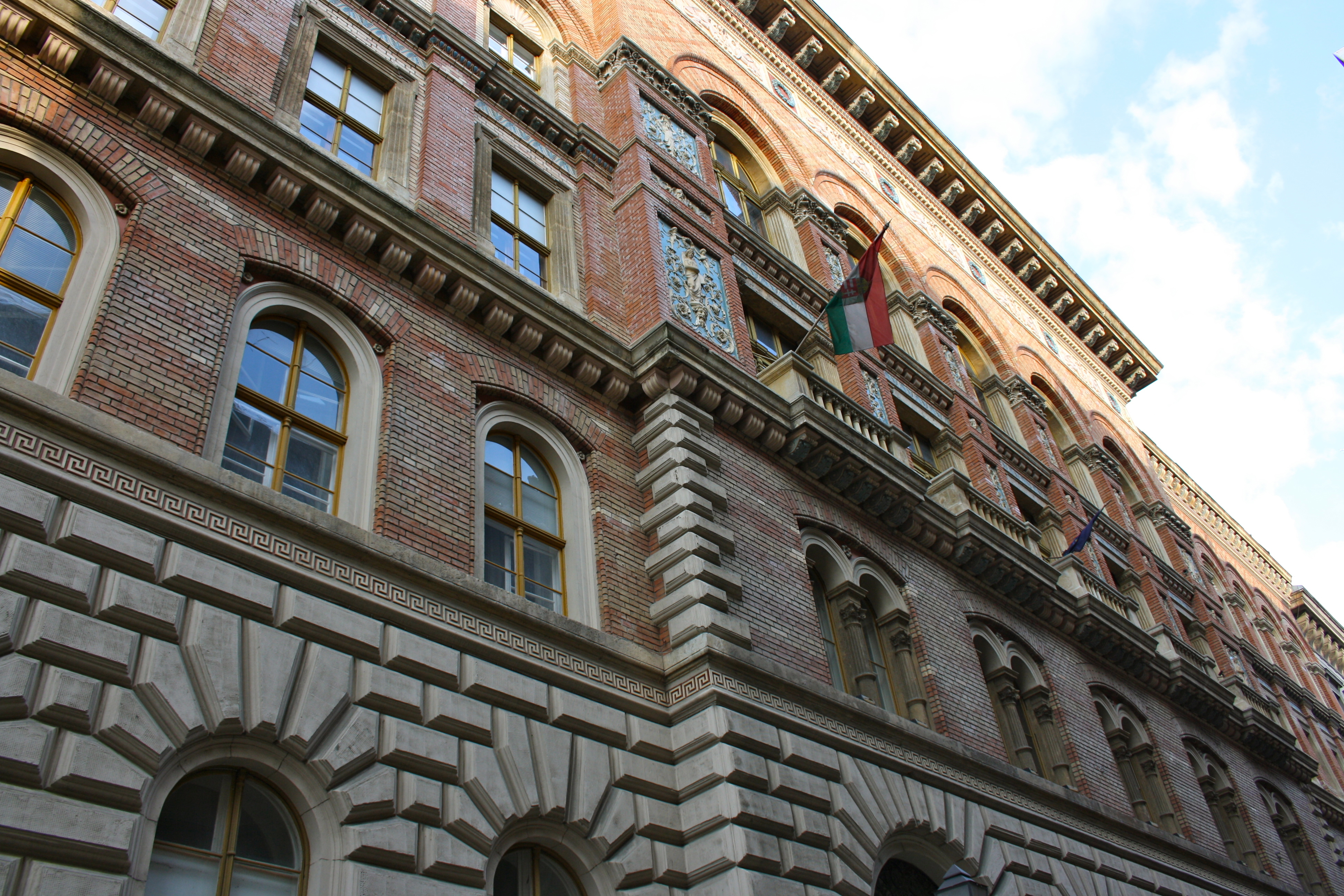
Le nouvel hôtel de ville, siège de l'Assemblée métropolitaine.

Les citoyens de Budapest élisent au cours d'une même élection le bourgmestre principal, les membres du conseil métropolitain, les bourgmestres de leur arrondissement ainsi que le conseil d'arrondissement. Le bourgmestre de Budapest, ainsi que les bourgmestres d'arrondissement sont élus au scrutin majoritaire simple, les arrondissements de plus de 10 000 habitants disposent d'un conseil élu au scrutin mixte ; enfin, le conseil métropolitain bénéficie d'un scrutin à la proportionnelle intégrale avec un seuil de 5 % des suffrages exprimés.
Budapest est considérée comme une ville électoralement progressiste, marquée par une tradition de gauche et de centre-gauche. La ville est pendant longtemps un bastion national de l'Alliance des démocrates libres (SzDSz) alliée au Parti socialiste hongrois (MSzP). La ville a basculé à droite lors des dernières élections municipales de 2010. Le nouveau bourgmestre conservateur-nationaliste István Tarlós a ainsi bénéficié de la fronde électorale qui a touché la gauche au pouvoir en Hongrie depuis 2002 et d'un contexte marqué par des affaires de corruption touchant la municipalité de Budapest. À la tête d'une coalition Fidesz-Union civique hongroise-Parti populaire démocrate-chrétien (Fidesz, KDNP), il met ainsi un terme à vingt ans de mandat de Gábor Demszky. István Tarlós est réélu en 2014 tandis que la gauche parvient à reprendre sur la droite quelques municipalités d'arrondissement.
| Suffrages exprimés | Suffrages exprimés | Suffrages exprimés | 592 468   |             |  |  |
|                    |                    |                    |           |             |  |  |
|                    | Candidat           | Parti              | Suffrages | Pourcentage |  |  |
|                    | István Tarlós      | Fidesz-KDNP        | 290 675   | 49,06 %     |  |  |
|                    | Lajos Bokros       | MOMA               | 213 550   | 36,04 %     |  |  |
|                    | Gábor Staudt       | Jobbik             | 42 093    | 7,1 %       |  |  |
|                    | Antal Csárdi       | LMP                | 33 689    | 5,69 %      |  |  |
|                    | Zoltán Bodnár      | MLP                | 12 461    | 2,1 %       |  |  |

| Répartition par collège       |          |         |         |         |         |         |         |         |         |          |          |          |          |          |          |          |          |          |          |          |          |          |          |
| Bourgmestre principal         |          |         |         |         |         |         |         |         |         |          |          |          |          |          |          |          |          |          |          |          |          |          |          |
| Bourgmestres d'arrondissement | 1er arr. | 2e arr. | 3e arr. | 4e arr. | 5e arr. | 6e arr. | 7e arr. | 8e arr. | 9e arr. | 10e arr. | 11e arr. | 12e arr. | 13e arr. | 14e arr. | 15e arr. | 16e arr. | 17e arr. | 18e arr. | 19e arr. | 20e arr. | 21e arr. | 22e arr. | 23e arr. |
| Liste complémentaire          |          |         |         |         |         |         |         |         |         |          |          |          |          |          |          |          |          |          |          |          |          |          |          |
| Répartition par parti         |          |         |         |         |         |         |         |         |         |          |          |          |          |          |          |          |          |          |          |          |          |          |          |
| Fidesz-KDNP                   |          |         |         |         |         |         |         |         |         |          |          |          |          |          |          |          |          |          |          | 20       |          |          |          |
| MSzP                          |          |         |         |         | 5       |         |         |         |         |          |          |          |          |          |          |          |          |          |          |          |          |          |          |
| Együtt-PM                     |          | 2       |         |         |         |         |         |         |         |          |          |          |          |          |          |          |          |          |          |          |          |          |          |
| DK                            |          | 2       |         |         |         |         |         |         |         |          |          |          |          |          |          |          |          |          |          |          |          |          |          |
| Jobbik                        | 1        |         |         |         |         |         |         |         |         |          |          |          |          |          |          |          |          |          |          |          |          |          |          |
| LMP                           | 1        |         |         |         |         |         |         |         |         |          |          |          |          |          |          |          |          |          |          |          |          |          |          |
| MSzP-Együtt-PM-DK             | 1        |         |         |         |         |         |         |         |         |          |          |          |          |          |          |          |          |          |          |          |          |          |          |
| Indépendant                   | 1        |         |         |         |         |         |         |         |         |          |          |          |          |          |          |          |          |          |          |          |          |          |          |

### Liste des bourgmestres principaux
| Portrait                 | Identité                                | Période         | Période      | Durée                     | Étiquette                         |
| Portrait                 | Identité                                | Début           | Fin          | Durée                     | Étiquette                         |
| ------------------------ | --------------------------------------- | --------------- | ------------ | ------------------------- | --------------------------------- |
| Gábor Demszky            | Gábor Demszky (né le 4 août 1952)       | 1990            | 2010         | 20 ans                    | Alliance des démocrates libres    |
| István Tarlós            | István Tarlós (né le 26 mai 1948)       | 2010            | octobre 2019 | 9 ans                     | Fidesz-Union civique hongroise    |
| Gergely Karácsony, 2024. | Gergely Karácsony, (né le 11 juin 1975) | 14 octobre 2019 | En cours     | 5 ans, 8 mois et 15 jours | Parti du dialogue pour la Hongrie |

### Collectivités des minorités
Comme pour toute collectivité territoriale hongroise, il existe à l'échelon métropolitain comme au niveau des arrondissements des collectivités des minorités dont les dirigeants sont élus par les minorités nationales et ethniques présentes de manière significative à Budapest. À l'échelle de la ville, les Allemands, Arméniens, Bulgares, Croates, Grecs, Polonais, Roms, Roumains, Ruthènes, Serbes et Slovaques disposent ainsi d'une représentation institutionnelle spécifique et de moyens financiers octroyés dans le cadre de l'exercice des compétences de leurs collectivités (culture, éducation et médias communautaires).
| Collectivité des minorités      | Président(e)             | Nombre de collectivités d'arrondissement | Inscrit | Votants |
| ------------------------------- | ------------------------ | ---------------------------------------- | ------- | ------- |
| Minorité allemande de Budapest  | Éva Bajtainé Mayer       | 22                                       | 88      | 86      |
| Minorité arménienne de Budapest | Sarolta Issekutz         | 20                                       | 80      | 77      |
| Minorité bulgare de Budapest    | Vladimir Kalicov         | 22                                       | 88      | 84      |
| Minorité croate de Budapest     | Istvánné Németh          | 13                                       | 52      | 51      |
| Minorité grecque de Budapest    | Szpírosz Agárdi Bendegúz | 21                                       | 84      | 79      |
| Minorité polonaise de Budapest  | Katarzyna Balogh         | 16                                       | 64      | 60      |
| Minorité rom de Budapest        | István Makai             | 20                                       | 80      | 76      |
| Minorité roumaine de Budapest   | Anna Roxin               | 17                                       | 68      | 66      |
| Minorité ruthène de Budapest    | Marianna Lyavinecz       | 16                                       | 64      | 61      |
| Minorité serbe de Budapest      | Boriszlav Rusz           | 15                                       | 60      | 58      |
| Minorité slovaque de Budapest   | Tiborné Hollósy          | 14                                       | 56      | 56      |

La minorité ukrainienne de Hongrie ainsi que la minorité slovène n'ont pas de collectivité des minorités à l'échelle métropolitaine mais en disposent respectivement de sept et d'une à l'échelon des arrondissements.

### Arrondissements et quartiers
| Arr.                                                                                         | Sup.  | Pop.    | Bourgmestre                           |
| -------------------------------------------------------------------------------------------- | ----- | ------- | ------------------------------------- |
| \| I II III IV V VI VII VIII IX X XI XII XIII XIV XV XVI XVII XVIII XIX XX XXI XXII XXIII \| |       |         |                                       |
| 1er arr.                                                                                     | 3,41  | 24 728  | Gábor Tamás Nagy (Fidesz-KDNP)        |
| 2e arr.                                                                                      | 36,34 | 88 729  | Zsolt Láng (Fidesz-KDNP)              |
| 3e arr.                                                                                      | 39,7  | 123 723 | Balázs Bús (Fidesz-KDNP)              |
| 4e arr.                                                                                      | 18,82 | 98 374  | Zsolt Wintermantel (Fidesz-KDNP)      |
| 5e arr.                                                                                      | 2,59  | 27 283  | Péter Szentgyörgyvölgyi (Fidesz-KDNP) |
| 6e arr.                                                                                      | 2,38  | 42 120  | Zsófia Hassay (Fidesz-KDNP)           |
| 7e arr.                                                                                      | 2,09  | 62 530  | Zsolt Vattamány (Fidesz-KDNP)         |
| 8e arr.                                                                                      | 6,85  | 82 222  | Máté Kocsis (Fidesz-KDNP)             |
| 9e arr.                                                                                      | 12,53 | 61 576  | János Bácskai (Fidesz-KDNP)           |
| 10e arr.                                                                                     | 32,50 | 79 270  | Róbert Kovács (Fidesz-KDNP)           |
| 11e arr.                                                                                     | 33,47 | 139 049 | Tamás Hoffmann (Fidesz-KDNP)          |
| 12e arr.                                                                                     | 26,67 | 56 544  | Zoltán Pokorni (Fidesz-KDNP)          |
| 13e arr.                                                                                     | 13,44 | 113 531 | József Tóth (MSzP)                    |
| 14e arr.                                                                                     | 18,15 | 120 148 | Gergely Karácsony (Együtt-PM)         |
| 15e arr.                                                                                     | 26,95 | 80 218  | László Hajdu (DK)                     |
| 16e arr.                                                                                     | 33,52 | 68 484  | Péter Kovács (Fidesz-KDNP)            |
| 17e arr.                                                                                     | 54,83 | 78 250  | Levente Riz (Fidesz-KDNP)             |
| 18e arr.                                                                                     | 38,61 | 93 225  | Attila Ughy (Fidesz-KDNP)             |
| 19e arr.                                                                                     | 9,38  | 61 610  | Péter Gajda (MSzP)                    |
| 20e arr.                                                                                     | 12,18 | 63 371  | Ákos Szabados (MSzP-DK-Együtt-PM)     |
| 21e arr.                                                                                     | 25,75 | 76 339  | Lénárd Borbély (Fidesz-KDNP)          |
| 22e arr.                                                                                     | 34,25 | 50 499  | Ferenc Karsay (Fidesz-KDNP)           |
| 23e arr.                                                                                     | 40,78 | 20 387  | Ferenc Geiger (Indépendant)           |
| I II III IV V VI VII VIII IX X XI XII XIII XIV XV XVI XVII XVIII XIX XX XXI XXII XXIII       |       |         |                                       |

Les arrondissements de Budapest sont dotés du statut de collectivité territoriale et donc de compétences similaires à celles de n'importe quelle localité de Hongrie. Ils sont numérotés en spirale, dans le sens des aiguilles d'une montre, de façon analogue aux arrondissements de Paris.
À l'origine, lors de la réunification des trois villes en 1873, Budapest était constituée de 10 arrondissements. Le 1er janvier 1950, alors que Budapest s'agrandit en absorbant les agglomérations voisines, 12 nouveaux arrondissements sont créés, portant leur nombre à 22 ; les arrondissements existants voient leur ordre et leur taille modifiés. En 1994, le 20e arrondissement est scindé en deux parties, donnant naissance au 23e et dernier arrondissement.
Les arrondissements sont répartis de la manière suivante : six à Buda, seize à Pest, et le dernier sur l'île de Csepel entre les deux rives du Danube. Le centre-ville de Budapest est ainsi contenu par les grands boulevards circulaires (Nagykörút et Kiskörút) qui structurent le tissu urbain. Ce sont le 1er arrondissement (quartier du château de Buda), le 5e (autour du Parlement hongrois, quartier des ministères), le 6e (Andrássy út et Oktogon tér), le 7e (ancien Ghetto de Budapest), le 8e et le 9e.
L'arrondissement le plus peuplé est le 11e arrondissement avec 139 049 habitants, tandis que le moins peuplé est le 23e avec seulement 20 387 habitants. Celui-ci est pourtant le deuxième par sa taille, juste derrière le 17e arrondissement (54,83 km2). Le plus petit est le 7e (2,09 km2) mais aussi le plus dense (29 918,66 hab./km2). L'arrondissement le moins dense est également le 23e (499,93 hab./km2).
Avant les élections municipales de 2010, la majorité des arrondissements était tenue par la coalition entre l'Alliance des démocrates libres et le Parti socialiste hongrois et seuls les 1er, 5e, 12e et 3e arrondissement de Budapest faisaient figure de bastions conservateurs. En 2010, la vague électorale qui porte le Fidesz-Union civique hongroise au pouvoir en Hongrie modifie largement les rapports de force politiques au sein de la capitale. Ainsi, l'immense majorité des arrondissements passent à droite et seuls les 13e, 19e et 20e arrondissements gardent une assemblée dominée par la gauche.

Quelques hôtels de ville d'arrondissements
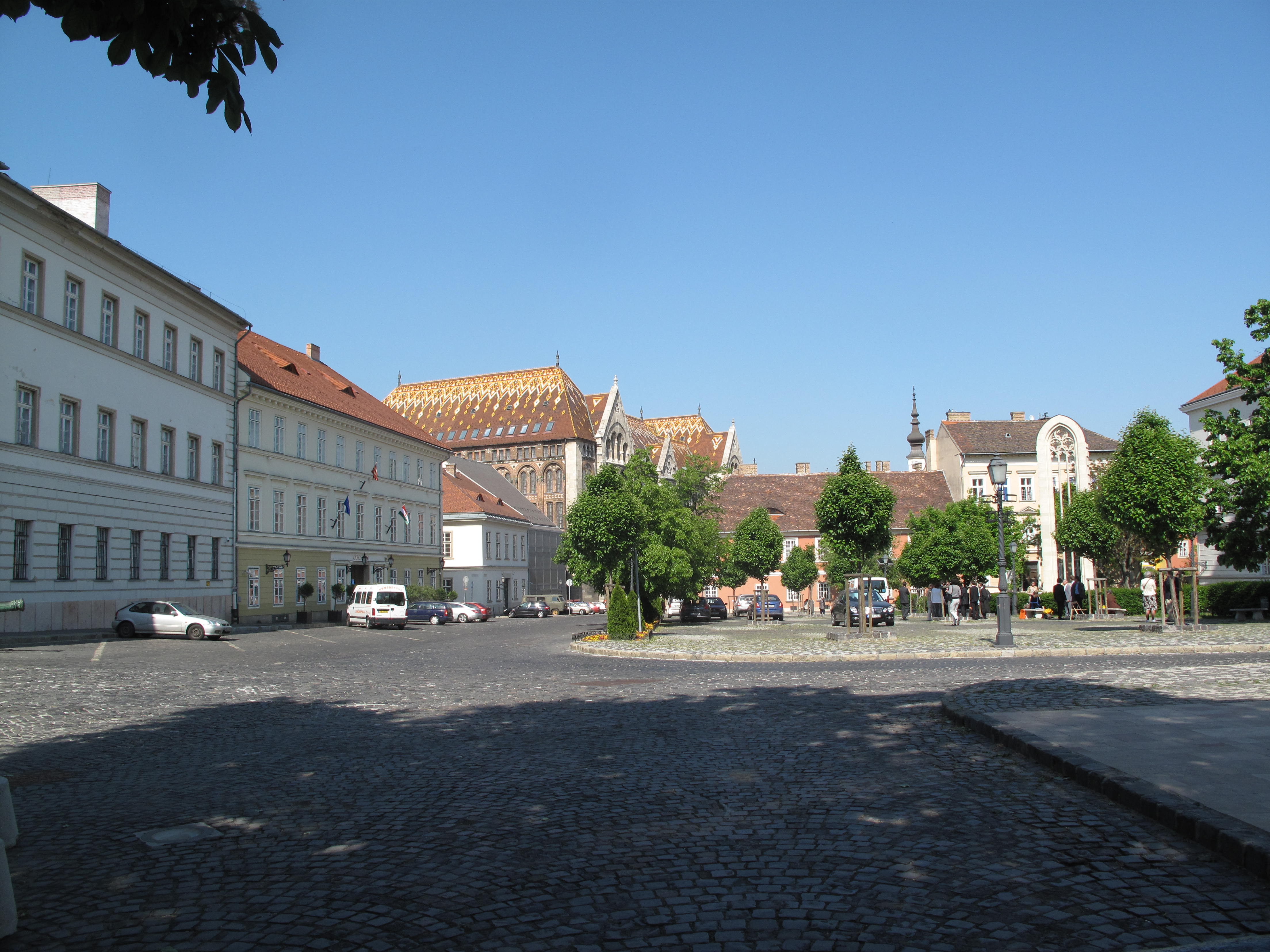
Hôtel de ville du 1er arrondissement (à gauche, avec les drapeaux)
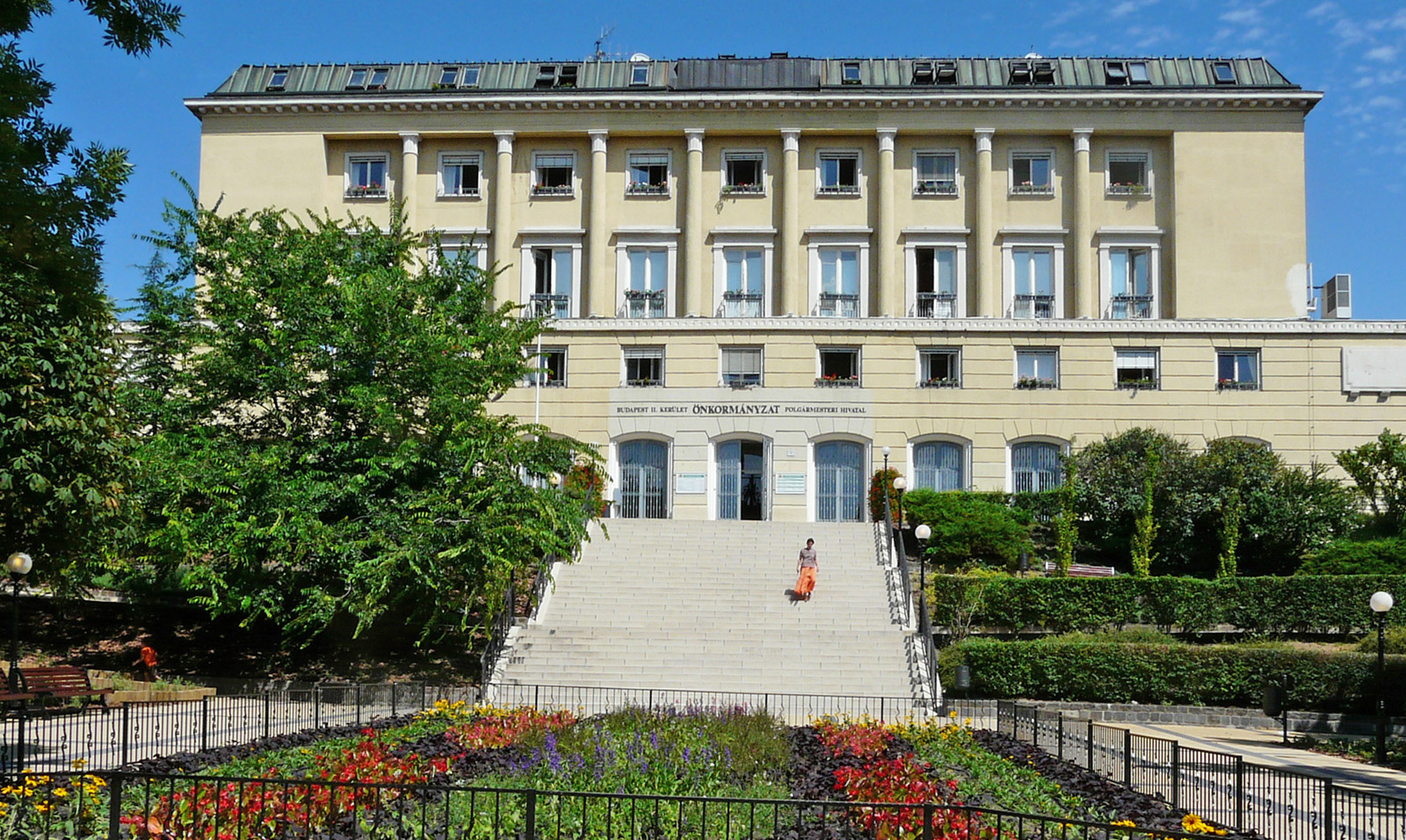
Hôtel de ville du 2e arrondissement
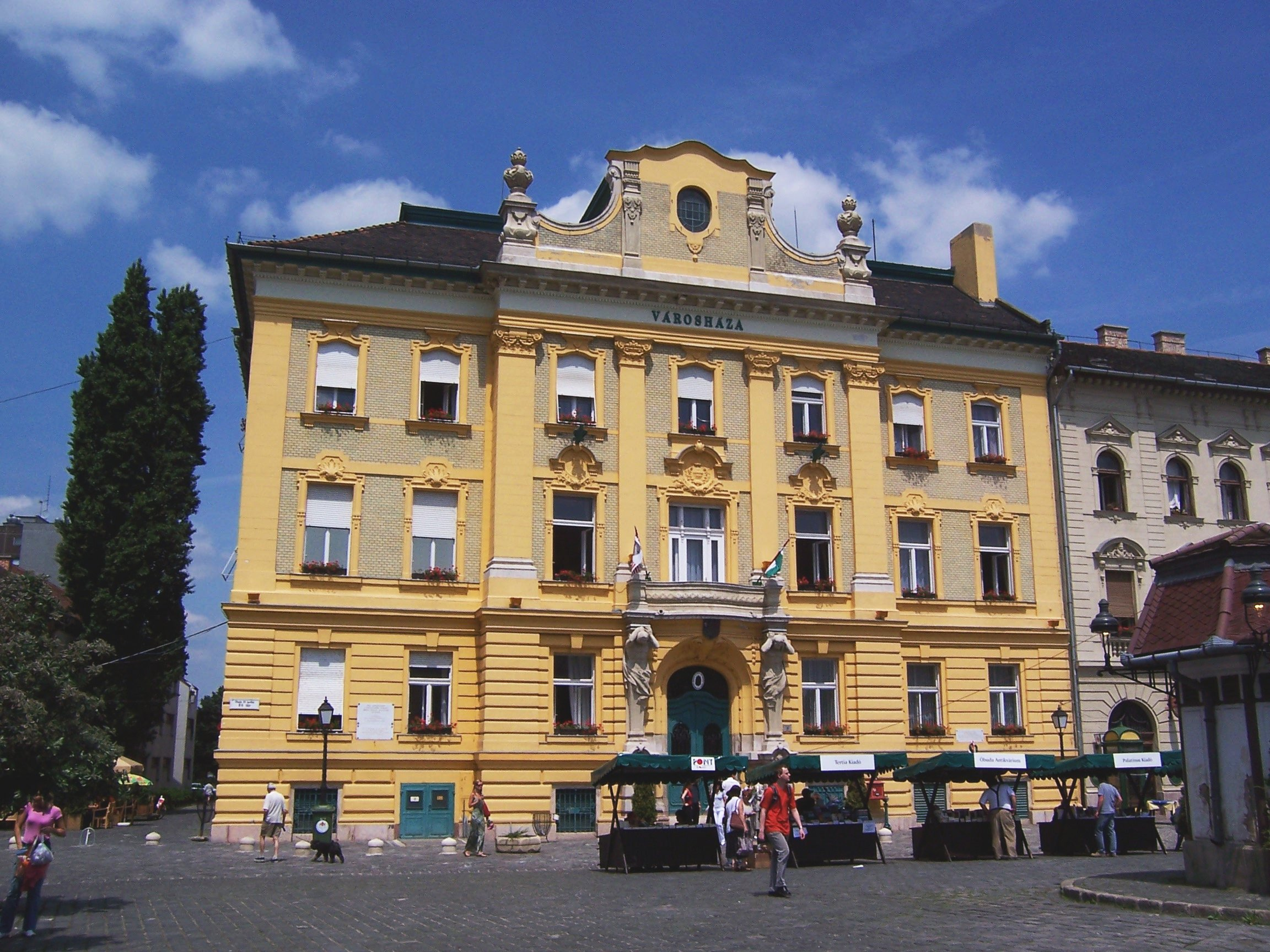
Hôtel de ville du 3e arrondissement
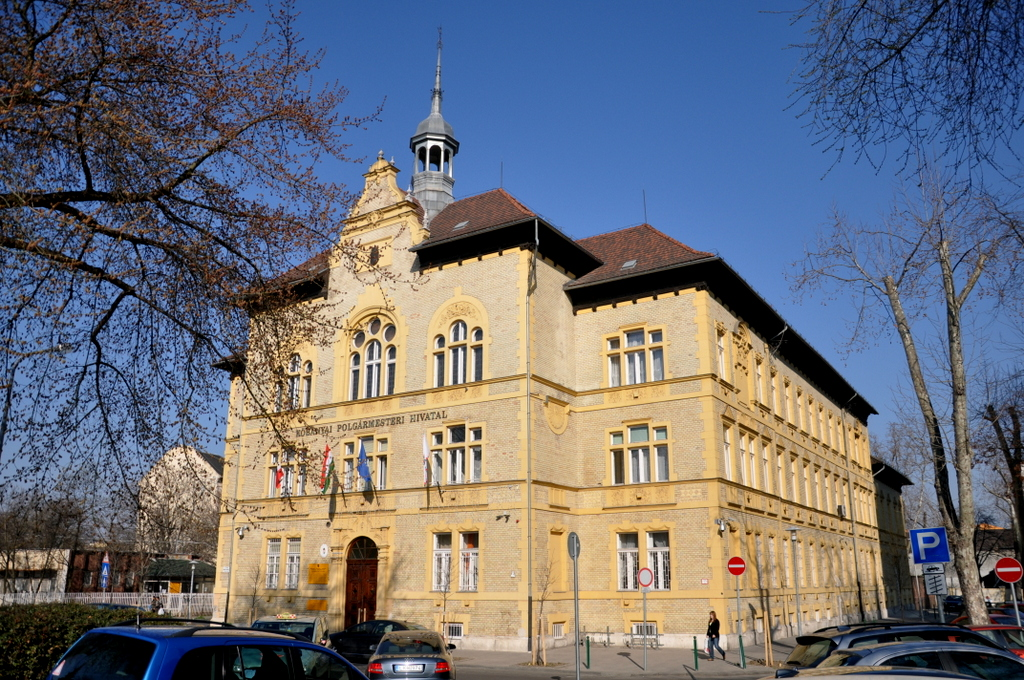
Hôtel de ville du 10e arrondissement
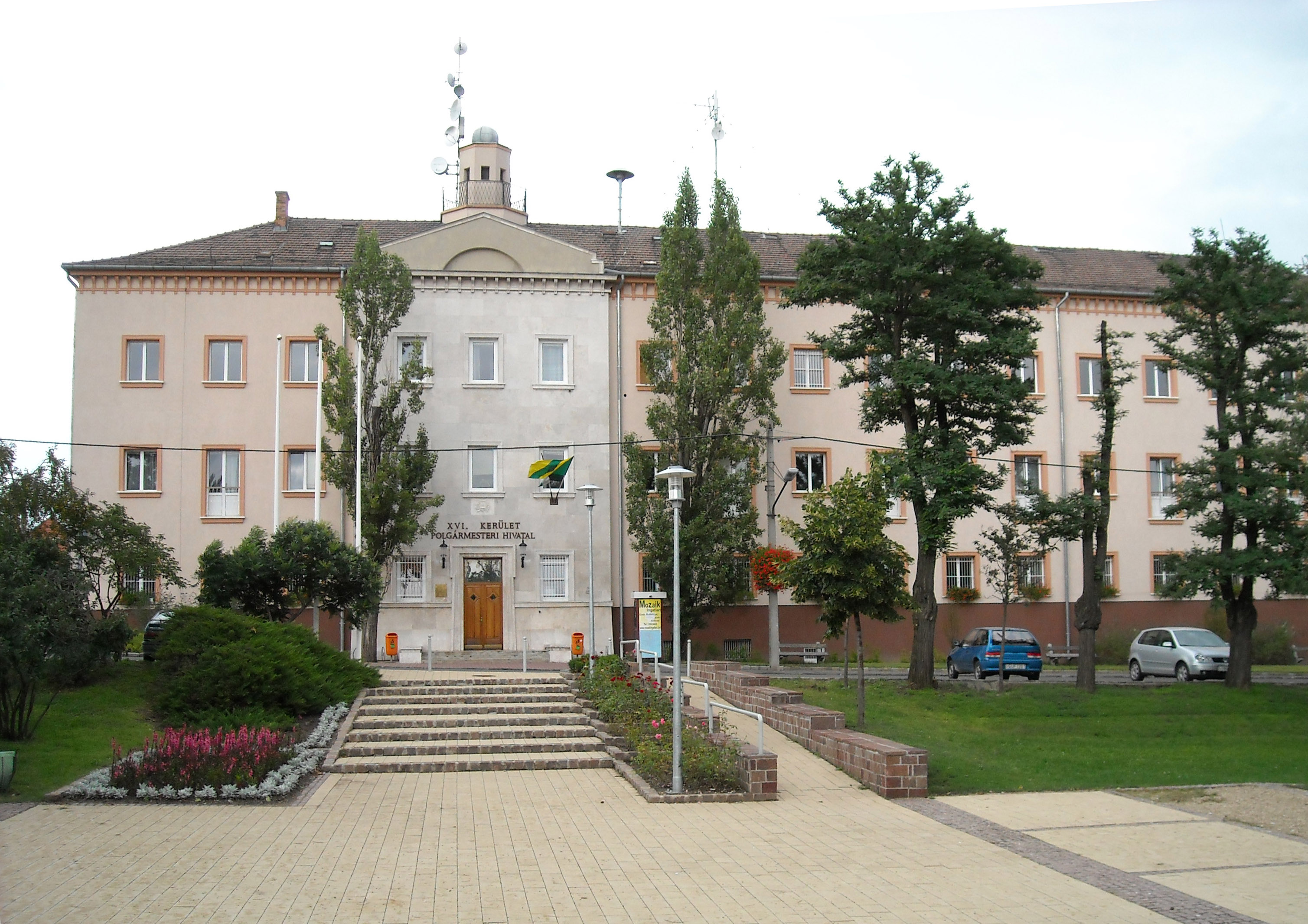
Hôtel de ville du 16e arrondissement
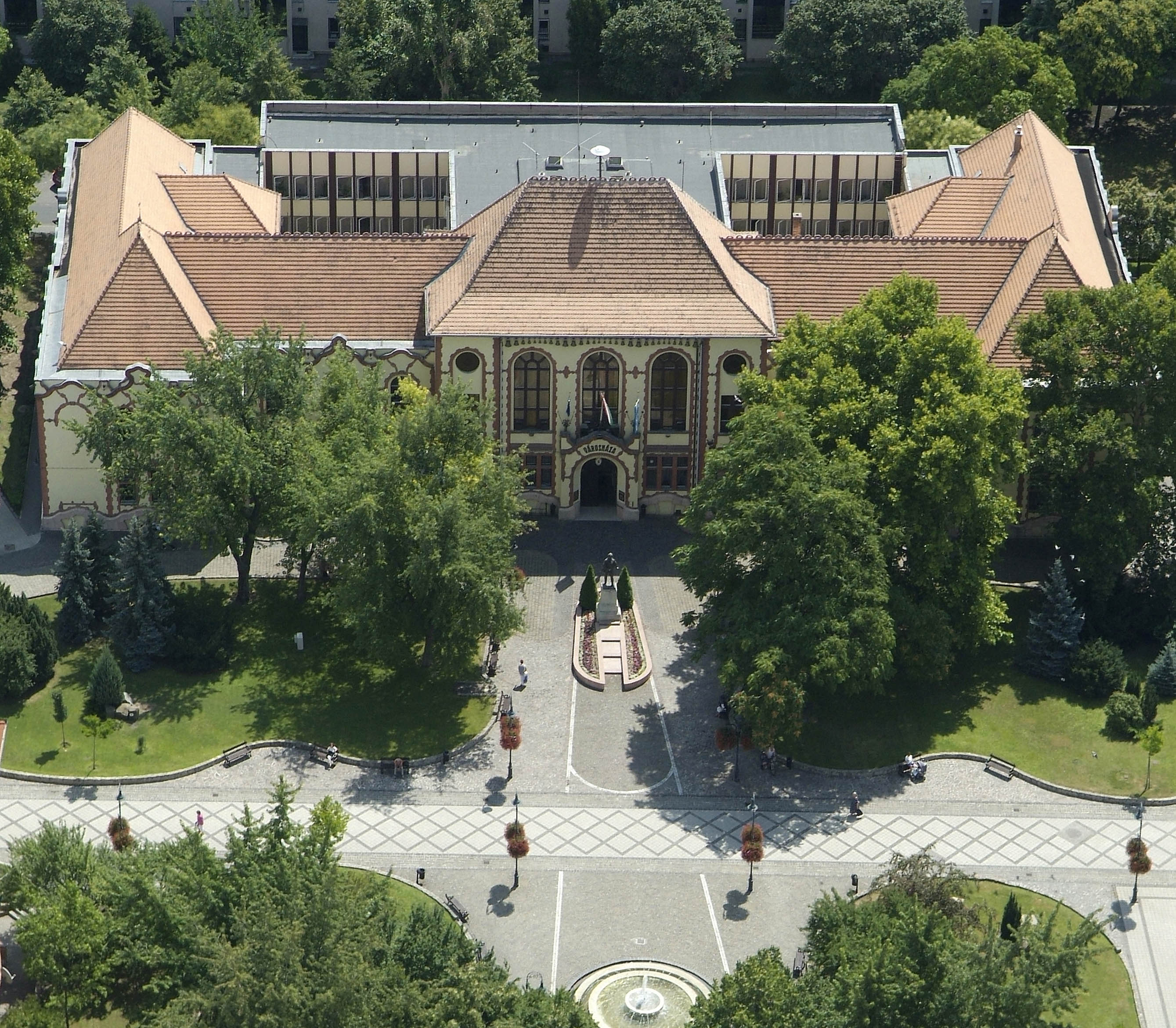
Hôtel de ville du 20e arrondissement
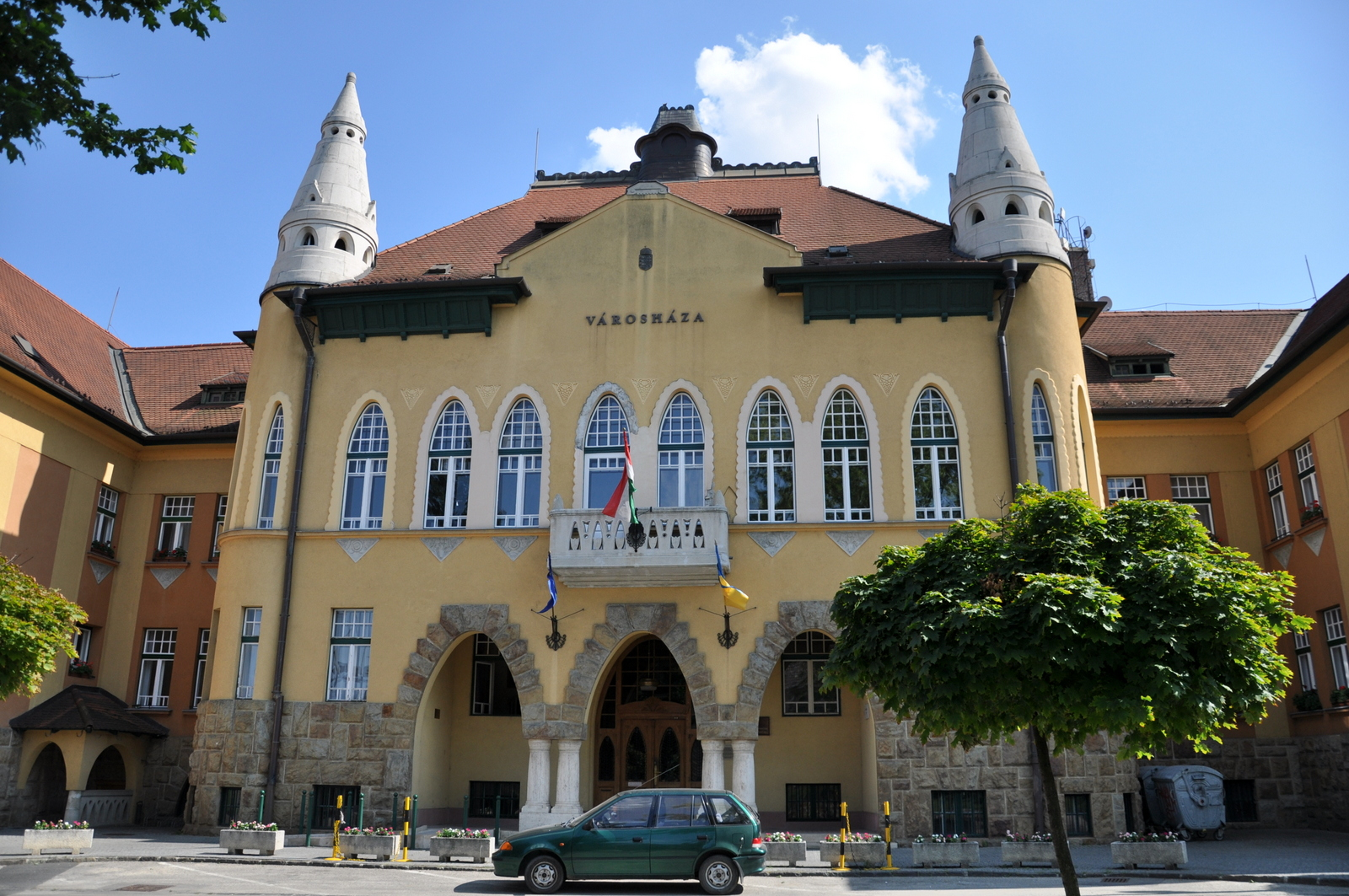
Hôtel de ville du 22e arrondissement

## Patrimoine urbain

### Espaces verts

#### Les grands parcs de la ville
Ville de parcs et de squares, Budapest dispose de trois grands espaces verts boisés en plein cœur du son tissu urbain :

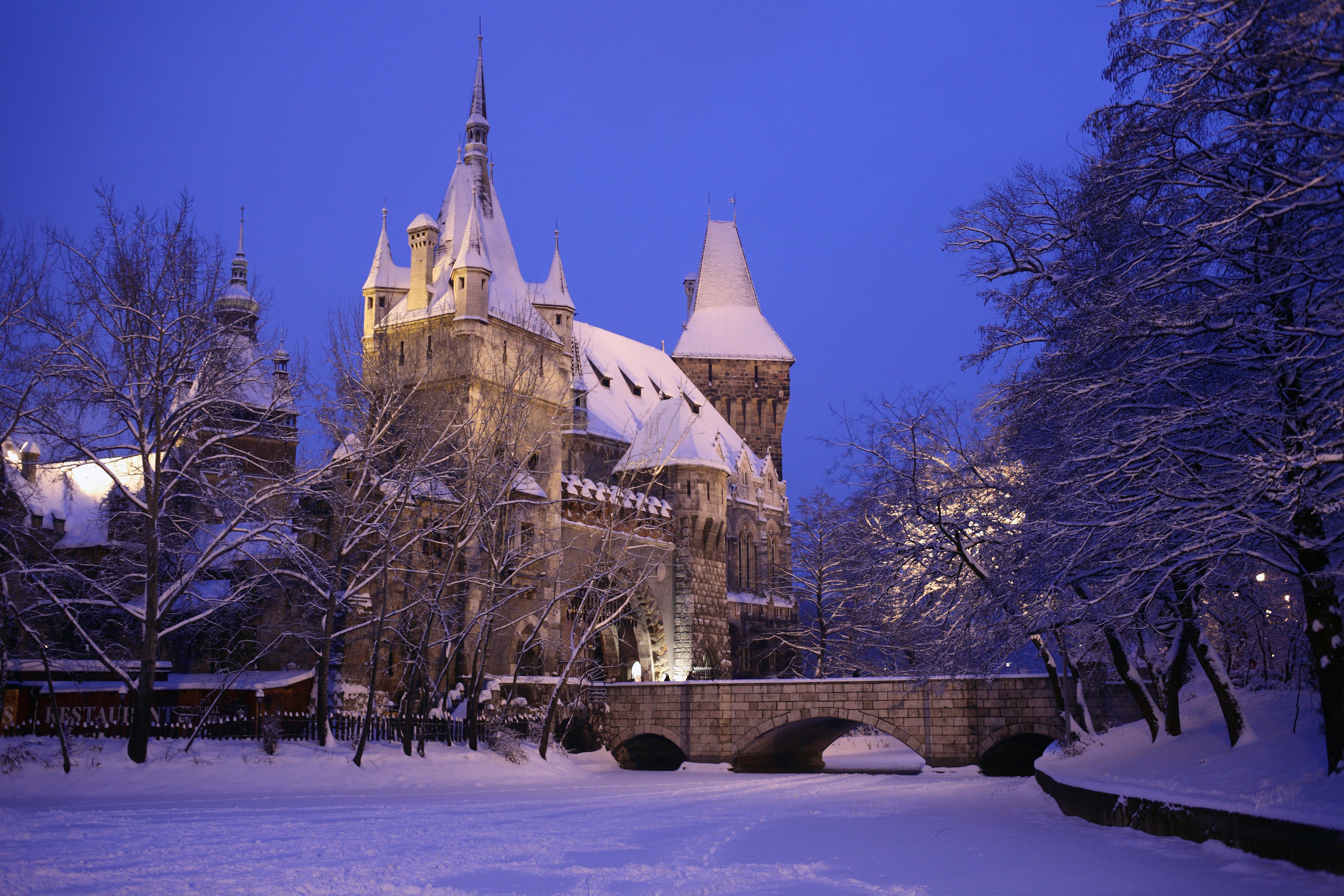
Château de Vajdahunyad.

- le Margit-sziget s'étend sur le Danube entre le Árpád híd et le Margit híd ; cette île accueille des terrains de sport, la piscine Palatinus et un hôtel de haut standing. Elle est considérée comme un poumon vert du fait de sa position centrale dans la ville ;
- le Gellért-hegy se situe en face du Erzsébet híd, du côté de Buda. Il s'agit d'une colline sur laquelle est aménagé un immense parcours boisé menant à la citadelle ;

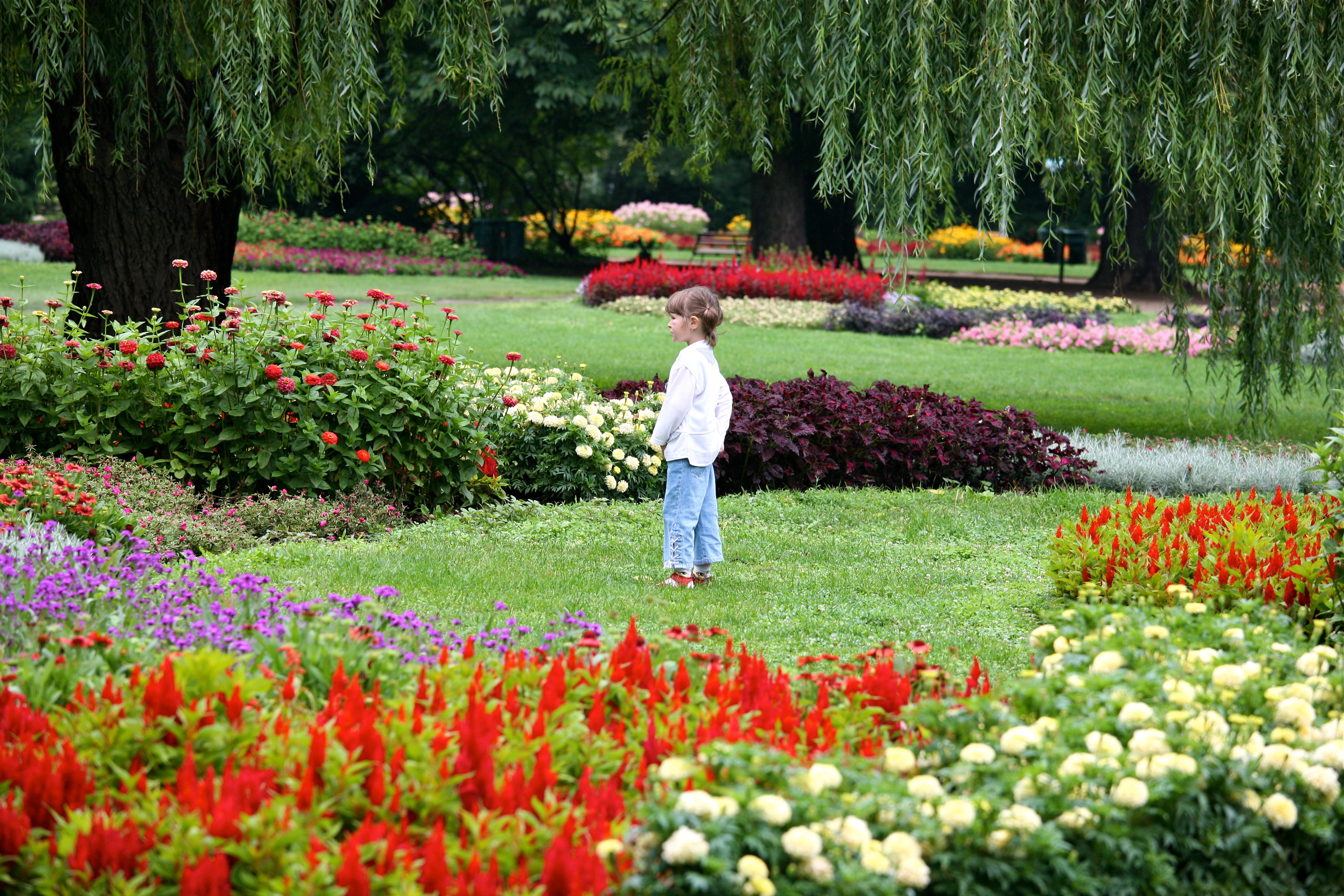
Margit-sziget.

- le Városliget (« bois de la ville ») couvre 120 hectares au centre de la ville. Il se situe à proximité d'Hősök tere et du monument du millénaire. Considéré comme un espace de loisir et de détente privilégié au cœur de la capitale, ce parc abrite le Parc animalier et botanique municipal, le Grand cirque métropolitain de Budapest, les thermes Széchenyi, le Château de Vajdahunyad avec son étang, le Musée hongrois de la technologie et des transports, le Musée des beaux-arts de Budapest, le Műcsarnok, le Petőfi Csarnok, le Vidámpark ainsi que le Restaurant Gundel.

Située en marge du centre-ville, l'Óbudai-sziget accueillait jadis les chantiers navals de Budapest. Depuis 1993, le parc héberge chaque été le Sziget Festival. Enfin, le Népliget (« bois populaire »), également excentré, n'en reste pas moins un espace de détente et de divertissement pour de nombreuses familles budapestoises.

#### Les collines de Buda

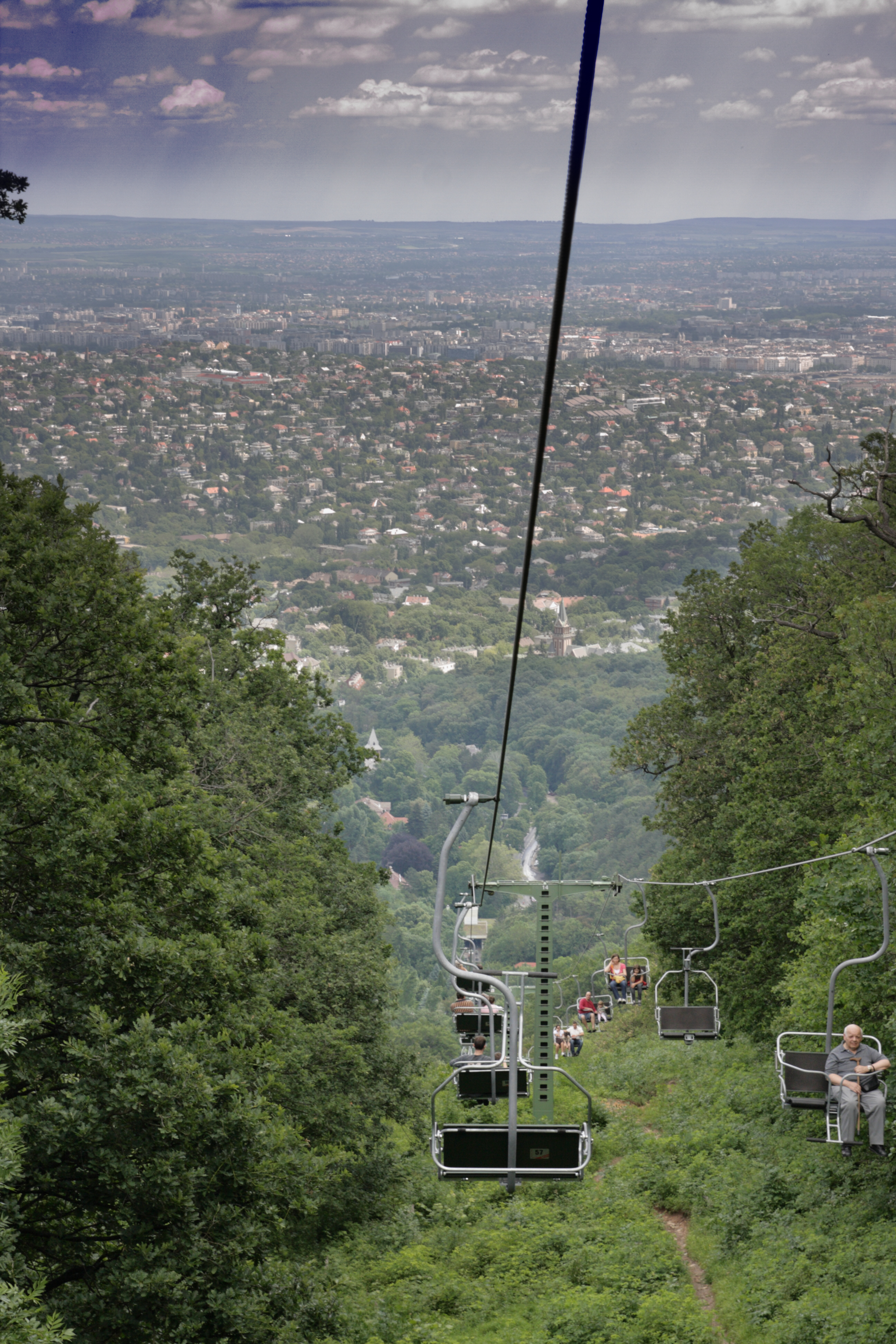
Le libegő relie le sommet du János-hegy au centre-ville.

Les collines de Buda constituent la partie orientale du Massif de Transdanubie au Sud des monts du Pilis. Ils s'étendent à l'Ouest de Budapest, de la localité de Zsámbék au Danube et structurent en grande partie le relief vallonné de Buda. À la frontière occidentale de la capitale, sur la route de Nagykovácsi, les collines sont recouvertes de forêts en partie protégées et dans lesquelles circule le Gyermekvasút qui relie le Széchenyi-hegy à Hűvösvölgy. Dans son parcours, ce petit train dessert également le Normafa et le János-hegy, point culminant de Budapest (527 m) et l'un des principaux sommets du massif derrière le Nagy-Kopasz (559 m) situé en dehors des frontières de la ville. Aux abords du Danube, surplombant directement la ville du Sud vers le Nord, le Gellért-hegy et sa citadelle, la colline du château de Buda, le Rózsadomb et le Hármashatárhegy pour sa tour de télévision font intégralement partie du paysage urbain de Budapest.
Ces collines sont des lieux de détente et de promenade pour la population budapestoise. La zone naturelle protégée de Buda (Budai Tájvédelmi Körzet) permet de préserver en partie ces espaces de l'étalement urbain de la capitale. Le sentier bleu de Hongrie traverse les collines entre Máriaremete et Üröm.

### Cimetières

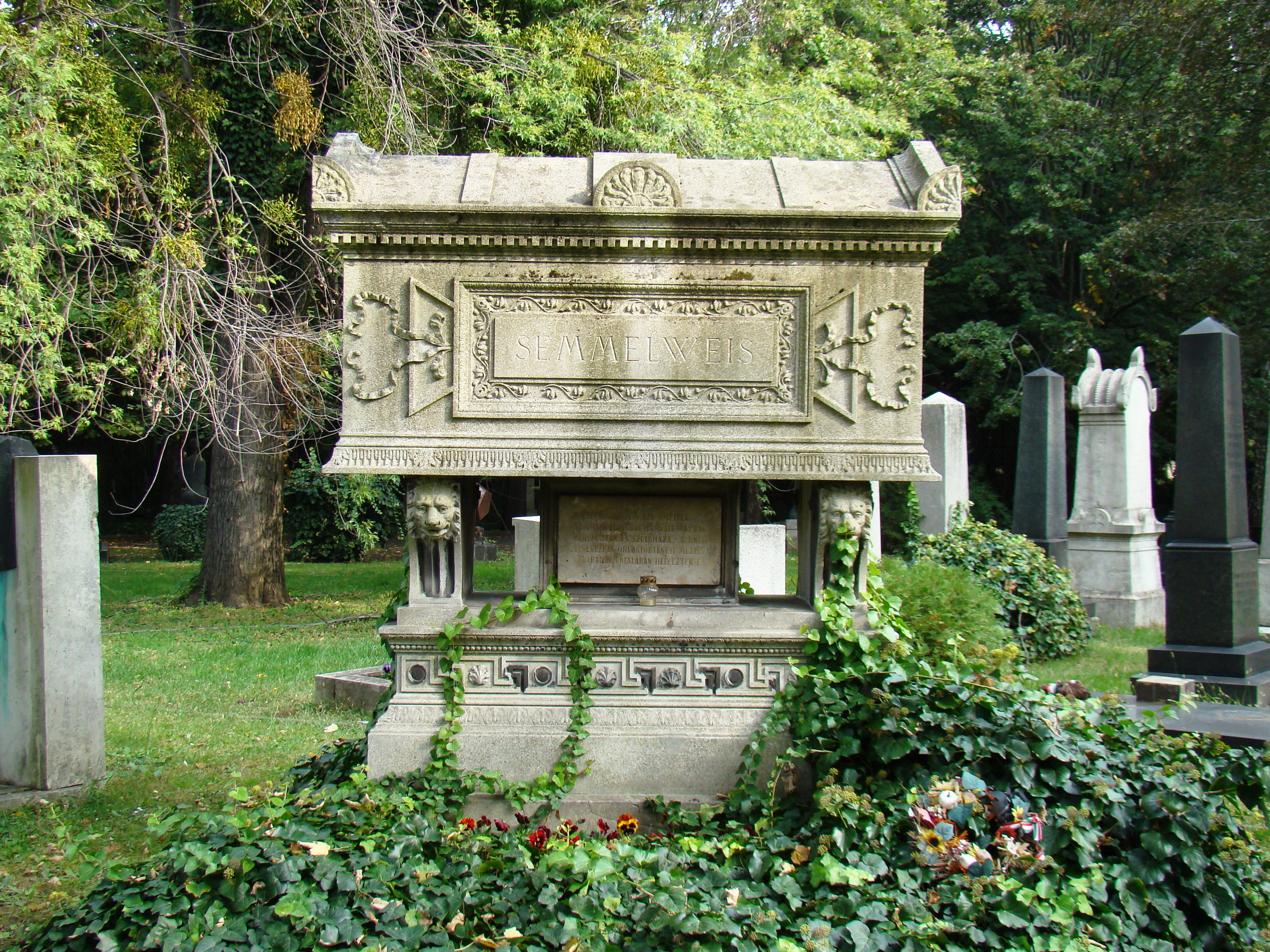
Tombeau d'Ignace Philippe Semmelweis.

Budapest compte seize cimetières d'importance variée. Le cimetière national de Fiumei út (connu également sous le nom de cimetière Kerepesi) est considéré comme le panthéon national hongrois. Situé à quelques centaines de mètres de la gare Keleti, il renferme de nombreux monuments funéraires et statues de personnalités ayant compté dans l'histoire de la Hongrie. Cette nécropole abrite notamment le dernier repos de József Antall, Mihály Babits, Miklós Barabás, Ferenc Deák, Ferenc Erkel, Mór Jókai, Attila József, János Kádár, Lajos Kossuth, Mihály Munkácsy, Tivadar Puskás, Miklós Radnóti, Ignace Philippe Semmelweis, Leó Szilárd, Ármin Vámbéry ou encore Mihály Vörösmarty.
Parmi les autres cimetières notables figurent ceux d'Óbuda et de Farkasrét ou encore le nouveau cimetière municipal, le plus grand de Budapest qui occupe une surface de 207 hectares. Dans le centre-ville, le cimetière de la grande synagogue abrite les sépultures de nombreux juifs hongrois morts pendant la Seconde Guerre mondiale.

### Sculptures

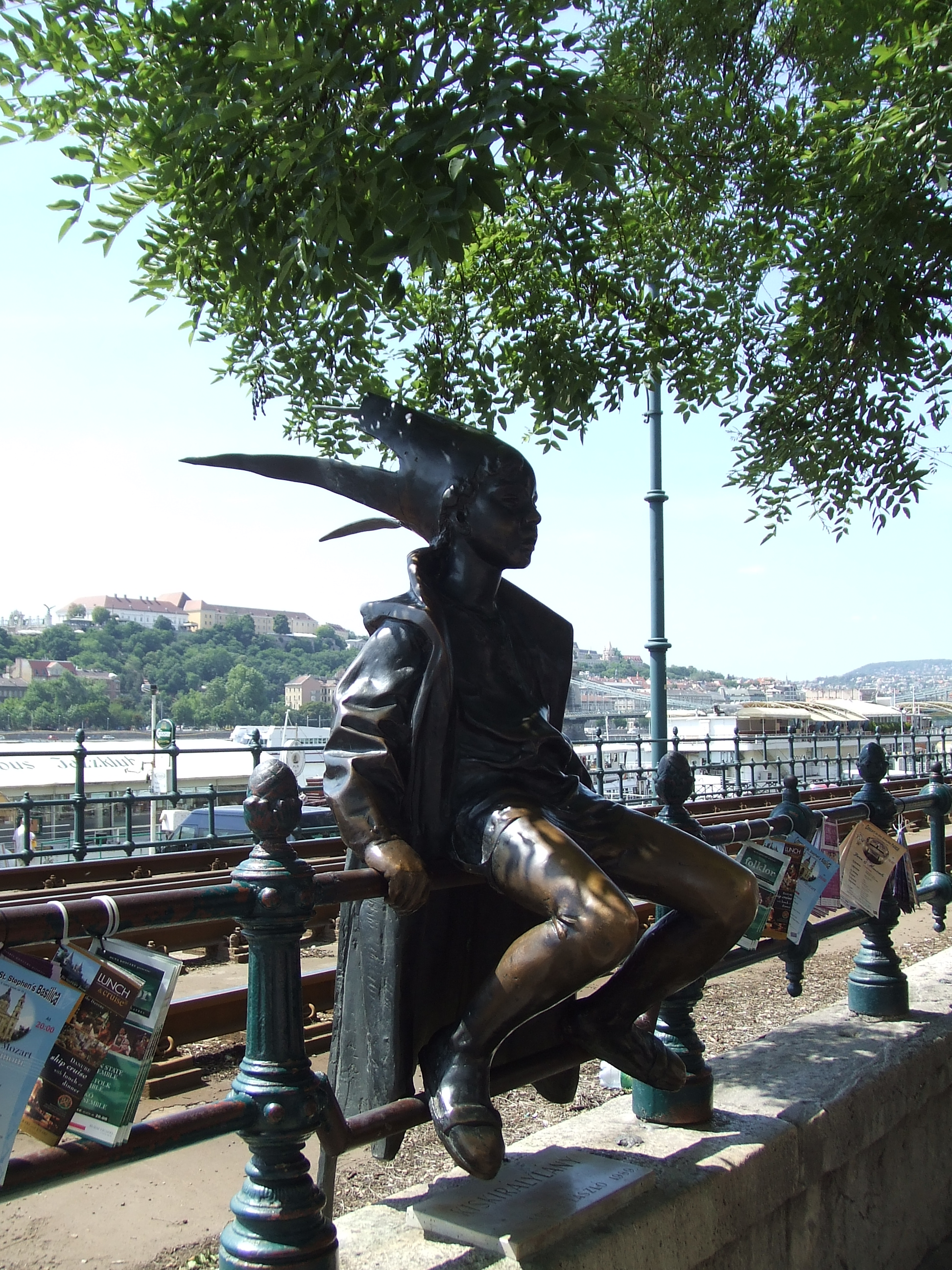
La petite princesse du sculpteur László Marton.
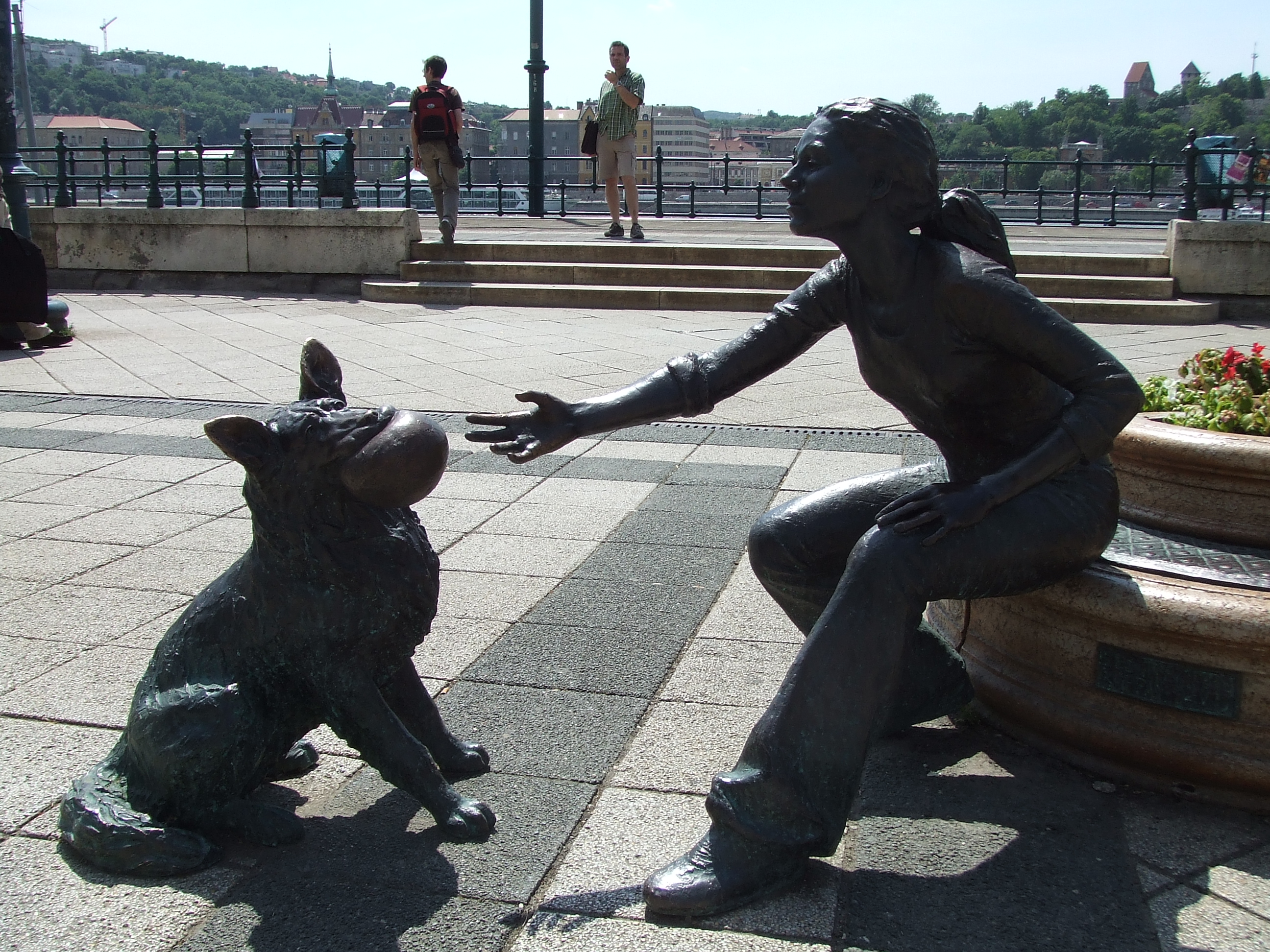
La fille avec son chien du sculpteur hongrois David Raffay.
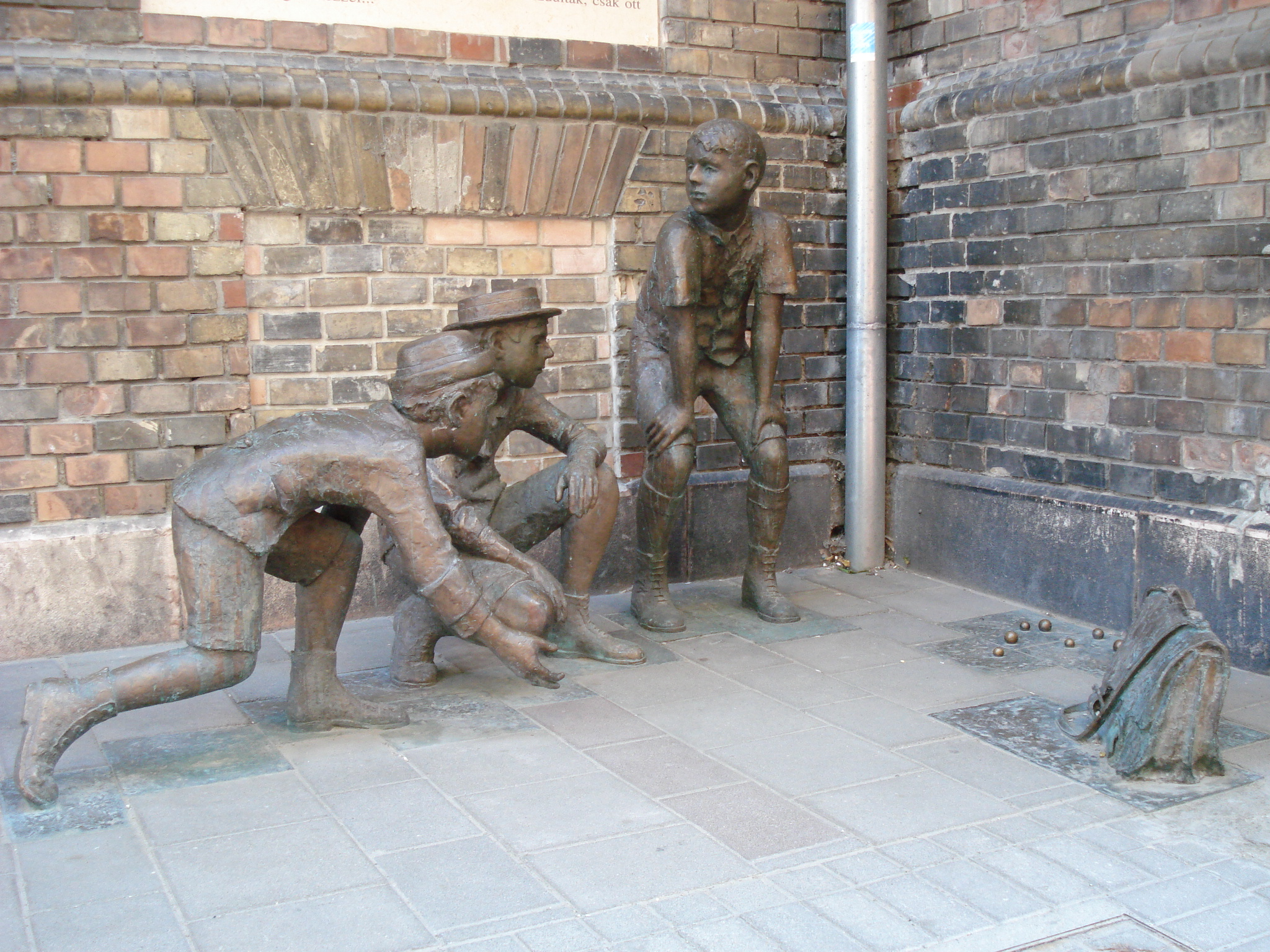
Les Garçons de la rue Paul (rue Práter utca) inspirée du roman de Ferenc Molnár.

### Ponts et ouvrages d'art

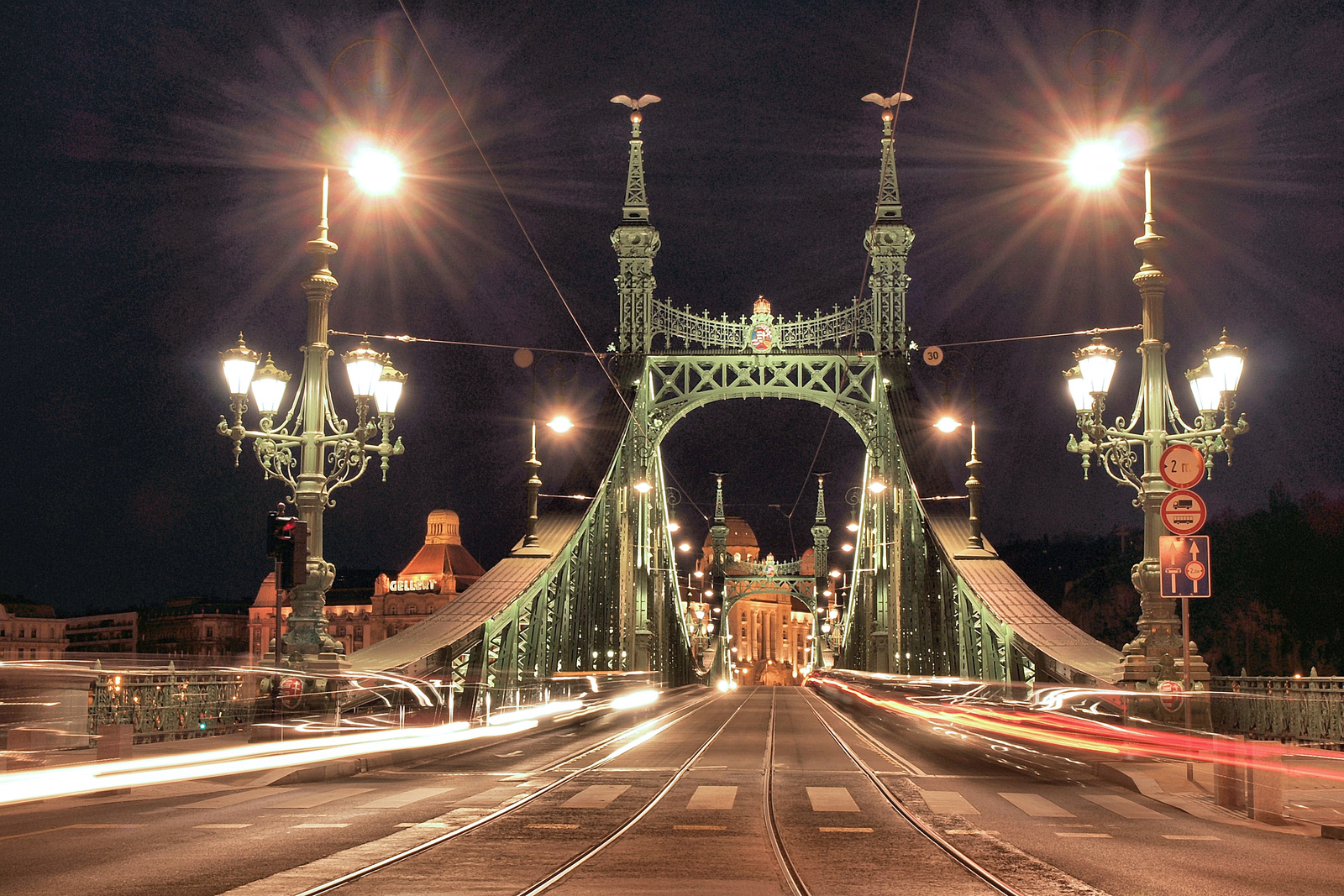
Le pont de la liberté.

Du nord au sud, onze ponts enjambent le Danube à Budapest, dont quatre ayant une vocation de périphérique.

#### Ponts ferroviaires
Deux ponts ferroviaires permettent la jonction de la ligne circulaire. Au nord, celui d'Újpest permet de relier Budapest à Esztergom par Dorog par la ligne  2. Au sud, un deuxième pont dessert la gare de Budapest-Déli.

#### Ponts routiers

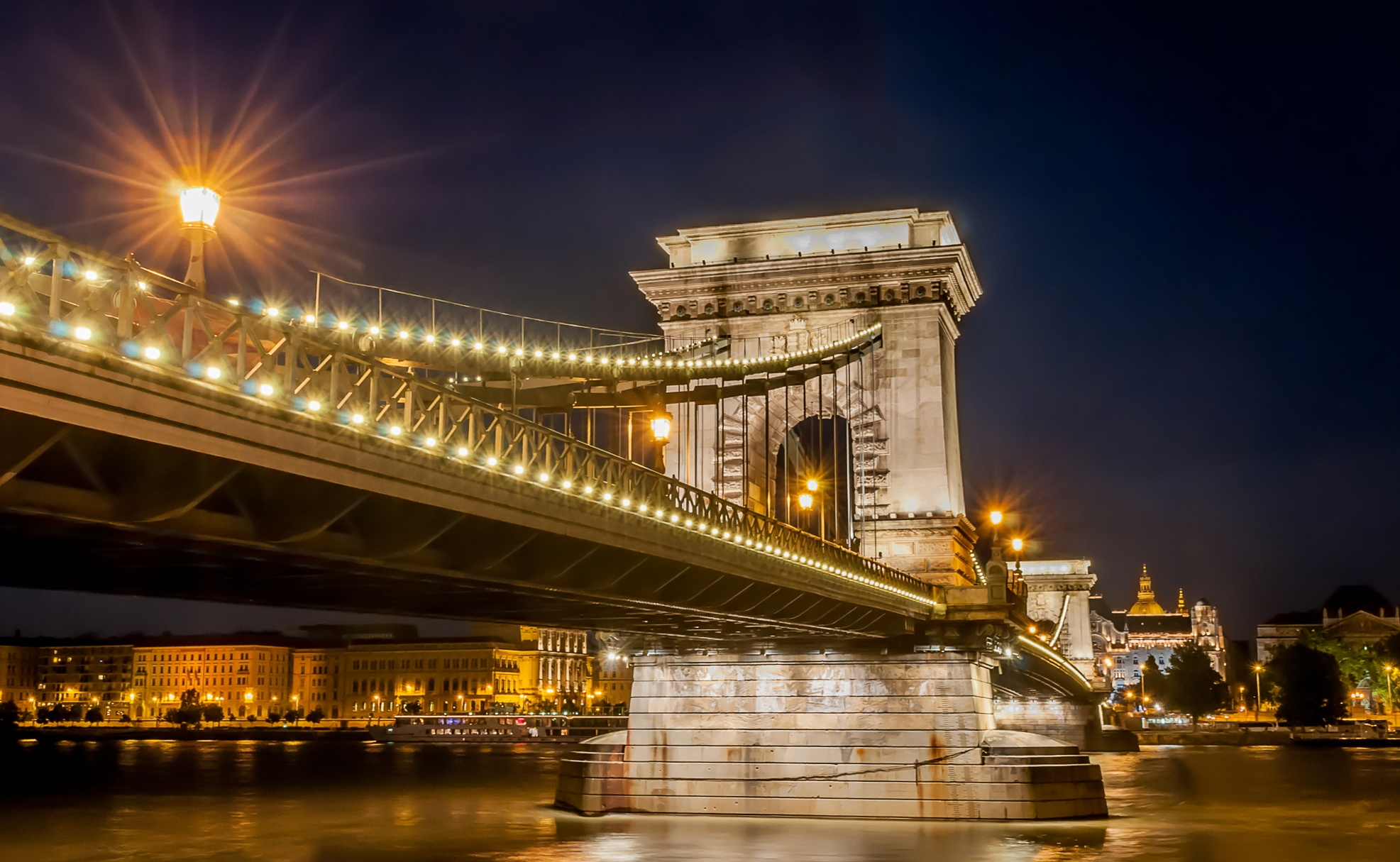
Le pont des chaînes

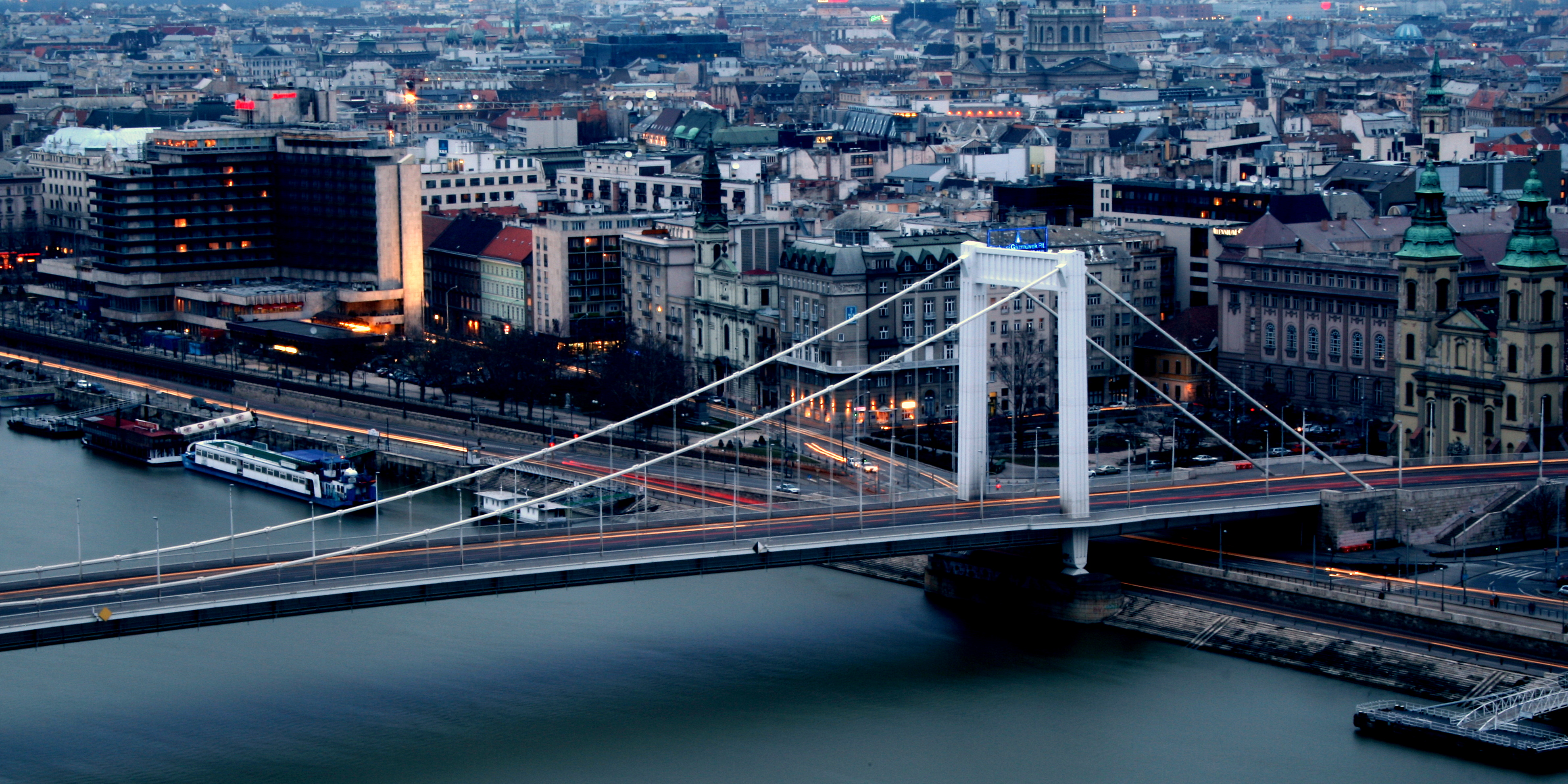
Le pont Élisabeth

Du nord au sud, le Danube est franchi par sept ponts :
- Le pont Árpád, construit en 1950 et élargi en 1984, relie les 3e 13e arrondissements.
- Le pont Marguerite, achevé en 1876, est le deuxième construit sur le fleuve. Cet édifice en métal est un axe important de la ville. Il s'appuie en son milieu sur la pointe sud de l'île Margit-sziget à laquelle il donne un accès.
- Le pont des Chaînes est le plus célèbre pont de la capitale. Il est appelé en hongrois Széchenyi Lánchíd du nom d'István Széchenyi, à l'initiative de sa construction. Construit de 1842 à 1849, il est le premier pont permanent reliant Buda à Pest.
- Le pont Élisabeth porte le nom d'Élisabeth de Wittelsbach dite Sissi, impératrice d'Autriche et reine de Hongrie.
- Le pont de la liberté est inauguré en 1896 à l'occasion des fêtes du millénaire de la Hongrie.
- Le pont Petőfi, plus excentré vers le sud, est construit en 1930 pendant la crise économique, d'où sa simplicité.
- Le pont Rákóczi se situe le plus en aval, juste à côté du pont ferroviaire. Dernier en date des ponts de la capitale, il est inauguré en 1995.

#### Ponts autoroutiers
L'autoroute M0 franchit le Danube sur le pont de Megyer au nord et le pont Ferenc Deák au sud.

### Grands projets urbains

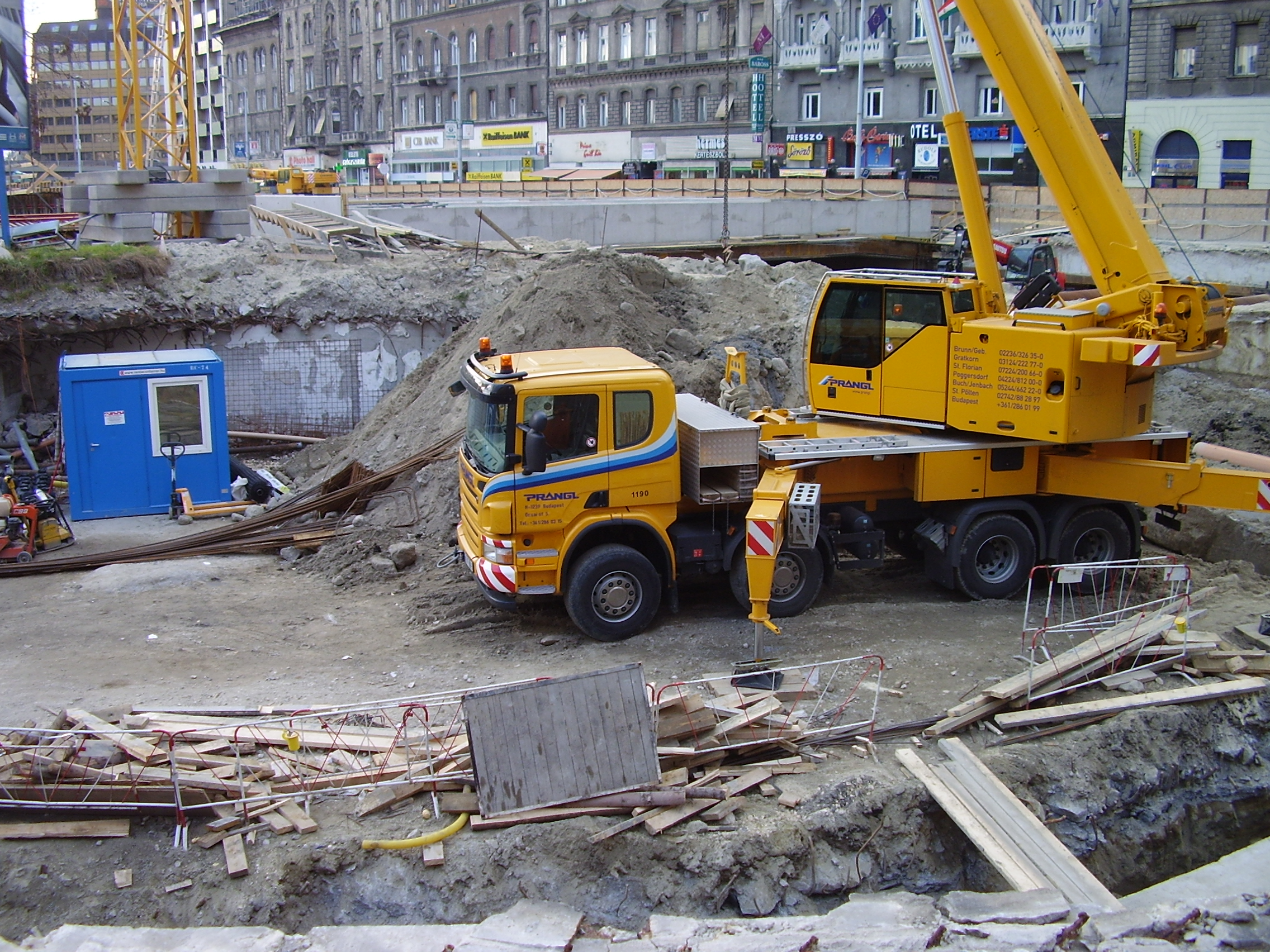
Chantier de construction de la ligne du métro de Budapest.

En raison de son organisation politico-administrative, les grands projets urbains sont la plupart du temps de l'initiative des municipalités d'arrondissement, qui ont d'importantes prérogatives en matière d'aménagement de l'espace. Bien que la collectivité métropolitaine se dote régulièrement de documents stratégiques de développement, ceux-ci ne sont ainsi que de portée limitée. À l'échelle de la capitale, seule la société de gestion et de développement du réseau de transports (BKK) dispose de prérogatives importantes en matière d'urbanisme. Quelles que soient les échelles des initiatives et des mises en œuvre des opérations d'aménagement, celles-ci font très souvent l'objet de co-financements importants par l'État hongrois et surtout l'Union européenne.

#### Stratégie de développement urbain
La municipalité métropolitaine de Budapest dispose d'un document d'orientation stratégique (Hosszú távú városfejlesztési koncepció, « Conception à long terme du développement urbain »). Il s'agit d'un texte non contraignant, qui définit néanmoins un horizon de développement de la ville sur quinze ans. Le dernier document de la sorte a été adopté en avril 2013, dix ans seulement après le précédent. Il a existé également entre 2005 et 2013 un document intermédiaire (le Programme Podmaniczky) dont l'objectif était de préciser ces orientations générales sur une période plus courte, en lien notamment avec l'agenda de financement de l'Union européenne. Ce programme prévoyait 130 projets urbains répartis dans toute la ville, parmi lesquels figurent la construction de la ligne   du métro de Budapest, la rénovation des routes, l'assainissement des eaux usées de Csepel, le développement commercial et la construction d'immeubles de bureaux.

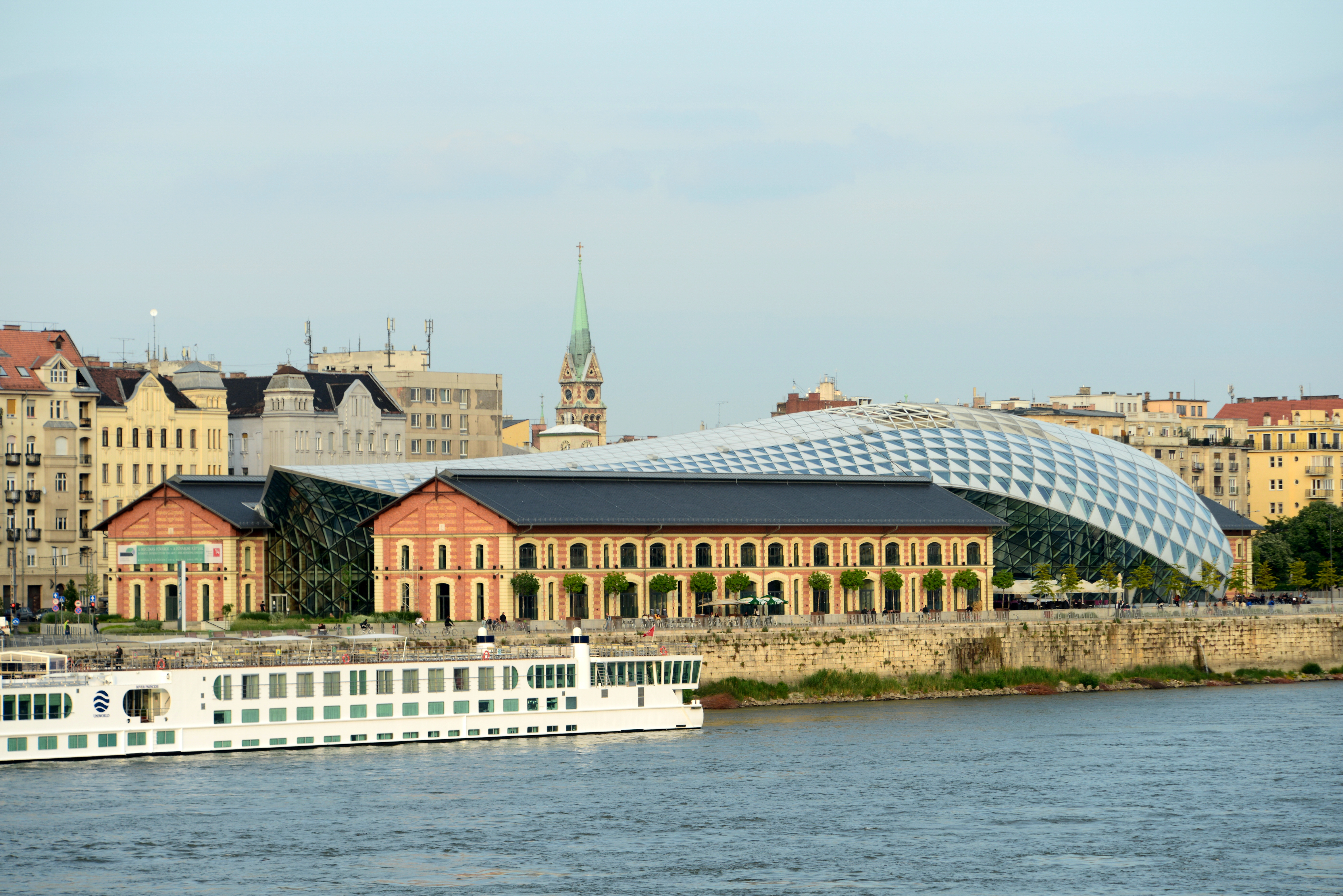
Bálna (La baleine) est un espace culturel et commercial de 27000 m2 situé dans le 9e arrondissement de Budapest, inauguré en 2013.

Le document de « Conception à long terme du développement urbain » actuellement en œuvre esquisse des orientations générales sur des thèmes très variées, touchant à la fois l'urbanisme, mais aussi le fonctionnement institutionnel, ou encore les secteurs de la santé, de l'éducation ou de la culture. Parmi les grands axes structurants de ce document figurent l'objectif de renforcer la coopération entre les arrondissements, améliorer la cohésion des programmes d'aménagement urbain, renforcer les services de proximité, encourager le tissu associatif ou encore préserver l'environnement. Au-delà, il s'agit aussi et surtout de renforcer le rôle économique de Budapest en Europe centrale, en améliorant substantiellement son attractivité, notamment en matière d'innovation et de recherche scientifique. Sur le plan du développement urbain, l'enjeu est de favoriser la ville compacte et de valoriser le lien qui unit la ville avec le Danube. À l'image notamment du développement amorcé vers le sud autour du pôle culturel formé dans le prolongement du site universitaire de Corvinus (Bálna, musée Ludwig d'art contemporain, nouveau théâtre national).
Ces dernières années, les pouvoirs publics, largement soutenus par les fonds européens, se sont particulièrement concentrés sur la rénovation des grands équipements et infrastructures, tels les Szabadság híd et Margit híd, la réfection des places de prestige (Szabadság tér, Kossuth Lajos tér) ou encore la valorisation du patrimoine touristique. À ce titre, une des réalisations les plus spectaculaires des prochaines années sera la reconstruction du Château de Buda et tout le quartier de Vár, ou encore la création d'un quartier des musées aux abords du Városliget.

#### Projets de rénovation et de transformation des quartiers
Les opérations de rénovation et de transformation des quartiers restent avant tout du ressort direct des municipalités d'arrondissement. Parmi les opérations les plus importantes de ces dernières années, l'on peut citer la rénovation du centre-ville de Budapest, plus particulièrement autour de Deák Ferenc tér et Váci utca, avec la création d'un nouvel axe piétonnier, la transformation résidentielle du 9e arrondissement ou encore les programmes « Budapest capitale de l'Europe » (Palotanegyed), Magdolna et Corvin-Szigony dans le 8e arrondissement.
Ces opérations font souvent l'objet de montages économiques complexes, associant des acteurs économiques divers, notamment des entreprises privées. À ce titre, la création de multiples équipements commerciaux de grande importance dans le centre-ville (mais aussi en proche périphérie), a marqué de façon très forte le paysage urbain (WestEnd City Center, Corvin), rasant parfois des îlots entiers d'anciens immeubles d'habitat.

#### Schémas de transports
Depuis 2014, le projet Mór Balázs (Balázs Mór terv, BMT) prévoit à l'horizon 2030 une réduction de la part modale automobile de 35 % à 20 % au profit des transports en commun (de 45 à 50 %), des déplacements piétons (de 18 à 20 %) et surtout de l'usage du vélo (de 2 à 10 %). Cette stratégie élaborée par la municipalité métropolitaine et BKK Zrt., repose en grande partie sur le maillage complet des transports ferrés sur Pest et Buda, l'extension et la création de nouvelles lignes de tramway, l'extension de toutes les lignes de métro, et la création de nouvelles stations du train suburbain dans le centre-ville. Les objectifs concernant les moyens de transport alternatifs à la voiture prévoient l'amélioration des continuités piétonnes (incluant le développement de l'accessibilité aux personnes à mobilité réduite) et le développement des voies cyclables.

## Médias et société civile

### Médias

#### Presse
Si les quotidiens nationaux comme Népszabadság ou Magyar Nemzet sont populaires, ils souffrent de la concurrence du quotidien gratuit Metropol uniquement distribué dans la capitale. Certains journaux locaux sont vendus à l'échelle de la ville, à l'instar de Budapest ou de Budai Polgár tandis que d'autres traitent essentiellement l'actualité des arrondissements. Certains magazines culturels nationaux comme Magyar Narancs ou Est (ancien PestiEst) sont surtout axés sur l'actualité budapestoise.
Les francophones disposent également du Journal francophone de Budapest, principalement destiné aux expatriés.

#### Audiovisuel
La ville abrite le siège des télévisions publiques Magyar Televízió et Duna Televízió ou privées comme RTL Klub, TV2, Comedy Central Hungary et Viasat 3.

### Clubs et équipements sportifs

#### Salle ommnisports

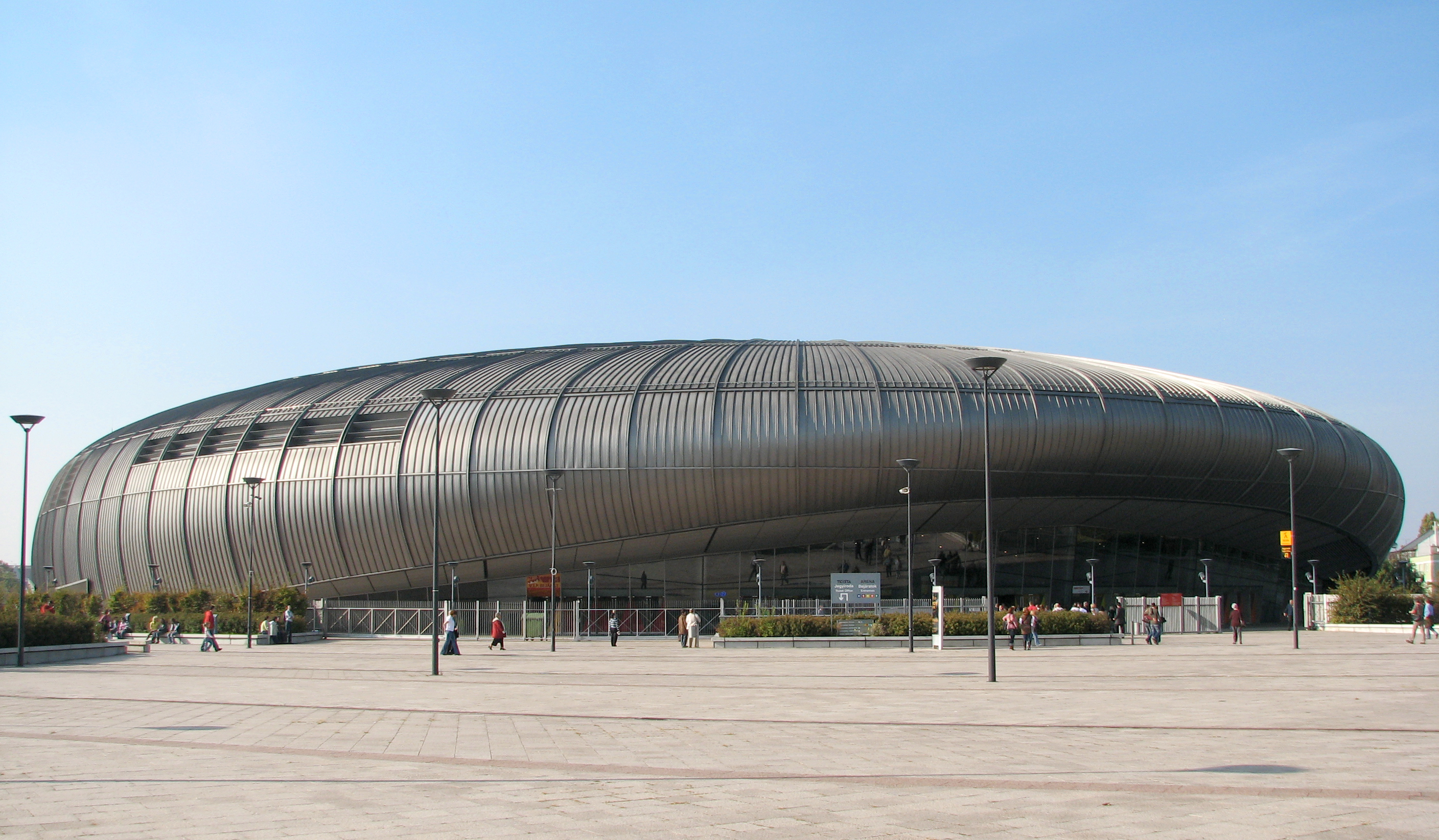
Le Papp László Budapest Sportaréna

La Papp László Budapest Sportaréna est la plus grande salle omnisports de Hongrie. D'une capacité de 12 500 places, elle accueille régulièrement des concerts ou des manifestations sportives d'envergure internationale, à l'instar des championnats du monde d'athlétisme en salle 2004, du championnat d'Europe de handball féminin 2004 ou encore du championnat d'Europe de futsal 2010.

#### Circuit automobile

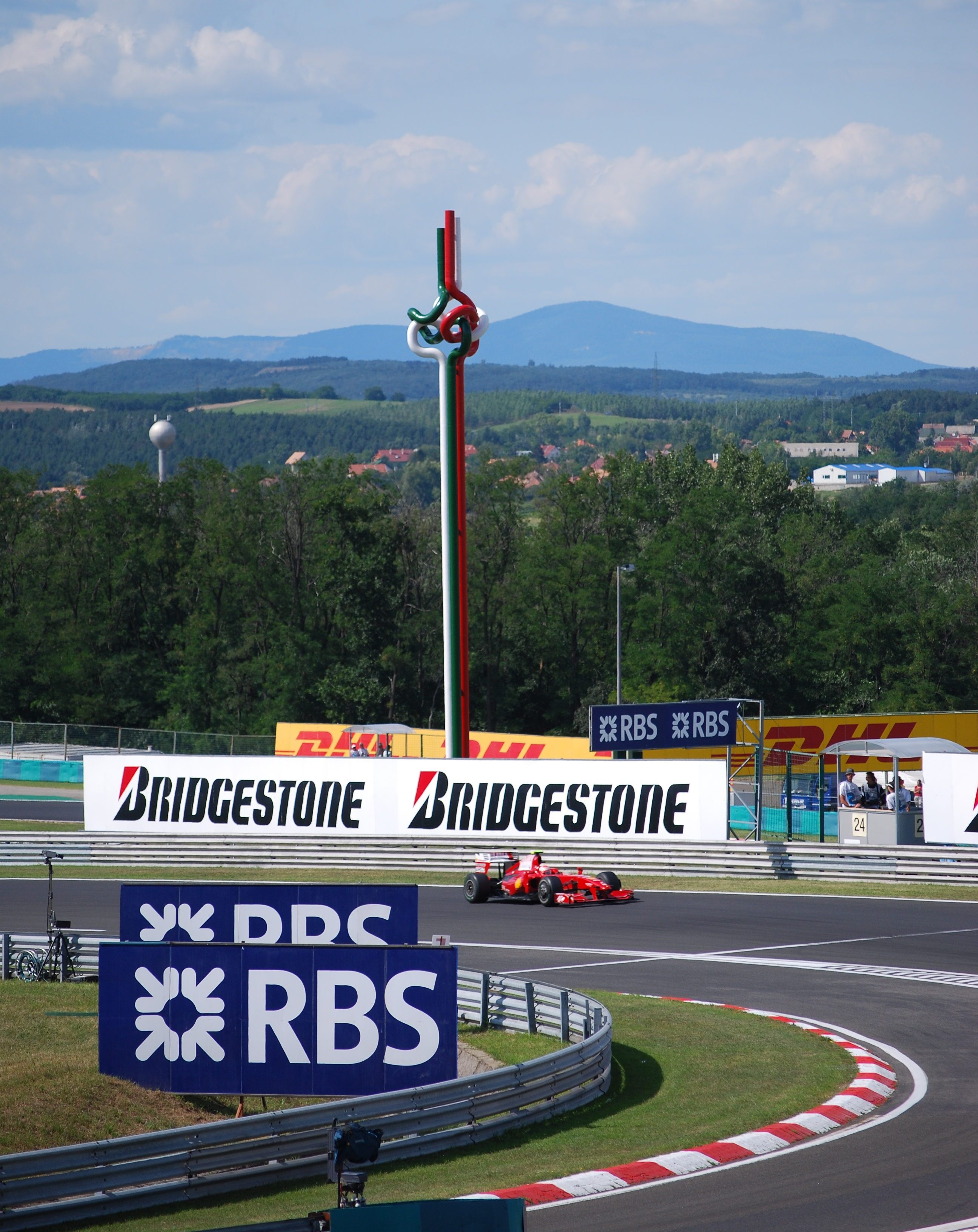
Le Hungaroring à Mogyoród.

Le Hungaroring situé à 19 km de la capitale, à Mogyoród, est le circuit automobile qui accueille régulièrement le Grand Prix de Hongrie de formule 1 depuis 1986, une première à l'époque pour un pays du bloc communiste.

#### Piscines
Le sport national fut et reste le water-polo, même si le football gagne du terrain. La Hongrie est un des grands pays de cette discipline en comptabilisant 9 titres aux Jeux olympiques depuis 1932 (dont 2000, 2004 et 2008), et 2 titres de champions du Monde depuis 1973. Sur l'île Margit-sziget se trouve la piscine nationale Alfréd Hajós. De taille olympique (50 m), elle a notamment accueilli les championnats d'Europe de natation 2006 et 2010. On trouve également à Budapest d'autres équipements nautiques destinés au sport, comme les piscines Béla Császár-Komjádi ou BVSC.

#### Clubs et stades de football

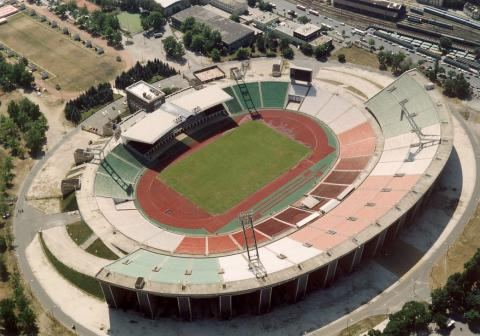
Le Stade Ferenc-Puskás

Les historiens et journalistes du football n'hésitent pas à dire que l'équipe du Budapest Honvéd a été durant les années 1950 la meilleure équipe du monde. À côté du club mythique de Ferenc Puskás, les autres clubs de la capitale, MTK Hungária FC et Újpest Football Club, évoluent aussi en première division du championnat de Hongrie de football. Le Ferencvárosi Torna Club, souvent appelé Ferencváros issu du club omnisports Ferencváros TC est l'un des clubs les plus populaires du pays. Au cours de son histoire, il a remporté 28 championnats de Hongrie, 20 coupes de Hongrie, quatre supercoupes de Hongrie, une coupe des villes de foires (ancêtre de la Coupe UEFA) et deux coupes Mitropa. Par ailleurs, le club a atteint la finale de la coupe d'Europe des vainqueurs de coupe 1975 contre le Dynamo Kiev. Il s'agit du seul club hongrois à avoir conquis un titre continental.
La capitale hongroise abrite notamment le stade d'envergure internationale Ferenc-Puskás ainsi que les stades Flórián Albert, Bozsik, Rudolf Illovszky ou de Szőnyi út.

#### Autres installations
Parmi les installations sportives budapestoises figurent également le Kincsem Park, hippodrome de la capitale et occasionnellement scène de concert ou encore le vélodrome Millenáris.

#### Jeux olympiques
Budapest est ville candidate pour les Jeux olympiques d'été de 2024, puis retire sa candidature.

## Cultes
Il ne subsiste que très peu d'églises du Moyen Âge et de la Renaissance à Budapest car elles furent converties en mosquée durant l'occupation ottomane et ne résistèrent pas aux attaques des armées chrétiennes. Construits à partir de la fin du XVIIe siècle, les sanctuaires qui les remplacèrent sont principalement de styles baroque et néo-classique. L'autre période phare pour la construction des sanctuaires actuels est la deuxième moitié du XIXe siècle avec l'édification en particulier de la basilique Saint-Étienne et de la grande synagogue.

### Églises catholiques romaines et catholiques de rites orientaux

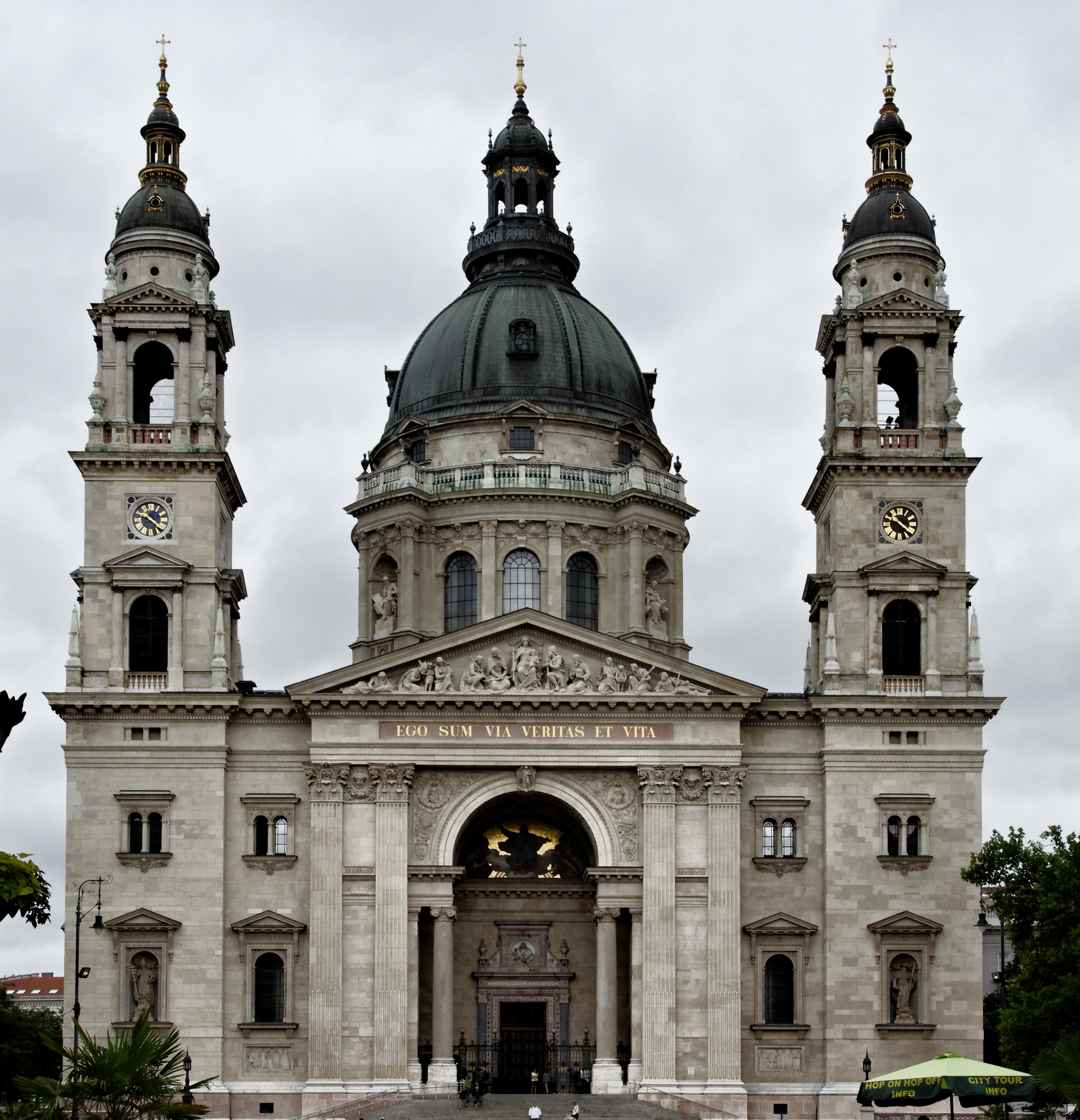
La basilique Saint-Étienne de Pest est le co-siège de l'archidiocèse d'Esztergom-Budapest.

#### Églises principales
Pour des raisons historiques, le siège métropolitain archidiocésain dont dépend Budapest se situe à Esztergom, ancienne capitale de la Hongrie. L'archevêque d'Esztergom-Budapest bénéficie ainsi du titre de Prince Primat de Hongrie. Avec près de la moitié de sa population catholique, Budapest dispose d'une vingtaine d'églises vouées à ce culte, dont les plus importantes sont la basilique Saint-Étienne de Pest, l'église Notre-Dame-de-l'Assomption de Budavár (connue sous le nom de Mátyás templom) dans le quartier du château de Buda et les églises paroissiales Notre-Dame-de-l'Assomption et Sainte-Anne de Felsővíziváros.

#### Églises de Pest
Pest abrite également les églises Notre-Dame-de-la-Nativité de Belváros, Sainte-Élisabeth de la maison Árpád, Sainte-Marguerite de la maison Árpád, Sainte-Thérèse-d'Ávila, Eusèbe-le-bienheureux, Notre-Dame-de-l'Assomption de Kispest, Saint-Antoine-de-Padoue, Saint-Ladislas de Kőbánya, Saint-Ladislas, l'Église Notre-Dame de Hongrie, et Saint-Michel d'Angyalföld, Saint-Ladislas de Pestszentlőrinc ainsi que le monastère Notre-Dame-du-mont-Carmel.

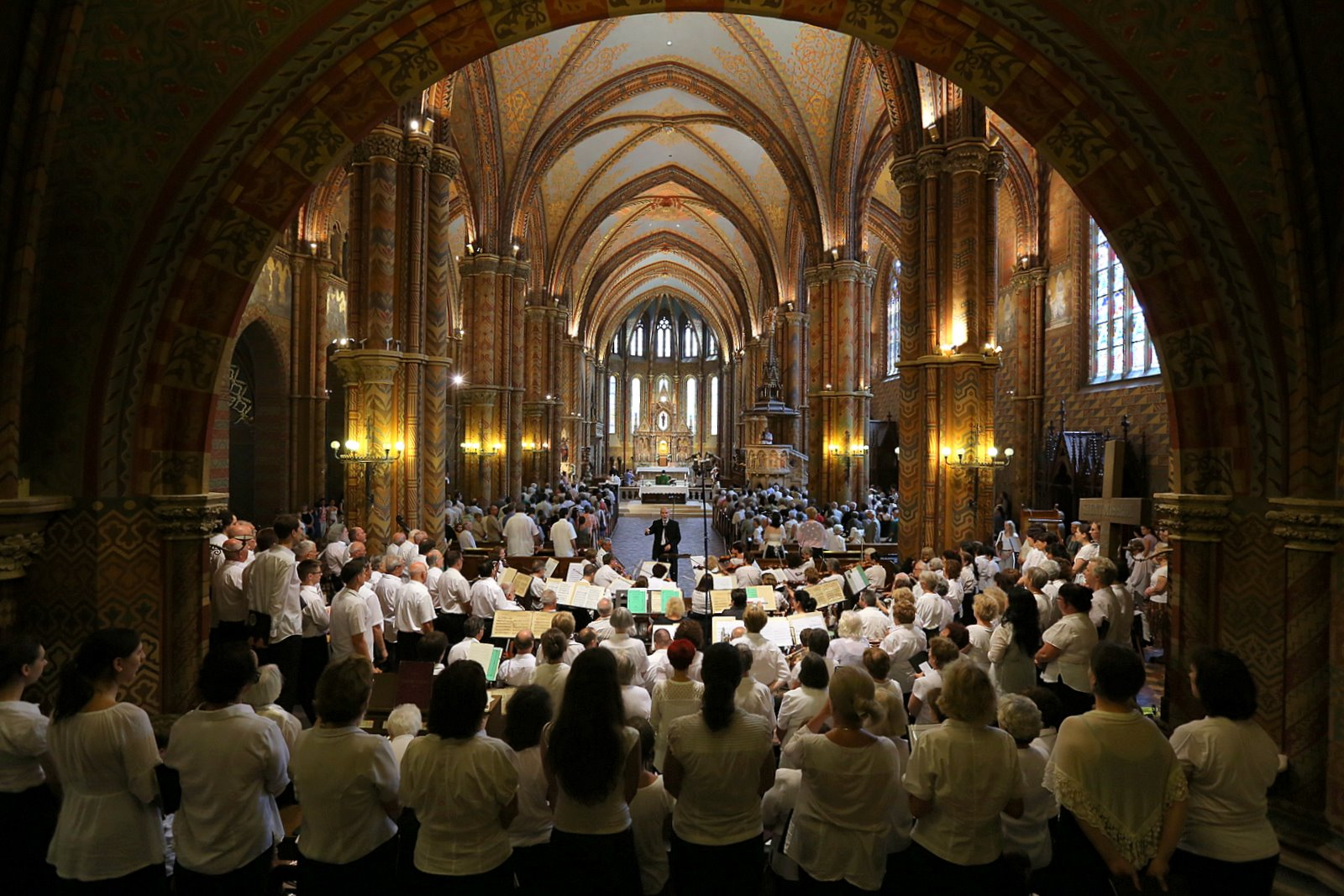
L'église Notre-Dame-de-l'Assomption de Budavár

#### Églises de Buda
Buda est riche des églises Marie-Madeleine, Notre-Dame-des-Neiges de Krisztinaváros, Notre-Dame-de-la-Nativité de Máriaremete ou encore Saint-Antoine-de-Padoue.
La colline possède également une curiosité comme l'église troglodyte Notre-Dame-des-Hongrois située dans la roche du mont Gellért, à proximité du pont de la Liberté.

#### Églises grecques-catholiques
Avec près de 30 000 fidèles, l'Église Uniate, église de rite byzantin, en communion avec l'église latine, reconnaissant l'autorité du pape, dispose également de quelques églises dans la capitale, parmi lesquelles Saint-Florian de Buda ou encore celles de Rózsák tere et de Csepel. Elles sont intégrées à l'éparchie de Hajdúdorog de l'Église grecque-catholique hongroise, elle-même membre de l'archidiocèse d'Esztergom-Budapest. Les fidèles de l'Église grecque-catholique ruthène dépendent quant à eux de l'exarchat apostolique de Miskolc.

### Églises protestantes

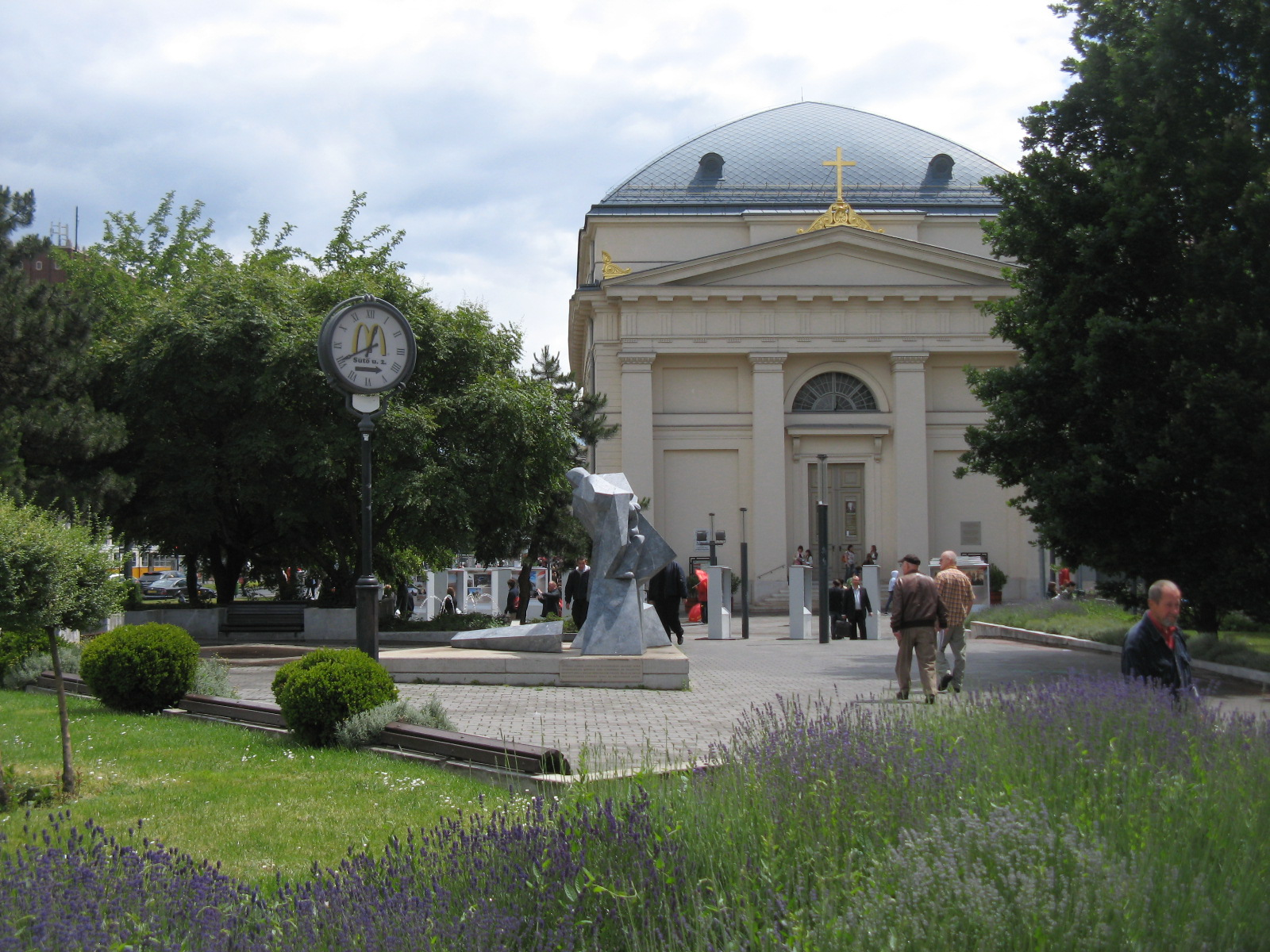
Le temple évangélique de Deák tér.

Parmi les Églises protestantes, Budapest compte une importante communauté unitarienne essentiellement constituée par l'immigration des Magyars de Transylvanie. Cette communauté dispose de trois lieux de culte dans la capitale. Le temple unitarien, situé près du Parlement hongrois, est le plus ancien et dispose d'une librairie consacrée au culte unitarien et à la Transylvanie. Le temple unitarien Béla Bartók est aménagé dans un immeuble d'habitation à côté du musée des Arts décoratifs. Enfin, le temple unitarien de Pestszentlőrinc est l'œuvre des migrants eux-mêmes.
Budapest compte également le temple évangélique de Deák tér, achevé en 1808, et l'église calviniste, construite entre 1893 et 1896, surmontée d'une flèche néogothique et située en bordure de la rive occidentale du Danube.

### Judaïsme

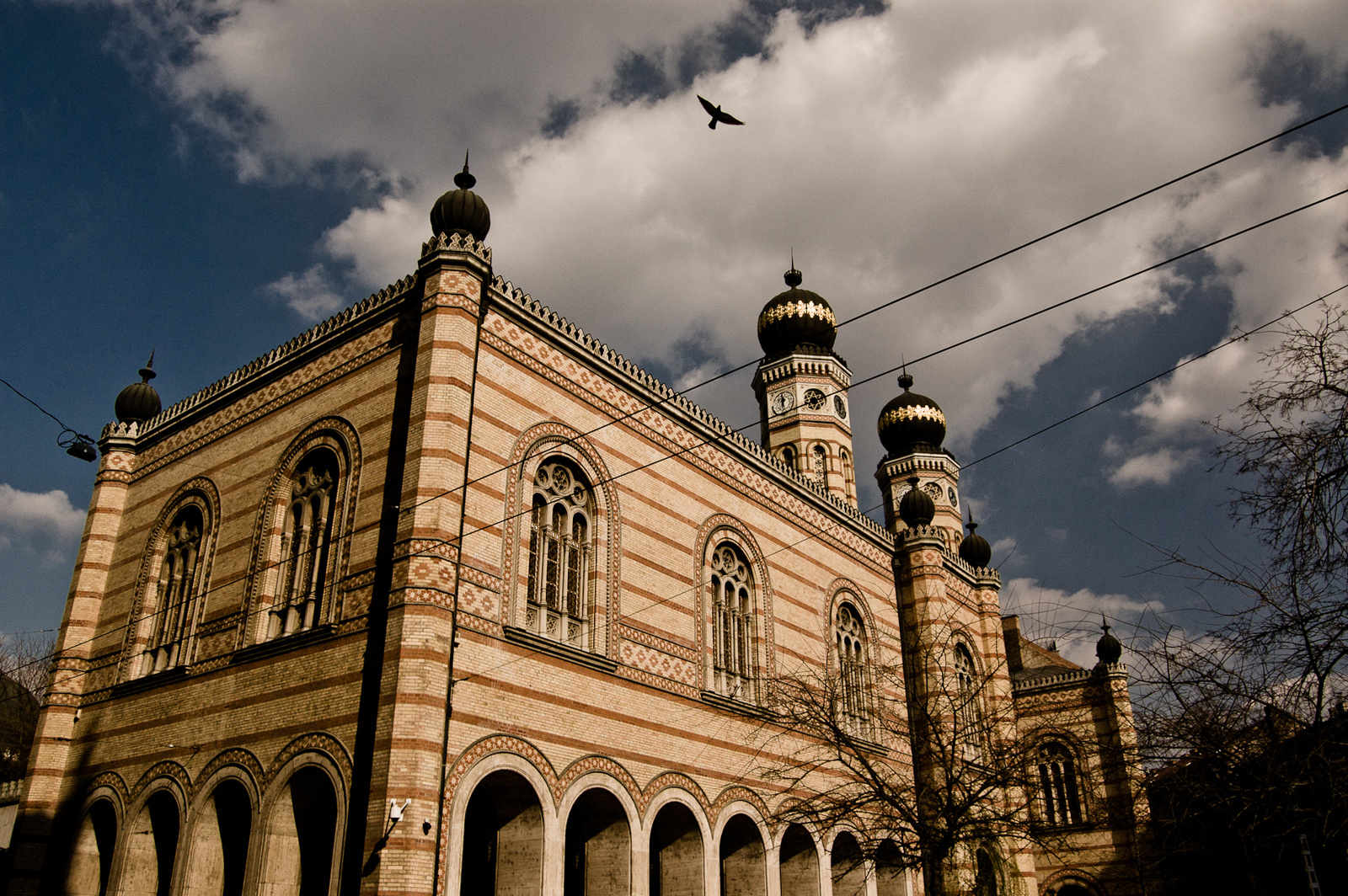
La grande synagogue de Budapest.

#### Historique
Alors que la communauté juive représentait près de 23 % de la population budapestoise en 1910, elle est désormais réduite à un peu moins de 10 000 personnes. Malgré cela, il s'agit proportionnellement de la communauté la plus importante d'Europe[réf. nécessaire]. Le patrimoine juif est particulièrement visible dans le quartier d'Erzsébetváros dans le 7e arrondissement.

#### Synagogues
Ancien ghetto de Budapest, ce quartier abrite la Grande synagogue de Budapest, la plus vaste d'Europe et la deuxième du monde après celle de New York. À quelques rues de celle-ci se situent les synagogues des rues Kazinczy et Rumbach. Le quartier héberge également le séminaire national de formation rabbinique et université juive.
Le deuxième quartier juif de Budapest se situe dans le 13e arrondissement, dans le quartier d'Újlipótváros. Situé le long du boulevard Saint-Étienne, entre le Danube et la gare Nyugati, ce quartier abrite les synagogues des rues Hegedűs et Visegrádi. Il existe également la synagogue de Teleki tér dans le 8e arrondissement et celle d'Óbuda dans le 3e arrondissement.
Budapest est connue pour être la place forte du judaïsme néologue.

### Islam

#### Historique

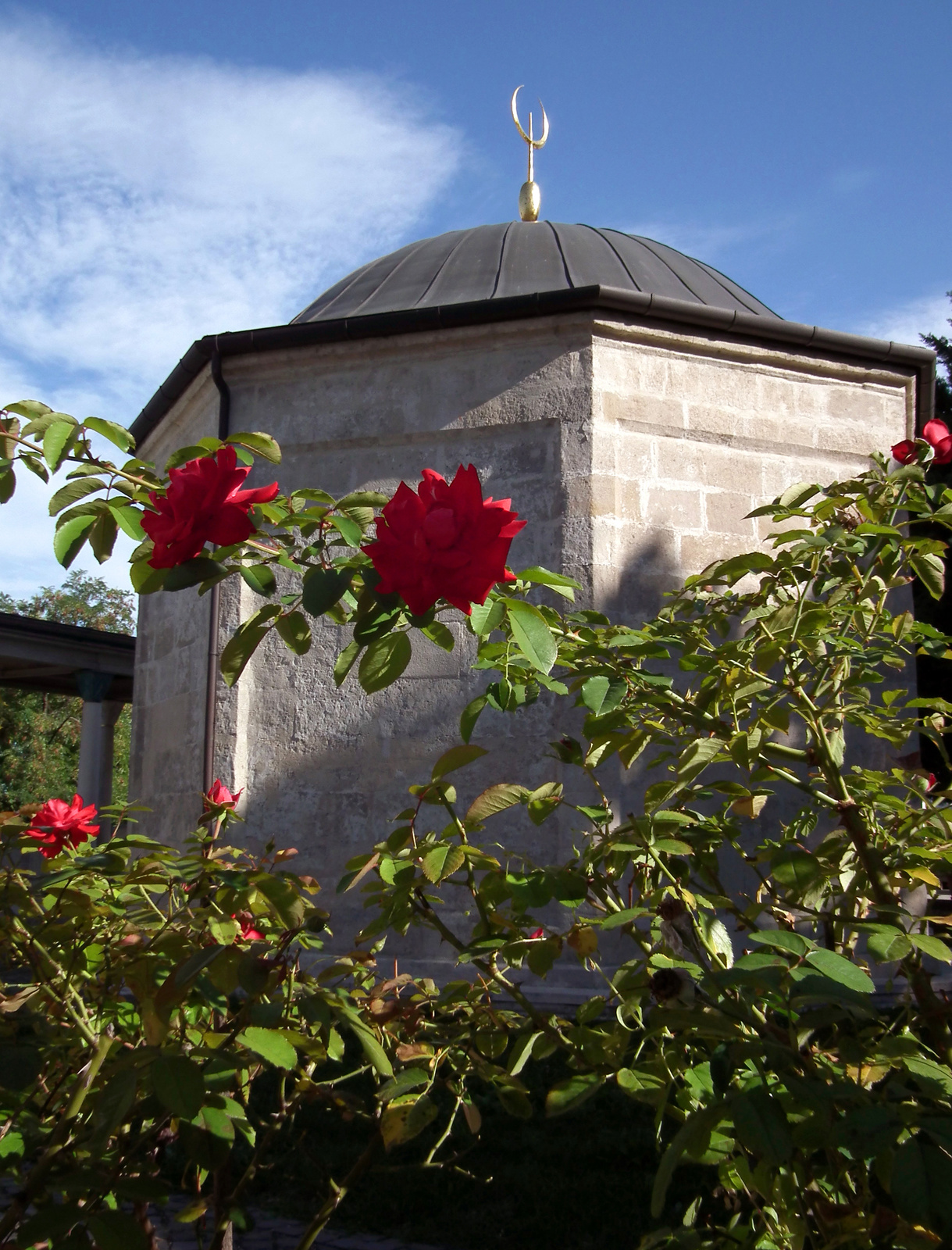
Le tombeau de Gül Baba dans le quartier de Rózsadomb

L'islam en Hongrie et à Budapest a connu des périodes de présence anciennes. Aux XIe et XIVe siècles, les Ismaïlis (böszörmény, -ek), assimilés aux Turcs et Bulgares de la Volga s'installent dans la plaine hongroise et forment plusieurs communautés villageoises. Au XVIe siècle, l'occupation de la majorité de la Hongrie par les Ottomans fait se développer le culte musulman dans le pays. À Buda, le derviche Gül Baba s'installe sur la colline de Rózsadomb, où son turbé, coiffé d'un croissant, devenu un lieu de pèlerinage pour certains courants proches du soufisme, est réputé comme le plus septentrional du monde musulman. Le mausolée, inscrit à la liste des monuments historiques hongrois, est régulièrement entretenu par le gouvernement turc depuis la fin de l'Empire ottoman en 1922.

#### Mosquées
Il existe plusieurs lieux de culte musulmans à Budapest, correspondant à la diversité des communautés étrangères pratiquantes. Les mosquées Dar-Alsalam, à Buda, et Al-Huda (anciennement El-Tawba), à Pest, sont gérées par l'Organisation des musulmans de Hongrie (Magyarországi Muszlimok Egyháza). Il existe par ailleurs de nombreuses salles de prière, notamment à l'intérieur du marché de Józsefváros, en raison de la présence de commerçants turcs dès le début des années 1990 et de l'arrivée de réfugiés syriens et afghans dans les années 2000.

#### Statut
La loi sur la liberté de conscience et le statut juridique des Églises promulguée le 12 juillet 2011 ne reconnaît le statut d'Église ou de communauté religieuse qu'à un nombre limité de groupes spirituels, dont les musulmans font partie.

## La ville dans les représentations

### Littérature
Budapest est l'objet de plusieurs poèmes d'auteurs hongrois tels Sándor Petőfi (Pest), János Arany (Hídavatás), Dezső Kosztolányi (Üllői úti fák) ou Attila József (A Dunánál). Parmi les romans écrits sur Budapest, on peut citer Szöszi de Gergely Márta, Budapesti tavasz (« Printemps de Budapest ») de Ferenc Karinthy, A vörös postakocsi (« La voiture de poste rouge ») de Gyula Krúdy, Egy budai polgár vallomásai de Sándor Márai, A Pál utcai fiúk (« Les garçons de la rue Pál ») de Ferenc Molnár et Buda de Géza Ottlik.

### Cinématographie
Les films les plus connus prenant Budapest pour décors sont Tűzoltó utca 25. (Le 25 de la rue des Sapeurs (Tüzoltó utca 25.)) et Budapesti mesék (« Contes de Budapest ») d'István Szabó, A Long Weekend in Pest and Buda de Károly Makk, Moszkva tér de Ferenc Török, Être sans destin d'Imre Kertész et Kontroll de Nimród Antal. Le film d'animation Nyócker ! retrace l'histoire de deux familles rom et roumaine dans le 8e arrondissement de Budapest.
Certains films ont été tournés à Budapest sans pour autant que la ville soit le lieu de l'action ; ainsi, de nombreuses scènes de Spy Game, jeu d'espions ont été tournées à Budapest alors que l'action se déroule à Berlin-Est.

### Quelques vues de la ville

Anciennes vues de Budapest
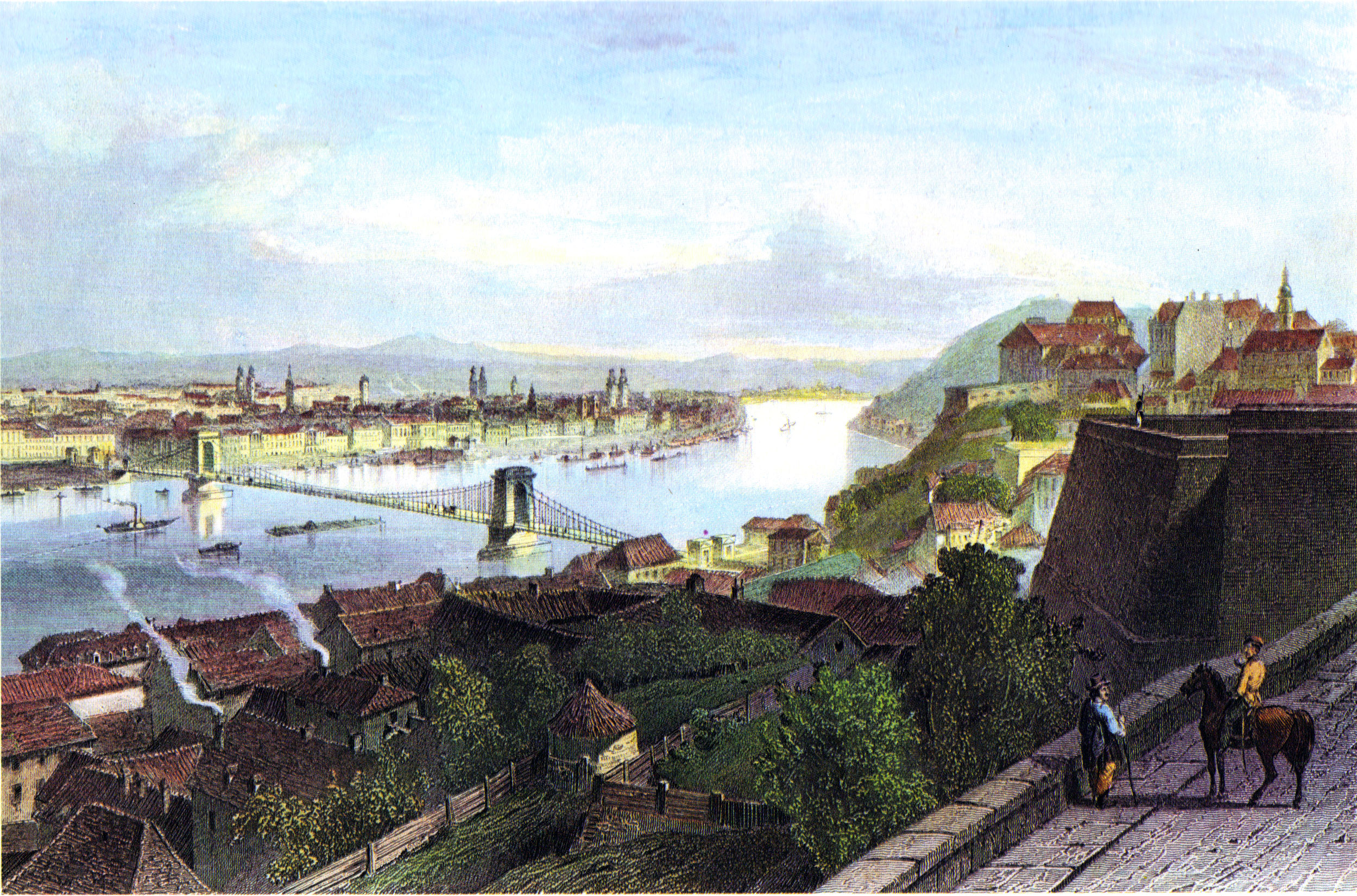
Budapest, 1850
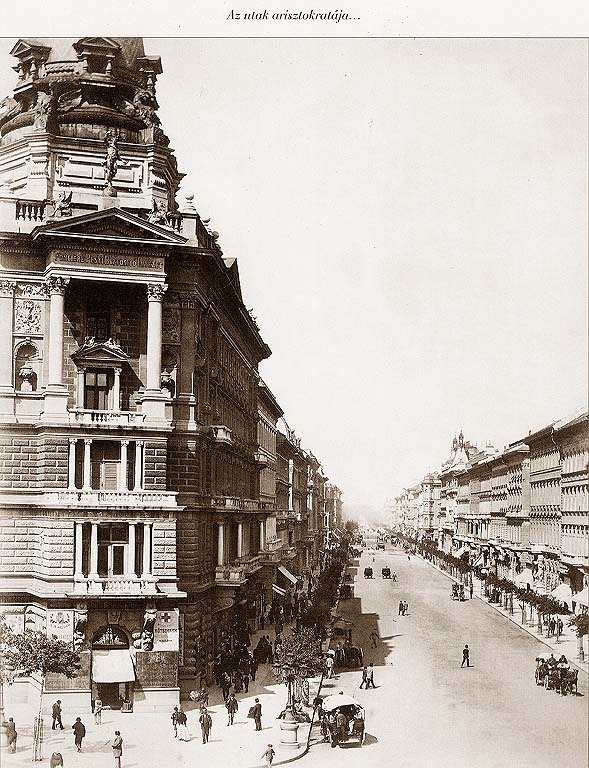
Andrássy út, 1875
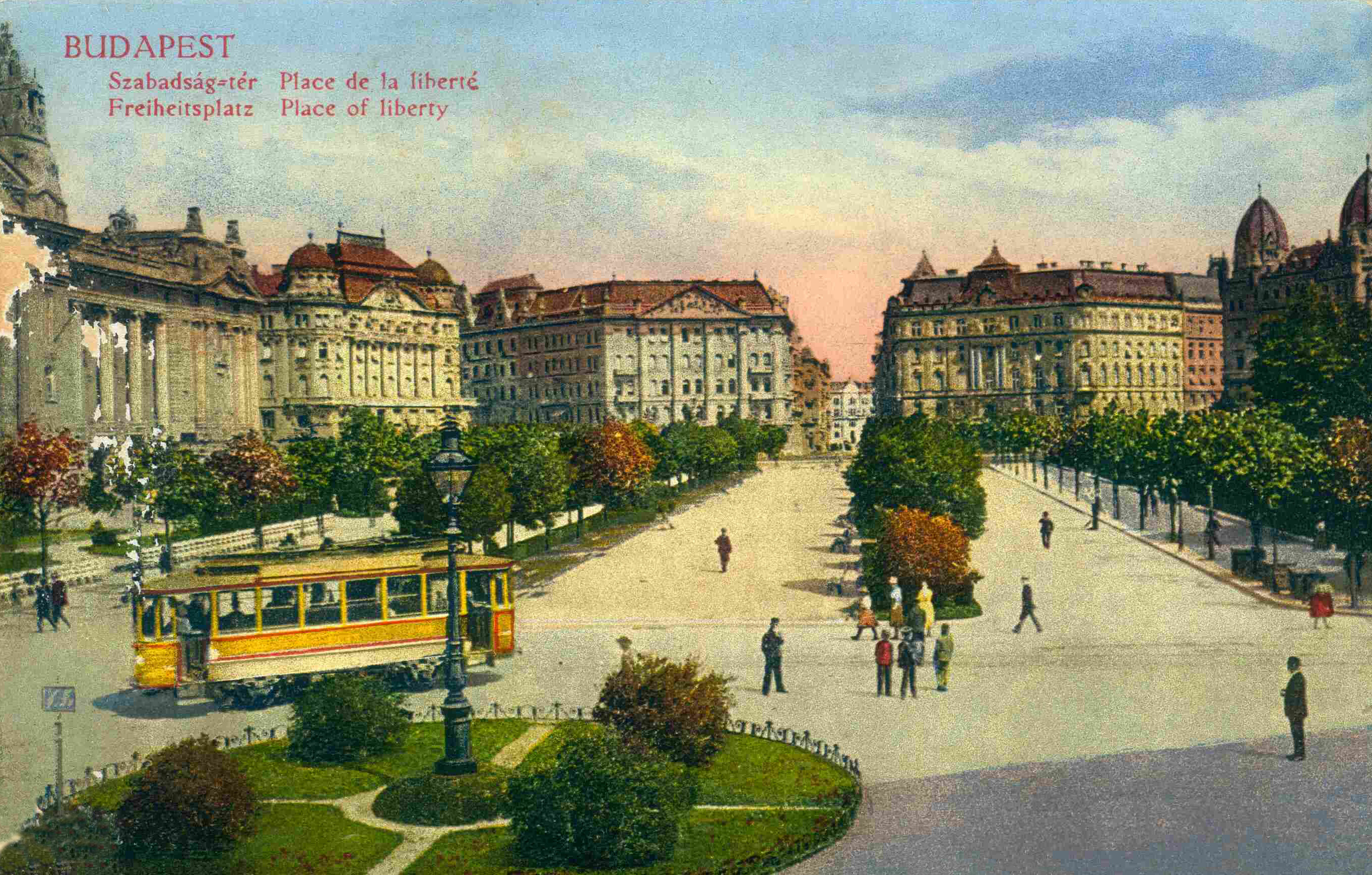
Szabadság tér, 1912
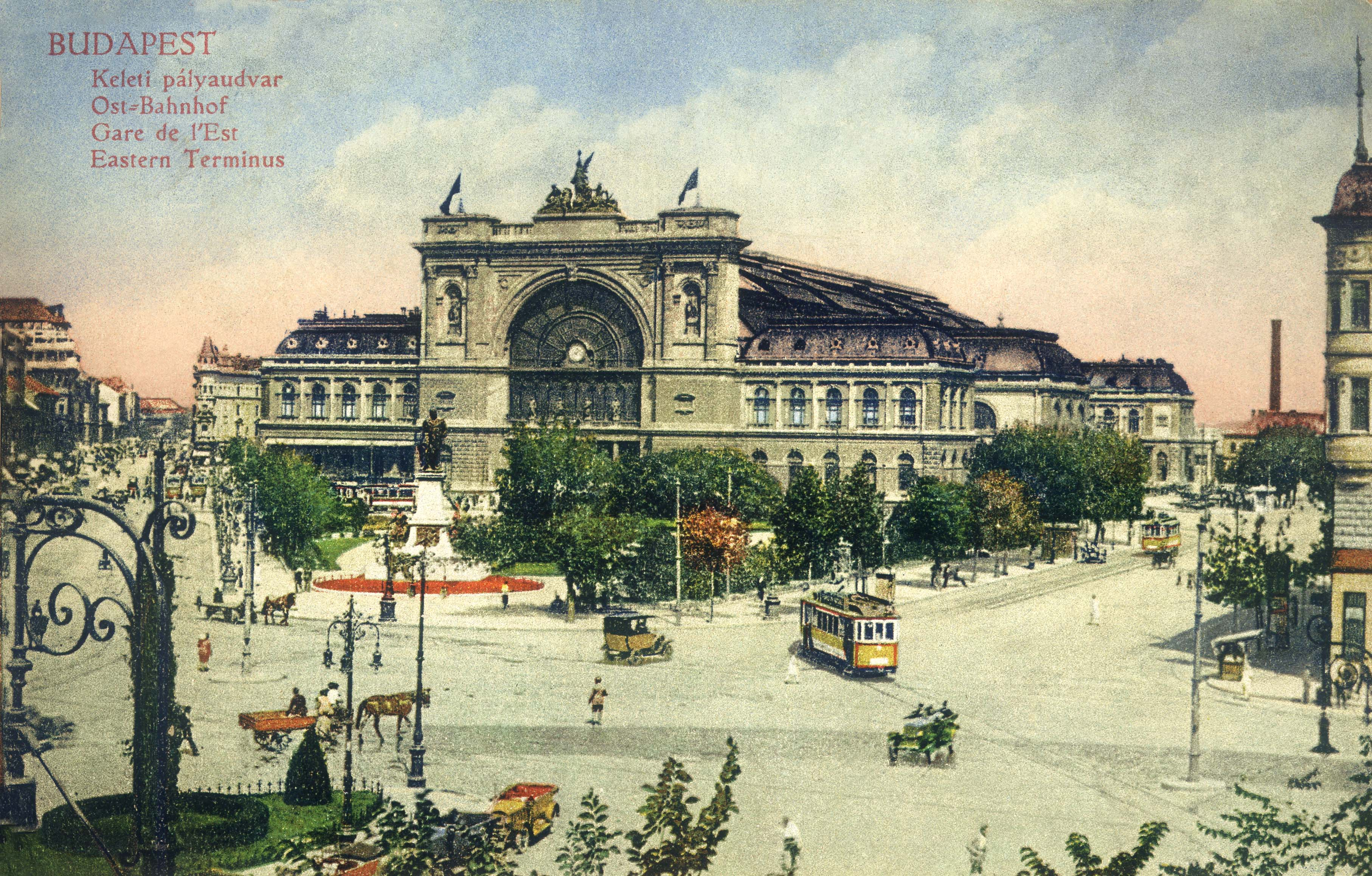
Keleti pályaudvar, 1912
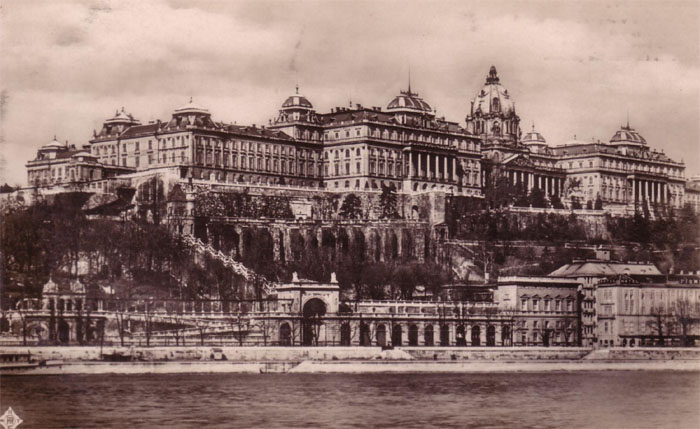
Buda, 1930
Palais Royale - 1914
Budapest - 1909
Vámház - 1916

## Bâtiments abandonnés à Budapest

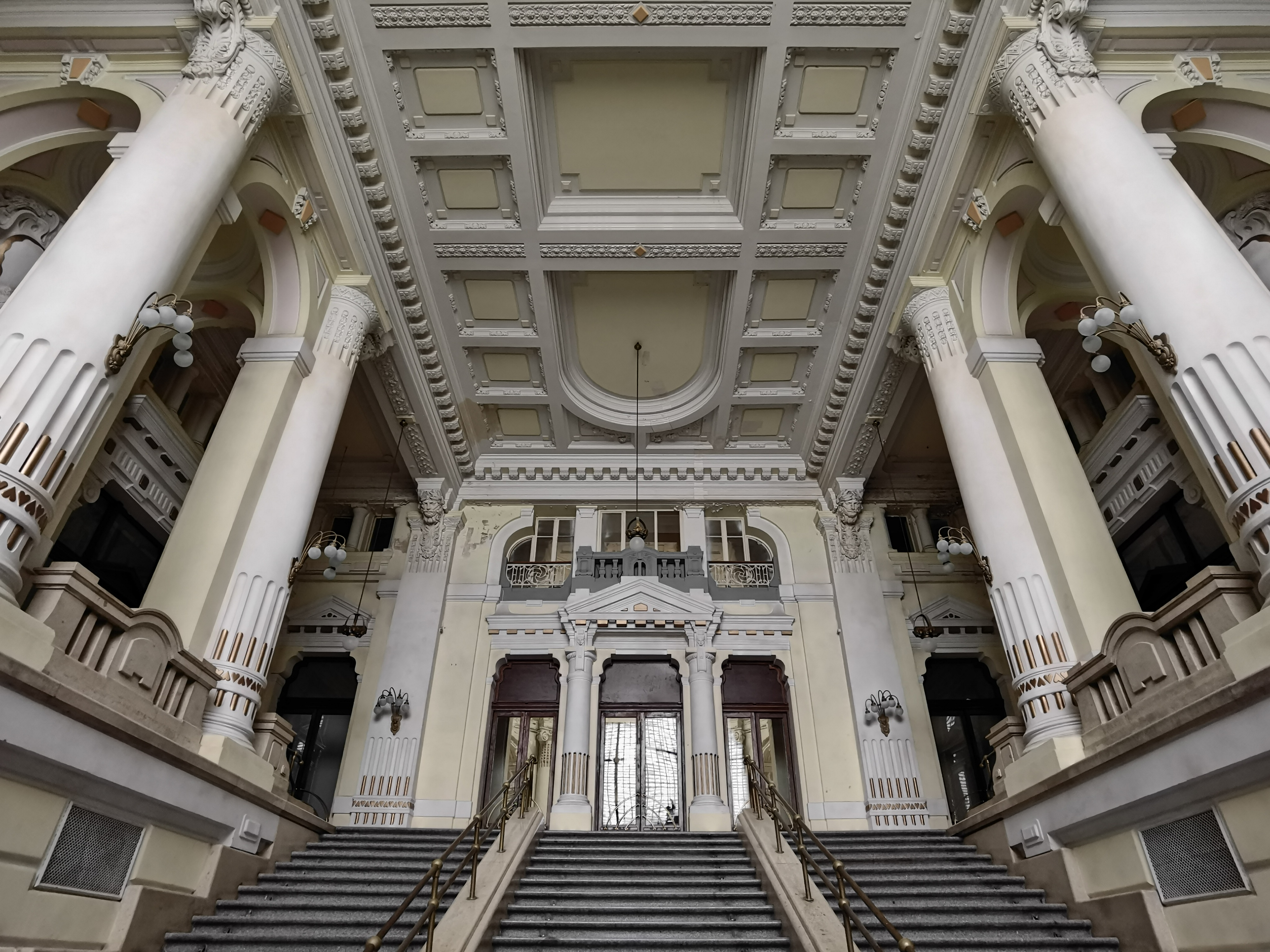
Palais de la Bourse (Tőzsdepalota)
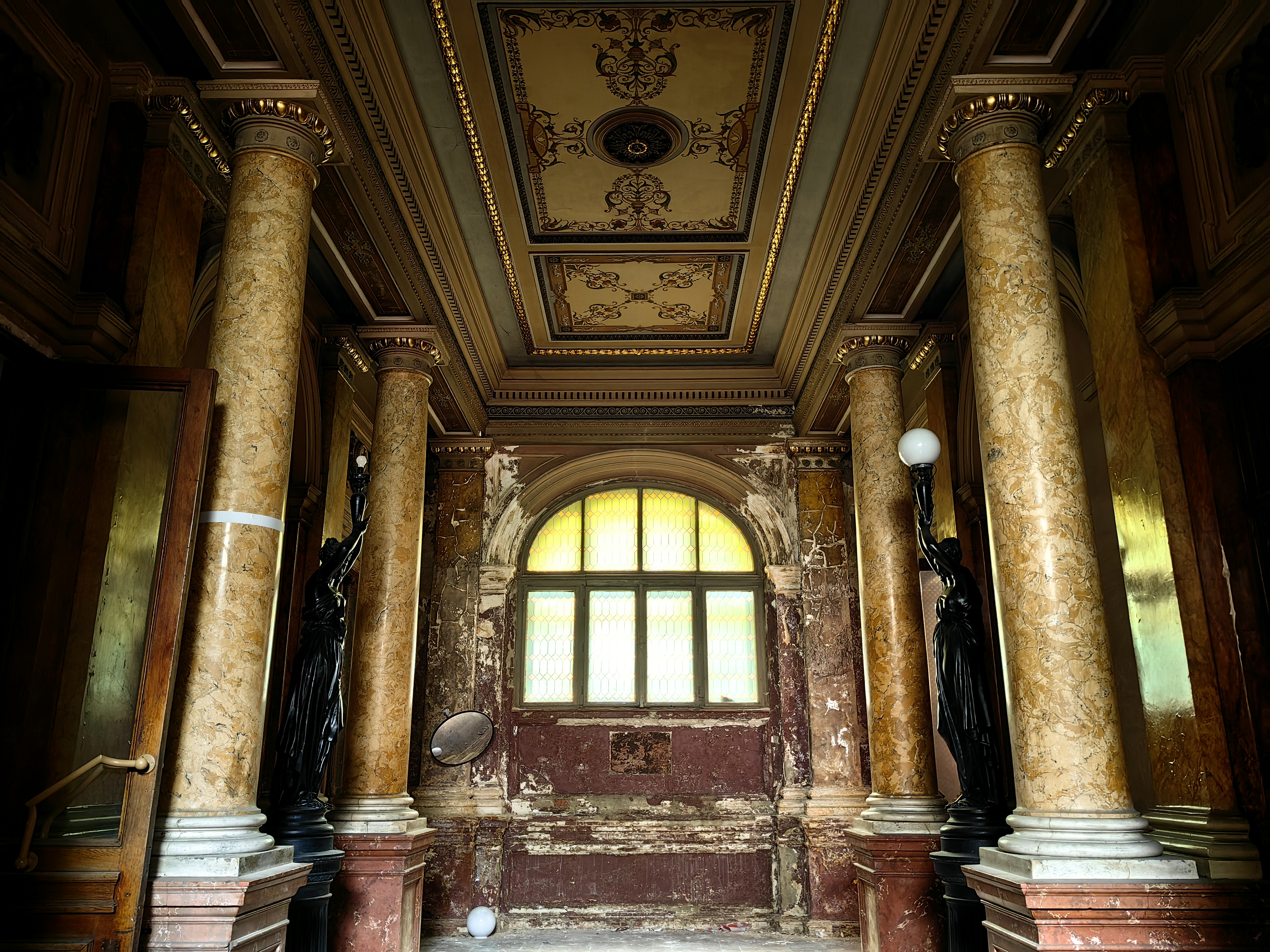
Ancien bureau de la MÁV
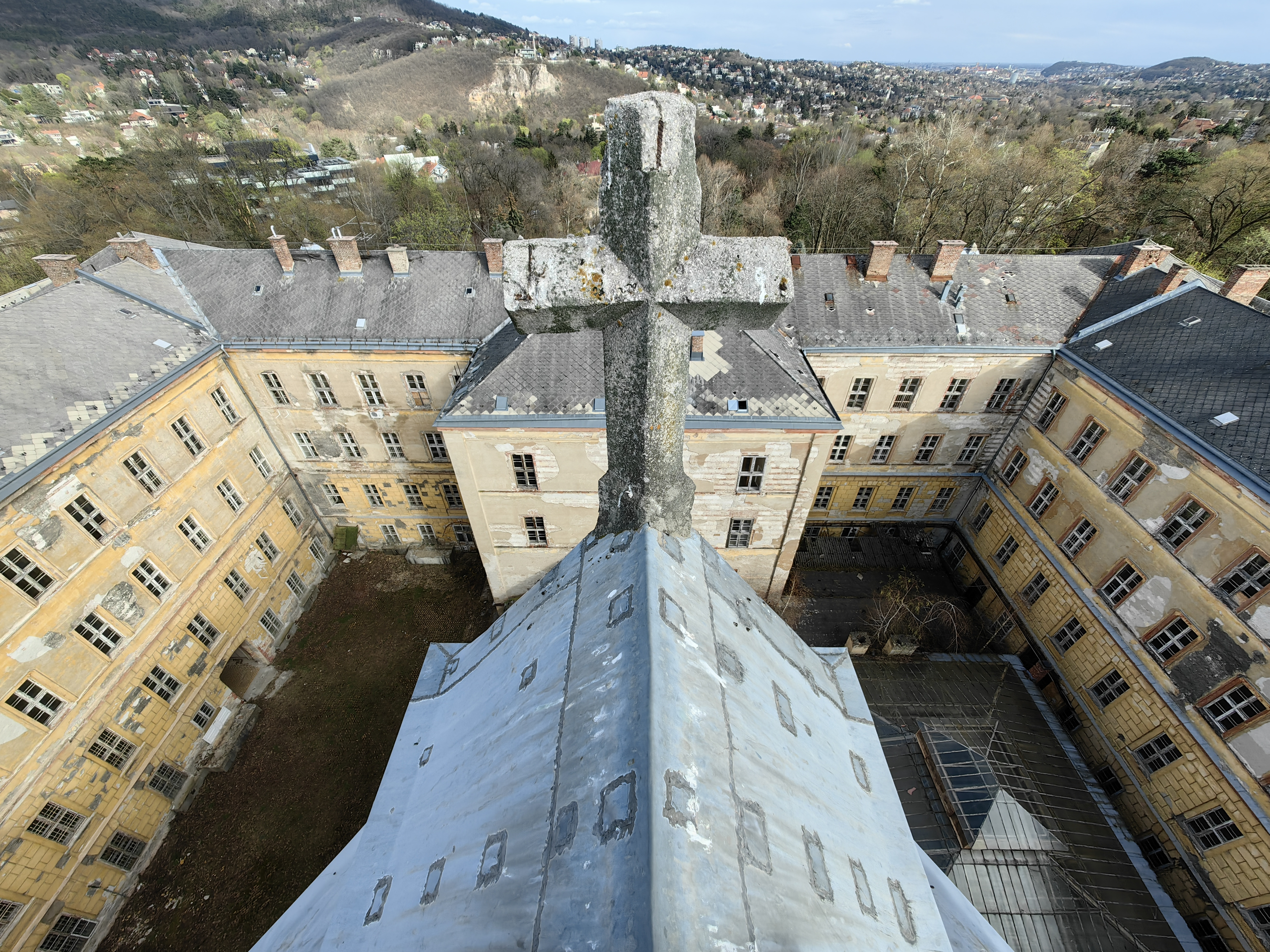
Institut psychiatrique de Lipótmező
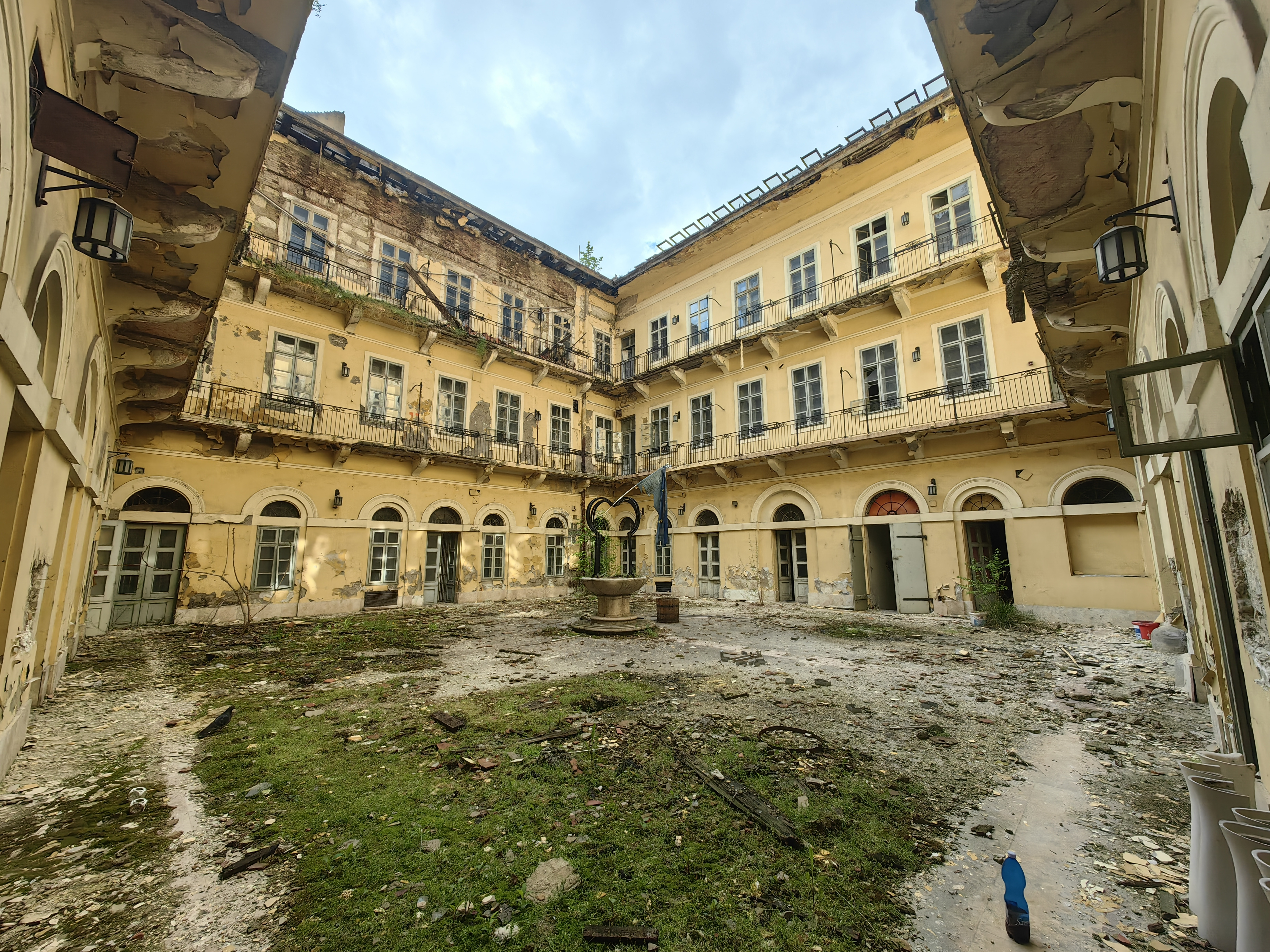
Bâtiment de la Postabank situé à József nádor tér
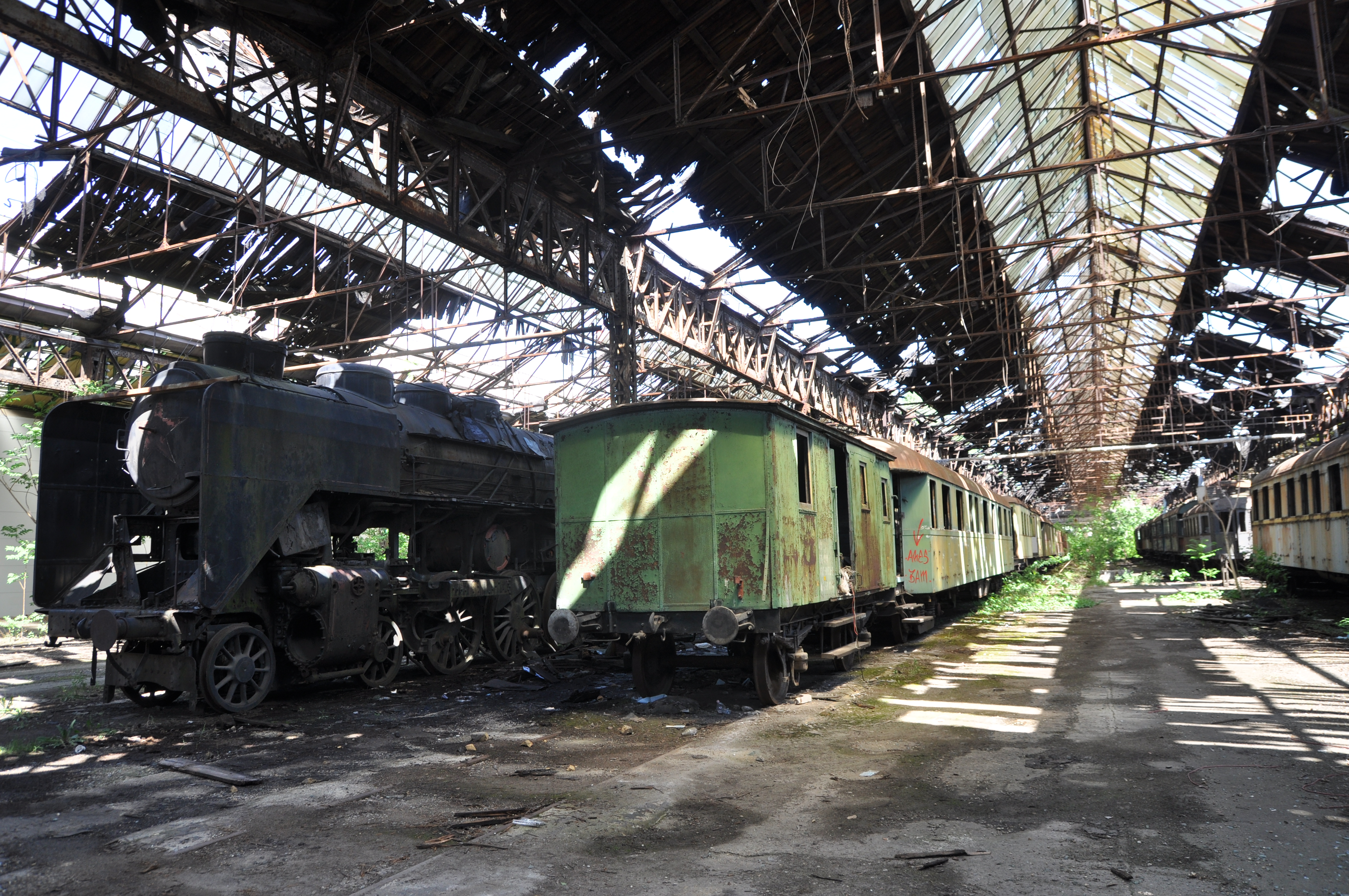
Cimetière de train d'Istvántelek (hu)
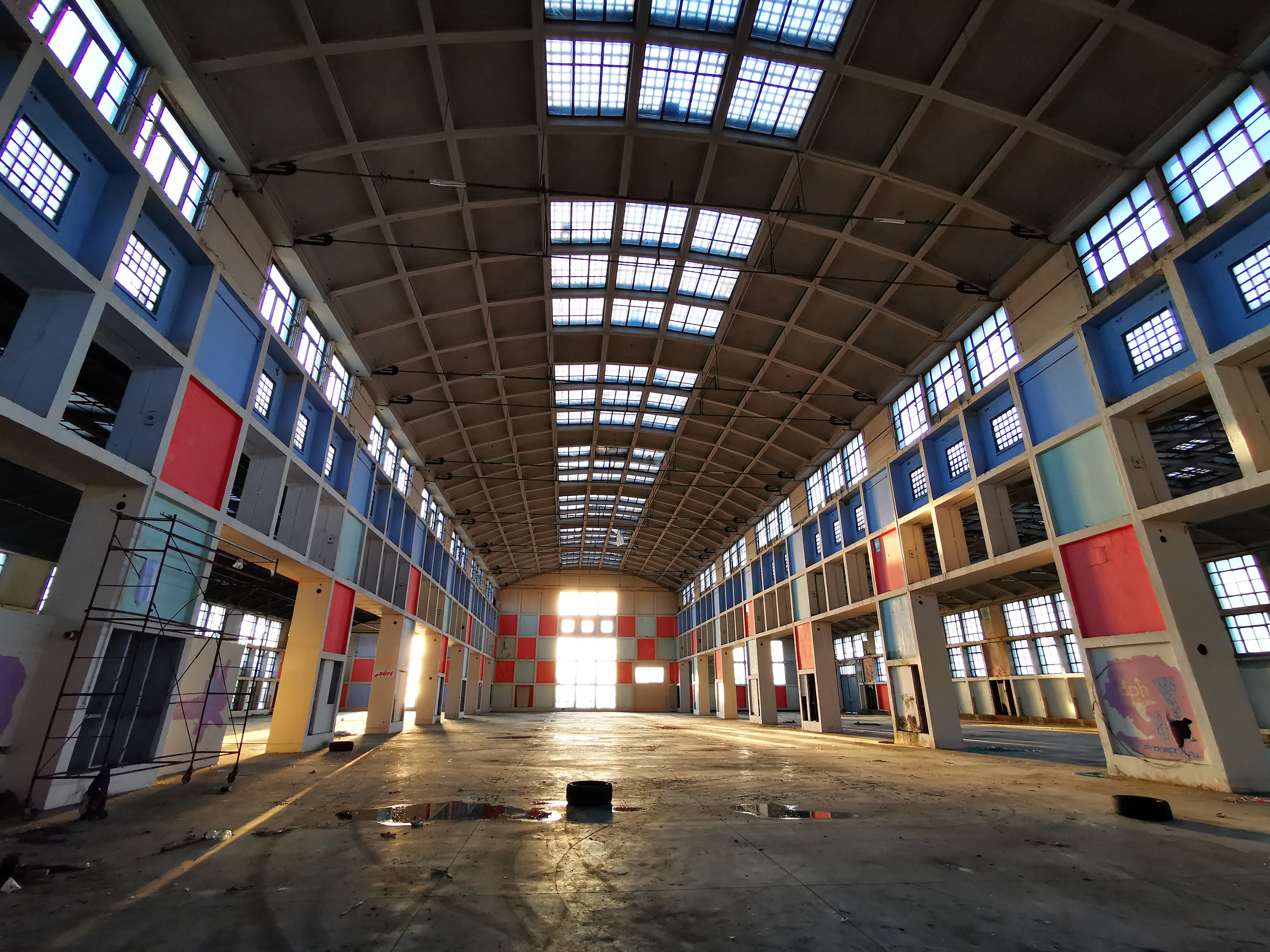
Usine Ikarus
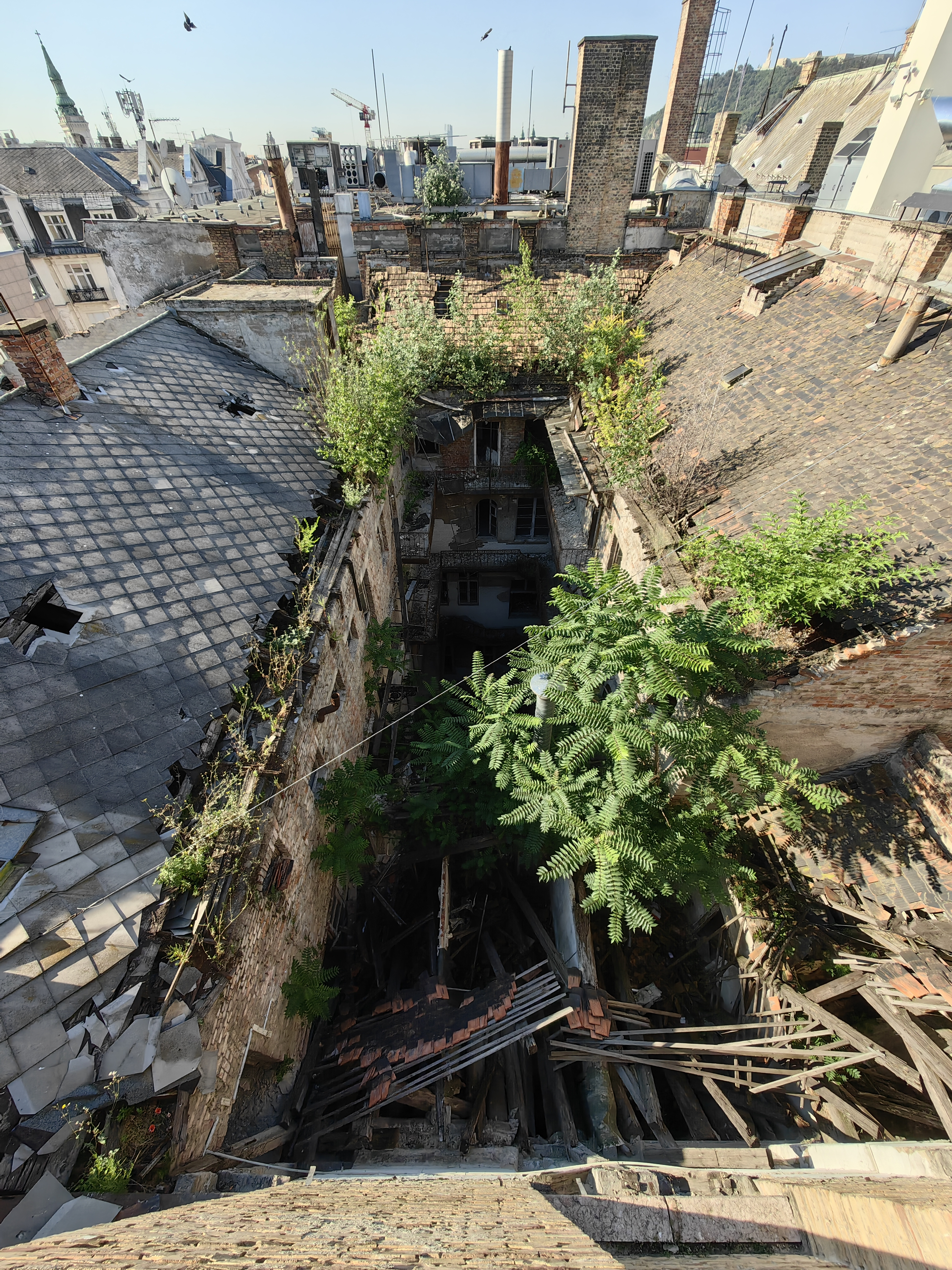
Immeuble Fischer
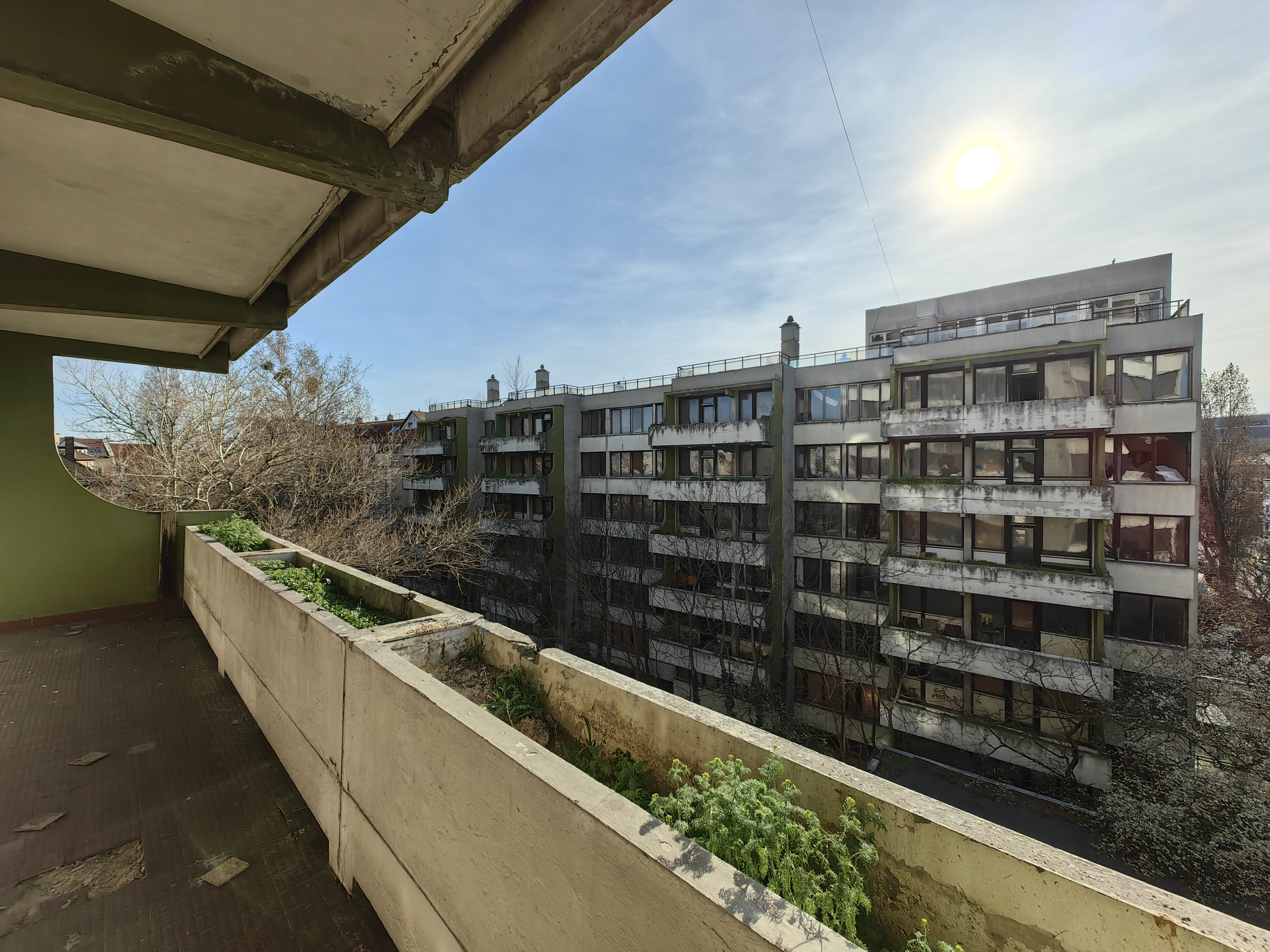
Logement urbain de l'époque socialiste, Panelház (en)
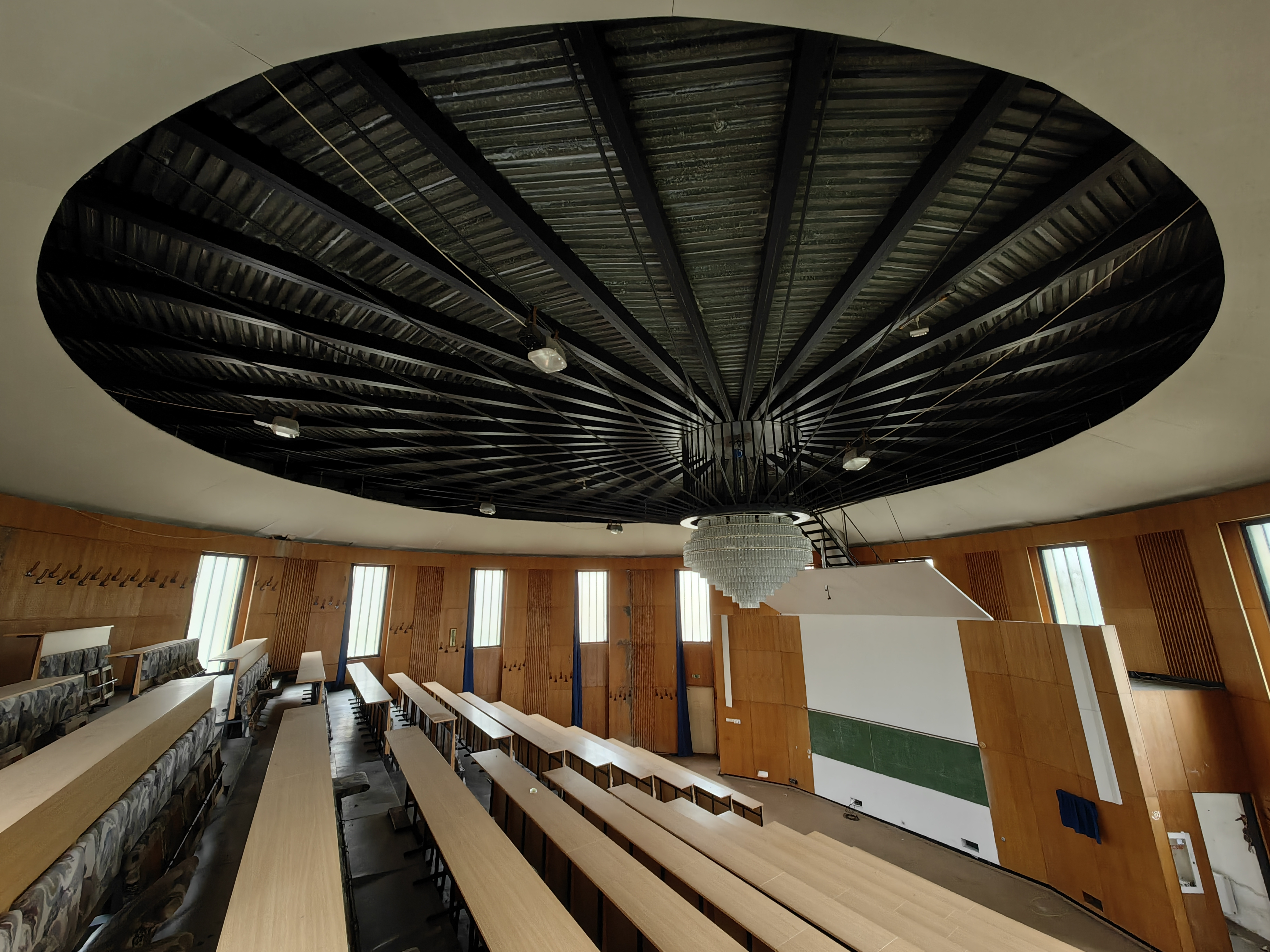
Université nationale de l'administration publique
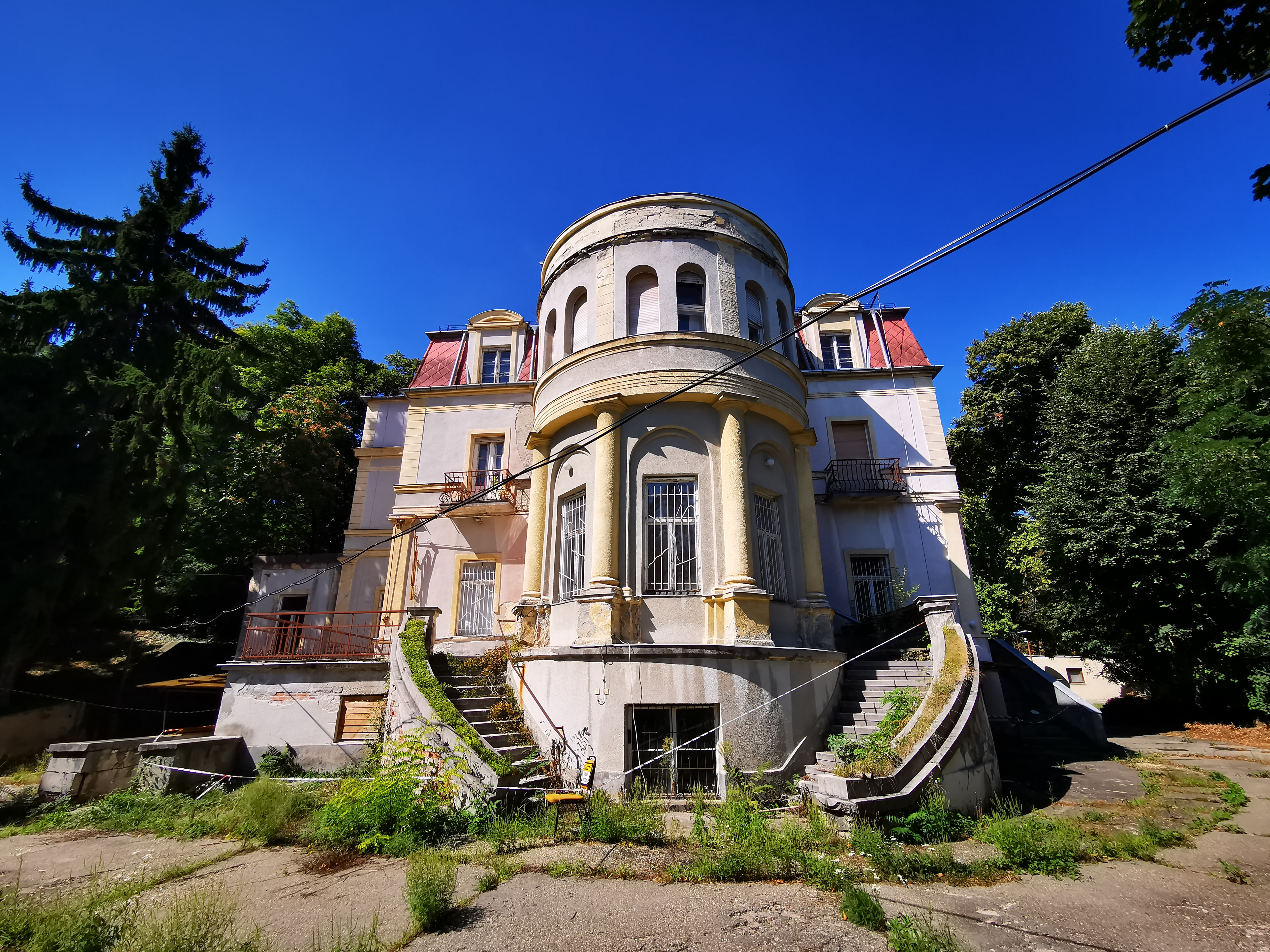
Sanatorium Preisich

### Jeu vidéo
Une mission du jeu Hitman : Tueur à gages se déroule à Budapest. Un remake de cette même mission est jouable dans le jeu Hitman: Contracts.

## Relations internationales

### Jumelages
Budapest est jumelée avec :
| Ville | Ville                   | Pays | Pays               | Période                     |
| ----- | ----------------------- | ---- | ------------------ | --------------------------- |
|       | Ankara                  |      | Turquie            | depuis le 24 février 2015   |
|       | Bangkok                 |      | Thaïlande          | depuis le 20 février 1997   |
|       | Berlin                  |      | Allemagne          | depuis le 28 août 1992      |
|       | Bucarest                |      | Roumanie           |                             |
|       | Chongqing               |      | Chine              |                             |
|       | Cracovie,               |      | Pologne            | depuis le 24 octobre 2005   |
|       | Daejeon,                |      | Corée du Sud       | depuis le 20 avril 1994     |
|       | Damas                   |      | Syrie              |                             |
|       | Dublin                  |      | Irlande            |                             |
|       | Florence,               |      | Italie             | depuis le 19 mai 2008       |
|       | Fort Worth              |      | États-Unis         | depuis le 15 juin 1990      |
|       | Francfort-sur-le-Main,  |      | Allemagne          | depuis le 24 mars 1990      |
|       | Kielce                  |      | Pologne            |                             |
|       | Kiev,                   |      | Ukraine            | depuis le 19 octobre 1993   |
|       | Košice                  |      | Slovaquie          |                             |
|       | Lecce                   |      | Italie             |                             |
|       | Lisbonne                |      | Portugal           | depuis le 28 septembre 1992 |
|       | Lviv,                   |      | Ukraine            | depuis le 18 octobre 1993   |
|       | Madrid                  |      | Espagne            |                             |
|       | Mondragone              |      | Italie             |                             |
|       | Naples                  |      | Italie             |                             |
|       | Nasik                   |      | Inde               |                             |
|       | New York                |      | États-Unis         | depuis le 16 mars 1992      |
|       | Odorheiu Secuiesc       |      | Roumanie           | depuis le 24 novembre 2016  |
|       | Osaka                   |      | Japon              |                             |
|       | Pékin                   |      | Chine              | depuis le 25 juin 2012      |
|       | Saint-Pétersbourg       |      | Russie             |                             |
|       | San Vito al Tagliamento |      | Italie             |                             |
|       | Sarajevo                |      | Bosnie-Herzégovine | depuis le 28 janvier 1995   |
|       | Shanghai                |      | Chine              | depuis le 3 août 2012       |
|       | Subotica                |      | Serbie             |                             |
|       | São Paulo               |      | Brésil             |                             |
|       | Tbilissi                |      | Géorgie            | depuis 2011                 |
|       | Tel Aviv                |      | Israël             | depuis le 23 novembre 1989  |
|       | Târgu Mureș             |      | Roumanie           |                             |
|       | Téhéran                 |      | Iran               | depuis le 4 mai 2015        |
|       | Varsovie                |      | Pologne            |                             |
|       | Vienne                  |      | Autriche           | depuis le 20 novembre 1990  |
|       | Vilnius,                |      | Lituanie           | depuis le 29 juin 1991      |
|       | Zagreb                  |      | Croatie            | depuis le 25 juin 1994      |

### Partenariats
- Varsovie (Pologne)

## Personnalités liées à la ville
À Budapest sont nés :
- Ignace Philippe Semmelweis (1818-1865), médecin obstétricien dit, "Le sauveur des mères"
- Theodor Herzl (1860-1904), écrivain d'origine juive, théoricien du sionisme.
- Franz Tangl (1866-1917), médecin physio-pathologiste.
- Felix Salten (1869-1945), écrivain autrichien.
- Harry Houdini (1874–1926), prestidigitateur américain.
- Michael Curtiz (1886-1962), cinéaste américain, d'origine hongroise.
- Jules Freund (1890-1960), immunologiste.
- André Kertész (1894-1985), photographe.
- Paul Lukas (1895-1971), acteur américain, d'origine hongroise.
- László Benedek (1905–1992), réalisateur.
- Charles Rohonyi (1906-1998), graphiste et affichiste, actif en Belgique.
- Sándor Svéd (1906-1979, baryton hongrois.
- Eva Zeisel (1906-2011, designeuse
- Elza Brandeisz (1907-2018), danseuse et Juste parmi les nations.
- Georg Solti (1912-1997), un des grands chefs d'orchestre de sa génération.
- Angelo Brelich (1913-1977), historien des religions naturalisé italien.
- Ferenc Fricsay (1914-1963), autre célèbre chef d'orchestre hongrois, naturalisé autrichien en 1958.
- Peter Foldes (1924–1977), réalisateur de films d'animation
- Elek Bacsik (1926–1993), violoniste et guitariste de jazz.
- Melinda Kistétényi (1926-1999), organiste et compositrice hongroise.
- Ferenc Puskás (1927-2006), footballeur.
- Erzsi Kovács (1928-2014), chanteuse de musique pop.
- Imre Kertész (1929-2016), écrivain, prix Nobel de littérature 2002.
- Étienne Davignon (1932-), homme d'affaires belge.
- Catherine Schell (1944-), actrice.
- Miklós Perényi (1948), violoncelliste.
- Tommy Ramone (1952-2014), batteur et producteur de musique américain d'origine hongroise.
- Xaver Varnus (1964), organiste hongro-canadien.
- Roby Lakatos (1965-), violoniste.
- Tibor Mende (1915-1984), journaliste et essayiste français d'origine hongroise.
- András Sárközy (1941-), mathématicien.
- György Kovásznai (1934-1983), artiste contemporain.
- Amrita Sher-Gil (1913-1941), peintre indienne.
- Ilona Staller surnommée la « Cicciolina » (1951-), actrice de films pornographiques, chanteuse et femme politique italienne.
- Klára Ungár (1958-), femme politique hongroise,
- Károly Vekov (1947-), homme politique et historien.
- Oliver Sin (1985-), peintre hongrois.
- Helga Váradi (1986-), musicienne classique
- Barbara Palvin (1993-), mannequin
- Ágnes Keleti (1921-2025), ancienne gymnaste hongroise.
- Franz Jalics (1927-2021), Prêtre jésuite et écrivain hongrois
- Klára Langer (1912-1973), photographe

Autres personnages en rapport avec la ville :
- Franz Liszt (1811–1886), auteur compositeur de nationalité hongroise, connu pour ses partitions pour piano que sont les Rhapsodies hongroises.
- Raoul Heinrich Francé (1874-1943), botaniste, microbiologiste et philosophe de la nature austro-hongrois, est mort à Budapest.
- Béla Bartók (1881-1945), compositeur. La municipalité de Budapest a ouvert en 2006 un musée consacré au compositeur dans son ancienne demeure située sur les collines de Buda.
- Zoltán Kodály (1882–1967), célèbre compositeur hongrois, notamment pour son approche pédagogique. Décédé à Budapest.
- Mária Basilides (1886-1946), cantatrice hongroise, morte à Budapest.
- Le Suédois Raoul Wallenberg (1912-1947 ?) a joué un rôle clé en 1944, en aidant des milliers de juifs à échapper à la Shoah.
- Le journaliste français Jean-Pierre Pedrazzini, grand reporter à Paris Match, est mort des suites de ses blessures sur les barricades de Budapest lors de la prise du siège du PC en 1956. Une plaque lui rend hommage Place de la République (Köztársaság tér) à Budapest.
- Imre Nagy homme politique hongrois exécuté par pendaison à la prison de Budapest en 1958.